# Zimri-Lim
Pour les articles homonymes, voir Zimri (homonymie).
Cette page se comprend mieux après la lecture de Mari.
Zimri-Lim est le dernier roi de Mari. Il régna de 1775 à 1761 av. J.-C. Son règne, connu par les imposantes archives du palais royal de Mari, est l'un des mieux documentés de l'histoire antique.
Il est un membre de la famille du précédent roi de Mari, Yahdun-Lim (1810-1794 av. J.-C. ; sans doute son grand-père, ou bien son oncle), qui a été contraint à l'exil, sous la protection du roi d'Alep, lorsque sa lignée a été évincée de Mari par Samsi-Addu. Après la mort de ce dernier, Zimri-Lim prend Mari et en devient le roi. Après avoir résisté à Eshnunna et maté la révolte des tribus benjaminites, il parvient à asseoir son pouvoir et à devenir un des principaux rois du Proche-Orient. Il impose son autorité sur la majeure partie des terres de Haute Mésopotamie situées au nord et à l'est de l'Euphrate et dans la région du Khabur, alors divisées en plusieurs petits royaumes instables. Il s'allie avec Hammurabi de Babylone pour conduire une coalition qui résiste à une tentative d'invasion de l'Élam en Mésopotamie en 1765. Néanmoins dans les années qui suivent il assiste à la montée en puissance du roi babylonien, dont il finit par devenir une victime. Il disparaît probablement lors de la prise de Mari en 1761, qui précède la destruction de la ville.
Les archives royales de Mari fournissent une mine d'information sur le règne de Zimri-Lim. Il est à la tête d'une entité politique duale, car il est à la fois roi de Mari et des territoires alentour, mais aussi chef de la tribu des Bensim'alites dont une partie nomadise hors de son territoire, tout en reconnaissant son autorité. Comme les autres rois de son époque, il est un chef de guerre, dont les troupes sont constamment sur le pied de guerre en raison du contexte trouble de son temps, qui ne lui laisse quasiment pas de répit. Il est très actif sur le plan diplomatique, conduisant une politique d'alliances visant à renforcer son pouvoir, qui passe notamment par le mariage de plusieurs de ses filles à ses vassaux. Il est également considéré comme l'élu des dieux, ce qui le conduit notamment à procéder à de nombreuses consultations d'oracles et à se tenir au courant de prophéties le concernant, afin de prendre connaissance des volontés divines. Son palais est le cœur de l'administration de son royaume, qui s'appuie sur ses serviteurs proches, et aussi une population féminine importante, dominée par la reine Shibtu, originaire du puissant royaume d'Alep, qui acquiert une grande importance dans la gestion de la maisonnée du roi. Le palais comprend de nombreux magasins, documentés par l'archéologie et des textes administratifs qui procurent de nombreuses informations sur la vie matérielle d'une cour royale à cette époque, par exemple les denrées servies lors des repas du roi et la vaisselle de luxe gardée sous haute surveillance.

## Étymologie
Le nom Zimri-Lim est en langue amorrite (Zimrī-Lîm), et signifie « la tribu est mon secours » ou la « tribu est ma force ». Le second terme signifie « tribu », sans doute liʾmum au nominatif, ici à l'état absolu liʾim (ou lîm). Il se retrouve dans le nom des autres rois de sa dynastie, Yaggid-Lim et Yahdun-Lim, qui ont de ce fait pu être surnommés de façon quelque peu hâtive « dynastie des Lim » (le terme se trouve aussi dans le nom du contemporain Yarim-Lim Ier d'Alep, qui appartient à une tribu amorrite différente).

## Sources
Le règne de Zimri-Lim est essentiellement documenté par les archives mises au jour en divers points du palais royal de Mari. Il s'agit de textes laissés sur place par les conquérants babyloniens lorsqu'ils ont pris la ville et pillé le palais, en sachant qu'ils en ont emporté une partie qu'ils jugeaient plus importante. Elles se comptent par milliers, non intégralement publiées, et se répartissent pour l'essentiel en deux grandes catégories. D'abord des textes administratifs documentant la gestion de la « maison » du roi, surtout des tablettes enregistrant les entrées et les sorties de produits, notamment des textes de sortie de nourriture pour la table royale (les « repas du roi »), les rations distribuées au personnel du palais, les présents offerts aux messagers et cours étrangers, aussi des textes d'inventaire de biens stockés dans le palais (notamment les objets précieux et matières premières destinées aux artisans du palais), des listes de champs du domaine royal et des documents fiscaux, des listes de travailleurs du palais et de captifs de guerre déportés, etc. D'autres textes administratifs documentent l'administration des provinces, notamment des recensements à but militaire et les présents offerts par des notables locaux au roi. Le fait que ces textes soient souvent datés permet de les utiliser pour reconstituer l'histoire politique. Les lettres des archives royales de Mari constituent la documentation la plus étudiée et mise en avant de ce corpus. Elle comprend la correspondance du roi avec ses subordonnés en poste dans les provinces ou en mission à l'étranger, et aussi la partie de sa correspondance diplomatique que les Babyloniens n'ont pas emportée (ils ont manifestement pris les lettres envoyées par les rois les plus puissants, à commencer par celle de leur roi Hammurabi). Un ensemble de lettres important est la correspondance féminine, des lettres envoyées par des femmes du palais au roi ou à d'autres personnes. Le palais de Mari a aussi livré des textes juridiques, rituels, scolaires et littéraires, notamment l’Épopée de Zimri-Lim, texte épique à la gloire du roi,.
Très peu d'inscriptions commémoratives de ce roi sont connues,. Ses noms d'années, célébrant les faits mémorables de son règne, avant tout des actes pieux (10e année : « Année où Zimri-Lim a offert un grand trône au dieu Addu de Mahanum ») et des victoires militaires (4e année : « Année où Zimri-Lim s'est emparé d'Ashlakka »), sont essentiels pour reconstituer la chronologie relative de son règne et de connaître certains des événements marquants.
Des textes datés de l'époque de Zimri-Lim mis au jour hors de Mari complètent cette reconstitution. Des tablettes administratives non publiées ont notamment été mises au jour à Tell Ashara (Terqa). Trois lettres écrites par le roi de Mari ont aussi été mises au jour à Tell Rimah (Qattara), hors de son royaume.
Les sources non écrites sont constituées par des images, notamment celles des sceaux-cylindres retrouvés ou bien de leurs empreintes figurant sur des tablettes d'argile, ainsi que les fragments de peinture du palais royal de Mari. L'analyse des vestiges archéologiques, avant tout ceux du palais royal de Mari, fournit aussi des informations précieuses sur l'époque de Zimri-Lim.

## Histoire

Localisation des principaux sites de Mésopotamie et de Syrie datés de la période paléo-babylonienne.

### Contexte
Le règne de Zimri-Lim prend place durant la période dite « paléo-babylonienne » (babylonienne ancienne), qui va de 2004 à 1595 av. J.-C. selon la chronologie moyenne, qui est la plus employée par les historiens spécialisés de la période. Cette époque parfois aussi appelée période amorrite, car les dynasties qui dominent la Mésopotamie et la Syrie sont alors majoritairement d'ethnie amorrite (un peuple parlant une langue ouest-sémitique), et c'est le cas de celle de Zimri-Lim. La Syrie et la Mésopotamie de la fin du XIXe siècle av. J.-C. et du début du XVIIIe siècle av. J.-C. sont partagées en plusieurs royaumes, les plus puissants étant, aux côtés de Mari ceux dont les capitales sont situées à Larsa, Babylone, Eshnunna, Alep (Yamhad), Qatna. La Haute-Mésopotamie est très instable politiquement : aucune grande puissance ne s'y impose de manière durable, et une myriade de petites principautés se partage le territoire, avec des guerres intestines et coups d’États très rapides, qui s'accompagnent de purges et de déplacement de populations importants, étant donné que les rois qui s'implantent dans les cités ont souvent un pouvoir sur des groupes semi-nomades très mobiles.

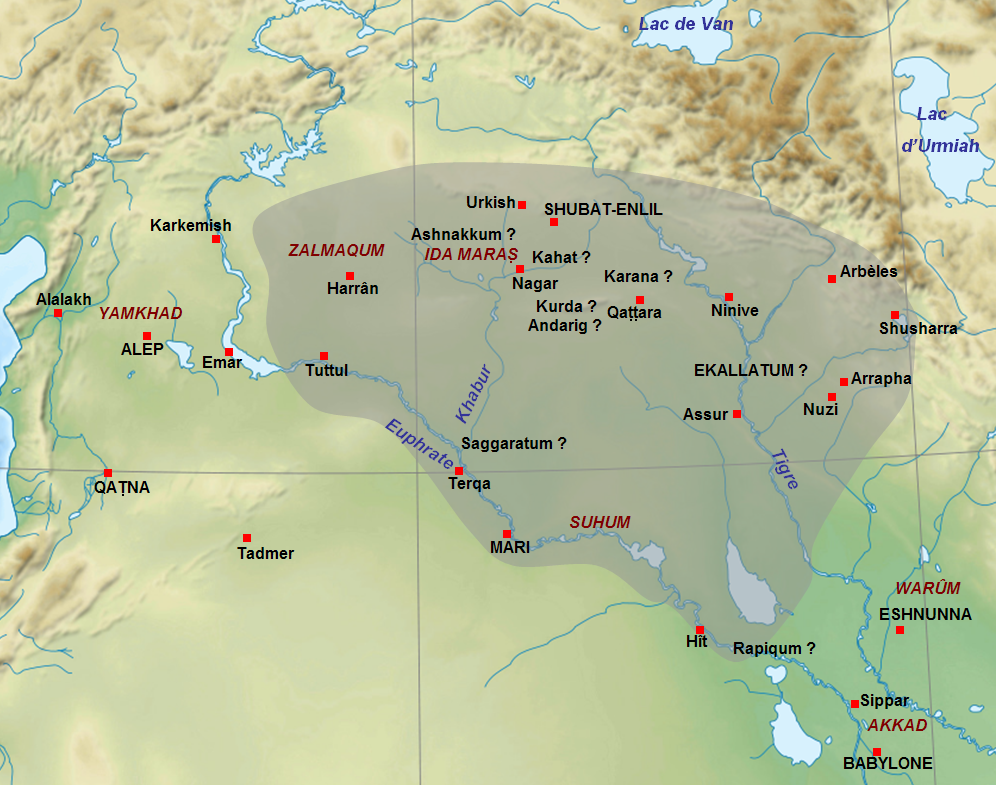
Extension approximative du Royaume de Haute-Mésopotamie à la mort de Samsi-Addu.

Vers 1810-1805 un roi bensim'alite, Yahdun-Lim, prend le pouvoir à Mari. Ces origines sont mal connues, mais on sait qu'il est le fils de Yaggid-Lim, un roi dont la capitale semble s'être située à Ṣuprum, ville proche de Mari mais située de l'autre côté de l'Euphrate. Quoi qu'il en soit son pouvoir a aussi un aspect tribal, et il instaure une dynastie double : il est à la fois roi du territoire de Mari, et rois des « Bédouins » de sa tribu, les Bensim'alites (ou Sim'alites). Il impose son autorité sur une large portion de la zone située entre les cours moyens du Tigre et de l'Euphrate, la « Djézireh », devenant le suzerain des rois de la région. Son grand rival est Samsi-Addu (ou Shamshi-Adad), roi qui semble avoir pour ville d'origine la vénérable cité d'Akkad, d'où il a été évincé avant de retrouver une capitale plus au nord à Ekallatum. Le roi de Mari trouve la mort en 1794 dans une intrigue de palais, qui conduit son fils Sumu-Yamam au pouvoir,. Mais celui-ci est vaincu deux ans plus tard par Samsi-Addu, qui parvient à la même période à évincer les autres principaux rois de la Djézireh, et à constituer un vaste royaume, que les historiens modernes désignent comme le Royaume de Haute-Mésopotamie. Afin de diriger Mari, il y intronise son fils Yasmah-Addu, alors que son autre fils Ishme-Dagan est implanté à Ekallatum. Lui-même se constitue une capitale au centre de son royaume, à Shubat-Enlil. Il parvient à maintenir cet édifice politique pendant une quinzaine d'années, malgré les dangers que font peser sur lui le royaume du Yamhad à l'ouest, et celui d'Eshnunna à l'est,.

### Origines
Zimri-Lim est né dans le clan de Yahdun-Lim, qui est à la tête de la confédération tribale des Bensim'alites. Il est probablement le neveu ou le petit-fils du roi de Mari déchu. Ses premières années de vie se passent en exil, puisque sa famille a été contrainte de fuir les territoires dominés par Samsi-Addu, accompagnée d'un grand nombre de membres de son clan. Il est sans doute adolescent au moment de ces événements, car lors de son intronisation, après quinze années d'exil, il a déjà des filles en âge d'être mariées. On ne connait pas le lieu exact où Zimri-Lim passe son exil, mais il est certain que c'est dans un territoire situé dans le royaume du Yamhad, ou du moins sous sa protection. On ne sait pas non plus dans quelles conditions il est devenu le chef du clan et donc l'héritier des revendications sur le trône de Mari en tant que successeur de Yahdun-Lim.

### Prise de pouvoir

La Syrie et la Haute Mésopotamie à l'époque des archives de Mari. Les villes dont la localisation est incertaine sont en italique.

Les années 1777-76 sont marquées par un regain des troubles dans le royaume de Samsi-Addu. La mort du roi en 1775 provoque une explosion de révoltes qui emportent son royaume. Les descendants des anciens souverains évincés tentent de reprendre leur héritage, et Zimri-Lim se met alors en route vers Mari, avec les autres Bensim'alites qui avaient fui auparavant. Les lettres reçues par Yasmah-Addu à cette époque permettent de suivre l'avancée rapide des troupes sur Mari, qui progressent le long de l'Euphrate, prenant Tuttul puis Terqa. Mari est prise par une autre troupe, conduite par le chef de guerre Bensim'alite nommé Bannum. Yasmah-Addu meurt à ce moment ou peu après, puisqu'il disparaît de la documentation. En revanche son frère Ishme-Dagan maintient un royaume à l'est autour d'Ekallatum, sans parvenir à intervenir à Mari. Zimri-Lim fait son entrée à Mari, et se fait introniser à Terqa, dans le temple du dieu Dagan,.
Zimri-Lim est rapidement soumis à un dilemme diplomatique afin de consolider son pouvoir : choisir entre l'alliance et la protection de Yarim-Lim Ier d'Alep à l'ouest, ou d'Ibal-pi-El II d'Eshnunna à l'est. Il reste loyal au premier, à qui il doit probablement sa survie et sa prise de pouvoir, et épouse sa fille Shibtu. Un peu avant, il semble également avoir épousé la fille du roi de Qatna qui était auparavant mariée à Yasmah-Addu, ce qui lui permet d'être en bons termes avec une autre puissance occidentale. Il reprend aussi une partie des anciens serviteurs de Yasmah-Addu, ce qui lui vaut les invectives de certains de ses proches qui doutent de leur loyauté,.
Au moment où Zimri-Lim prenait le pouvoir à Mari, d'autres rois reprenaient les possessions de leurs ancêtres en Haute Mésopotamie, créant une balkanisation rapide de la région. En tant que maître de la puissance dominante traditionnelle, Zimri-Lim fait rapidement valoir son ambition de devenir le suzerain de cet espace, ainsi que l'indique cette lettre qu'il envoie à deux roitelets installés au nord de son royaume, dans le triangle du Khabur, le pays d'Ida-maraṣ, :

« Dis à Abi-Samar et Ikšud-lâ-šêmêšu : ainsi (parle) Zimri-Lim.

Le pays entier est revenu à ses lots d’héritage et chacun est (re)monté sur le trône de la maison paternelle. Et voici ce que j’ai entendu (dire) : « Le pays d’Idamaraṣ, là où (du moins) il tient les places fortes, ne prête attention qu’à Zimri-Lim ! »

[À présent], écrivez-moi. Je viendrai prononcer pour vous [un serment] solennel [par les dieux]. Livrez-moi la ville pour que je la remette à son maître. Quant à vous, avec vos biens, je vous ferai voir le lieu d’élection que vous me direz. À l’audition de ma présente tablette, fais-moi porter promptement une réponse à ma tablette. »

Zimri-Lim appuie la prise de pouvoir de plusieurs rois de la contrée, ce qui lui assure leur hommage. Il y intervient militairement à plusieurs reprises, d'abord pour chasser les restes des troupes de Samsi-Addu restées dans la région, puis pour faire une démonstration de force aux rois locaux qui contestent son autorité,.

### La guerre contre Eshnunna et les Benjaminites
Lors de sa prise de pouvoir, Zimri-Lim avait pu compter sur l'appui de troupes de la tribu des Benjaminites, pourtant les rivaux habituels des Bensim'alites. Mais les rois benjaminites se montrent peu enclins à reconnaître sa supériorité. Ils reçoivent la promesse de soutien d'Eshnunna, qui est en mauvais termes avec Mari au sujet de la possession des territoires en aval de cette dernière, le pays de Suhum. Des rois benjaminites se soulèvent une première fois en 1773, sans succès, notamment parce qu'ils ne reçoivent aucune aide d'Eshnunna.
Alors que Zimri-Lim a consolidé son emprise sur ses vassaux, le conflit larvé entre Mari et Eshnunna devient effectif à l'automne 1772 quand les troupes de la seconde envahissent le Suhum. Les Benjaminites se soulèvent à nouveau, et Eshnunna envoie un autre corps de troupe qui remonte la vallée du Tigre puis se dirige vers le triangle du Khabur. Cela contraint Mari à conduire la guerre sur plusieurs fronts, et aussi à une offensive diplomatique pour s'attacher le soutien d'autres grandes puissances (Babylone et Qatna) et la loyauté des roitelets du nord, partagés entre ceux qui restent fidèles à Zimri-Lim et ceux qui rejoignent le camp d'Eshnunna. Alors que Mari et ses alliés semblent peiner à faire face aux envahisseurs, ceux-ci subissent une attaque à l'autre extrémité de leur royaume, dans le Zagros, qui les pousse à un retrait partiel. Les troupes d'Eshnunna restant au nord sont vaincues à Andarig, et se retirent, ouvrant une période de règlements de comptes contre les rois locaux qui étaient passés dans leur camp. Les armées d'Eshnunna qui ont envahi le Suhum repartent également. Les Benjaminites ont subi des défaites, et optent pour la réconciliation et la soumission à Zimri-Lim,.
La paix avec Eshnunna est plus durement négociée, mais elle est conclue en 1770 : Zimri-Lim reconnaît le roi d'Eshnunna Ibal-pi-El comme son « père », donc son supérieur, mais il récupère l'intégralité des territoires envahis par Eshnunna.

### Un pouvoir consolidé
Après sa victoire, Zimri-Lim a consolidé son autorité sur ses vassaux, et son statut de « grand roi », égal des autres puissances dominant le Moyen-Orient. Le fils de Samsi-Addu, Ishme-Dagan, a perdu le trône d'Ekallatum et s'est alors réfugié à Babylone, ce qui éloigne la menace qu'il fait peser. Cela ne veut pas dire la paix soit instaurée, puisque les différents petits rois de la Haute Mésopotamie qui reconnaissent la suzeraineté du roi de Mari sont prompts à se quereller entre eux, ce qui entraîne divers conflits, incitant Zimri-Lim à intervenir pour introniser des rois qui ont ses faveurs. Il voyage en personne dans la région du Khabur en 1767, mais cela ne suffit pas à apaiser les rapports politiques dans cette région,.
En 1766-1765, Mari se rapproche de l'Élam, royaume situé dans l'actuel sud-ouest de l'Iran, qui est alors considéré comme la plus grande puissance du Moyen-Orient. Cela avait un intérêt commercial car ce royaume maîtrisait les routes commerciales transportant de l'étain et du lapis-lazuli depuis des pays situés encore plus à l'est, mais aussi un intérêt politique et militaire car les Élamites envisageaient d'attaquer Eshnunna. L'autre grand rival de cette dernière, Hammurabi de Babylone, se joint d'ailleurs à la coalition. Les troupes élamites attaquent Eshnunna et s'en emparent en 1765.
Au printemps de la même année, Zimri-Lim participe à une campagne militaire en appui au Yamhad, contre un vassal de celui-ci. Plutôt que de revenir à Mari dans la foulée, il entreprend un voyage qui le conduit jusqu'à Ugarit, sur la mer Méditerranée. C'est durant ce voyage qu'il apprend que les Elamites, non contents d'avoir pris Eshnunna, ont décidé de poursuivre leur route vers la plaine mésopotamienne. Il reprend la route de Mari alors qu'un conflit de grande ampleur est en train de débuter,.

### La guerre contre l'Élam et l'ascension de Babylone
Le conflit contre les Élamites est documenté par de nombreuses lettres, qui indiquent l'état d'alerte dans lequel se trouvent les royaumes de Mésopotamie et de Syrie. Les troupes élamites reprennent en effet le même chemin que celles d'Eshnunna peu avant, en remontant le Tigre puis en pénétrant dans le triangle du Khabur, où une partie des rois passe dans leur camp par la contrainte, ou par choix. Une autre troupe élamite redescend le Tigre vers Babylone. Les deux rois les plus menacés, Zimri-Lim et Hammurabi, entreprennent donc de s'allier et de diriger une coalition afin de repousser les envahisseurs, non sans essuyer des refus (notamment ceux de Qatna et de Larsa). Après une lutte âpre, les coalisés défont les Élamites à Hiritum, dans le nord de la Babylonie, et les forcent à se retirer,.
La conclusion de la guerre entraîne une nouvelle vague de renversements et de conflits locaux dans les royaumes du nord, et aussi le retour de l'ennemi juré de Zimri-Lim, Ishme-Dagan, qui reprend son trône à Ekallatum. Ce dernier semble d'abord mieux disposé à l'égard du roi de Mari, qui est en position de force en Haute Mésopotamie après ses divers triomphes. Néanmoins il connaît d'autres revers et retourne en exil à Babylone. Le roi de cette dernière, Hammurabi, profite alors de l'appui militaire de Mari pour s'emparer de Larsa, son grand rival méridional. Il parvient également à étendre son influence sur ce qu'il reste du royaume d'Eshnunna. Bien qu'il ne dispose pas de ses troupes au complet, Zimri-Lim intervient militairement à deux reprises dans le nord et parvient à soumettre des roitelets qui cherchent à s'émanciper. Mais Hammurabi gagne du terrain dans la vallée du Tigre, et commence à devenir influent au Sud-Sinjar où la situation reste trouble : il y règle un litige successoral survenu à Andarig et y poste une partie de son armée, alors que c'est en principe une région située dans la mouvance de Mari,.

### La chute de Mari
Les lettres les plus récentes trouvées dans le palais royal de Mari laissent deviner une montée des tensions entre Mari et Babylone, liée au fait que cette dernière cherche à étendre son influence plus loin vers le nord, donc sur le domaine de Mari. En 1762, alors que Babylone s'empare d'Eshnunna, il semble que Zimri-Lim ait choisi le camp du second au détriment du premier, pourtant son allié. Cela pourrait expliquer pourquoi il est devenu à son tour la cible de Hammurabi.
Quoi qu'il en soit Mari est prise par Babylone, apparemment au printemps 1761, dans des circonstances inconnues faute de sources : Hammurabi n'y fait allusion que dans deux inscriptions, ce qui a laissé la place à diverses propositions sur le déroulement des faits. On ne sait pas ce qu'il advient de Zimri-Lim, à propos duquel plus aucune information n'existe après cette date. Les troupes babyloniennes infligent également des défaites à des rois de Haute Mésopotamie, peut-être des alliés venus au secours de Mari. La ville de Mari est occupée quelques mois par les vainqueurs, qui vident son palais de ce qui les intéresse (dont les sources qui devaient documenter la chute de Mari), puis ils y mettent le feu en 1759, entraînant son abandon définitif,.

## Famille

### Parents
Zimri-Lim a pour mère Addu-duri, qui meurt dans la sixième année de règne de Zimri-Lim. Elle est peut-être d'origine benjaminite. Sa correspondance indique que la reine-mère joue un rôle important, notamment dans les affaires religieuses et administratives, et s'occupe de la gestion du palais lorsque le roi est en déplacement, durant des années pour lesquelles le pouvoir de son fils n'est pas encore raffermi,,.

« Dis à Addu-duri : ainsi parle ton Seigneur.

J’ai pris connaissance de ta tablette que tu m’as fait porter. À propos de ce que tu me dis : « Il ne faut pas que mon Seigneur soit négligent à se protéger ! », je ne montre nulle négligence à me protéger, exactement selon ta lettre que tu m’as envoyée : je me trouve faire très attention.

En outre, voilà que tu dois offrir les sacrifices pour la protection du palais ; tiens-toi devant les dieux !

En attendant mon arrivée, montre-toi très vigilante ! En outre, une nouvelle qui t’arrivera(it) de n’importe où ou dont tu aurais ouï-dire, doit en urgence m’être ponctuellement transmise.

Autre chose : je t’ai fait porter cette tablette le 8 courant (du mois) de kiskissum (xi). Le 12, je me transporterai de la Forteresse de Yahdun-Lim à Mari. Il faut qu’à l’écoute de cette tablette toutes dispositions soient prises concernant les sacrifices de Deritum, sans faute. »

Son père, mort au moment où il monte sur le trône et peu documenté, est un dénommé Hadni-Addu, membre de la famille de Yahdun-Lim, sans doute son frère, ou bien son fils. Yahdun-Lim est donc l'oncle de Zimri-Lim, ou son grand-père, même si officiellement Zimri-Lim se présente comme son fils, pour consolider sa position de successeur et héritier du trône de Mari et de la position de chef tribal,.

### Épouses
Zimri-Lim dispose de plusieurs épouses (kallatum). Elles sont apparemment toutes de sang royal, mais sont rangées dans un ordre hiérarchique qui privilégie celles dont l'ascendance est la plus importante.
La première est Dam-hurasi(m),. Selon l'identification proposée par J.-M. Durand, c'est une princesse de Qatna, qui avait été précédemment une épouse de Yasmah-Addu, et était mentionnée dans la correspondance de ce règne sous le nom de Beltum. Zimri-Lim l'aurait épousée lorsqu'il a renversé Yasmah-Addu, suivant la coutume de l'époque qui veut qu'un roi vainqueur prenne le harem du vaincu. Du point de vue diplomatique, c'était l'opportunité de renforcer ses liens avec le royaume dont elle était originaire.
L'autre épouse principale de Zimri-Lim est Shibtu(m), une princesse venue de l'autre grand royaume syrien, Yamhad (Alep). Il l'épouse dans sa seconde année de règne. En pratique si ce n'est en principe, c'est la véritable première épouse de Zimri-Lim, celle qui est de loin la plus représentée dans la correspondance royale, qui occupe la place majeure dans l'administration du palais,,.
La troisième épouse de Zimri-Lim qui occupe une place importante est Yataraya. Son origine exacte est inconnue, en tout cas ce n'est pas une princesse d'un grand royaume, et elle est déjà mariée à Zimri-Lim quand il monte au pouvoir, sans doute en tant qu'épouse principale mais elle doit céder sa place aux deux précédentes. Elle n'en conserve pas moins un lien personnel spécial avec Zimri-Lim : elle lui a donné plusieurs enfants avant son intronisation et lui en donne encore après, et c'est elle qu'on voit l'accompagner dans ses voyages,,. Elle s'occupe également de l'approvisionnement en nourriture et en vin.
Plusieurs lettres de la correspondance des épouses de Zimri-Lim, au moment où le roi est en déplacement, mettent en lumière quelques moments d'intimité. Une lettre indique que Shibtum envoie au roi des vêtements qu'elle a confectionnés :

« Dis à mon Seigneur : ainsi (parle) Šibtu, ta servante.

Puisse mon Seigneur capturer ses ennemis et rentrer à Mari après un voyage sans histoire et la joie au cœur !

En outre, voilà que mon Seigneur peut mettre sur ses épaules l’étoffe et la chemise que j’ai confectionnées. »

Dans la lettre suivante c'est Dam-hurasi qui donne des nouvelles des enfants du harem et demande des nouvelles du roi :

« Dis à mon Seigneur : ainsi parle Dam-huraṣi, ta servante.

Porte-toi bien ! Je suis en bonne santé. Ton Palais est en bonne santé. Les fillettes sont en bonne santé. Moi, ta servante, je suis en bonne santé.

Autre chose : jusqu'à quand mon Seigneur ne m’enverra-t-il pas de ses nouvelles ? Mon Seigneur ne l’a pas fait et mon cœur ne s’est pas réjoui ! »

Une lettre de Yataraya est écrite alors qu'elle accompagne Zimri-Lim dans un voyage dans le nord, et est destinée à Shibtum (dont la position prééminente apparaît clairement), pour lui donner des nouvelles :

« Dis à ma reine : ainsi parle Yataraya, ta servante.

Mon Seigneur est en bonne santé ; les armées et les domestiques sont en bonne santé. Que la Dame du palais fasse vivre ma reine le cycle des ans, pour l’amour de moi ! Que des nouvelles de la santé de ma reine soient continues chez moi ! Je suis très attentive aux nouvelles de la santé de ma reine !

J’enverrai à ma reine les nouvelles que j’apprendrai après l’envoi de ma présente tablette.

Au jour où je t’envoie cette tablette, le roi a donné le tribut à mon Seigneur ; il a affranchi le Palais d’Ilan-ṣura. »

En plus de ses autres épouses, une vingtaine attestées dans les sources, mais moins importantes que les précédentes donc moins documentées, Zimri-Lim avait probablement des concubines, qui sont rangées dans la catégorie des « musiciennes » (nārtum), qui comprend également des femmes de haute naissance, dont des princesses. Une des épouses de Zimri-Lim, nommée Beltani, semblerait d'ailleurs être une ancienne « musicienne ».

### Enfants
Une vingtaine de princesses est connue par les textes. Au moment de sa montée sur le trône, Zimri-Lim dispose de plusieurs filles en âge de se marier, qu'il donne en mariage à des souverains vassaux. D'autres naissent durant son règne. Les plus jeunes de ses filles et ses fils vivent au palais. Seuls trois fils de Zimri-Lim sont connus, tous nés durant son règne. Ils reçoivent tous le nom d'un ancêtre de Zimri-Lim, afin d'assurer la continuité dynastique. L'héritier présomptif est Yaggid-Lim, qui semble être le fils de Dam-hurasi. Hadni-Addu semble être le fils de Shibtum. Un troisième fils, Yahdun-Lim, est mort en bas âge puisque son tombeau est mentionné dans un texte.
Peu de choses sont connues sur les enfants en bas âge : leur naissance est documentée par des documents administratifs enregistrant les cadeaux offerts à leur mère après l'accouchement, quelques lettres annoncent également des naissances, comme celle-ci adressée par Shibtum :

« Dis à mon Seigneur : ainsi (parle) Šibtum, ta servante.

Je viens d’enfanter des jumeaux, un garçon et une fille ; que mon Seigneur soit content ! »

En revanche une autre missive mentionne la mort d'une princesse en bas âge et les précautions prises pour en informer le roi :

« Dis à Dariš-libur : ainsi (parle) Ušareš-hetil, ton fils.

[À propos de la fille] de la Reine, [il avait eu une tr]anse. [La fille] de mon Seigneur n’a pas vécu ; [aujourd’hui, elle est m]orte. Elle était née le … ; [Le même jour], Irra-gamil avait eu une transe, disant : « Elle ne vivra pas ! ».

Avant que le roi n’atteigne Mari, dis-lui que cette fillette est morte qu’il soit au courant. Il est à craindre que le roi, s’il apprend la mort de cette fillette, à son entrée à Mari, ne se mette à être profondément troublé. »

## Idéologie royale
Un sceau-cylindre de Zimri-Lim, connu par plusieurs empreintes, porte l'inscription « Zimri-Lim préposé de Dagan, favori d'Enlil, roi de Mari et du pays bédouin, fils de Yahdun-Lim »,. Cela renvoie à plusieurs éléments : l'élection par les dieux liés à la royauté (Dagan, Enlil), la double monarchie exercée à la fois sur le territoire de Mari et des groupes nomades, et l'ancrage dans une dynastie dont un roi précédant, Yahdun-Lim, a déjà exercé les mêmes fonctions, et est érigé de manière fictionnelle en père de Zimri-Lim (alors qu'il est plus probablement son oncle).

### Élection divine et légitimité dynastique
Une lettre adressée à Zimri-Lim par la reine Shibtu lui rapporte la vision qu'a reçu en rêve une femme dans le temple du dieu Itur-Mer à Mari, dans lequel il est rappelé sous la forme de chants guerriers que la royauté (šarrūtum) lui a été octroyée, par le biais de trois éléments que sont des attributs symboliques (sceptre et trône, voire les bateaux), son « règne » (pâlum ; dans le sens de période de gouvernement) et le territoire (le Pays d'amont et d'aval), :

« Autre chose : dame Kakka-lidi, a eu une vision dans le temple d’Itur-Mer. Elle a dit :

« 2 barges, très grandes, barraient le fleuve. Le roi et les soldats y étaient embarqués. Ceux de droite criaient à la gauche : “La Royauté, le Sceptre, le Trône, le Règne, le Pays d’amont et d’aval c’est à Zimri-Lim qu’ils sont donnés !” et les soldats, tous ensemble, répondaient : “C’est à Zimri-Lim qu’ils sont donnés !”. Ces barges arrivant à la porte du palais… »

La légitimité des rois de l'époque amorrite repose principalement sur deux piliers : une légitimité divine, suivant le principe qui veut que le roi gouverne parce qu'il est élu par les dieux ; une légitimité dynastique, qui veut que le roi gouverne parce qu'il est le chef du lignage qui dirige le royaume.
Concernant le premier point, les divinités qui sont plus précisément liées à la royauté à Mari sont le grand dieu régional Dagan, le dieu tutélaire de Mari Itur-Mer (celui-là même qui est à l'origine de la vision décrite ci-dessus), et la déesse Eshtar de Der (ou Diritum). Une longue lettre d'un serviteur de Zimri-Lim, un scribe, consistant en une pétition décrivant les malheurs qu'il subit et appelant le roi à son aide, contient une célébration sous forme littéraire de la puissance du souverain et une évocation de la protection dont il bénéficie de la part des grands dieux, en disant par exemple « que Dagan, la grande montagne, père des grands dieux, qui installe (à leur place) les A/Enunnakku, le dieu puissant, créateur du ciel et de la terre, père engendreur des dieux, a distingué (Zimri-Lim) dans l’univers en (lui) montrant sa préférence et qu’il a élevé à la royauté,. »
Concernant le second point, Zimri-Lim pousse le principe jusqu'à changer de père au début de son règne : son sceau le plus ancien le présente comme le fils de Hadni-Addu, qui est probablement son véritable père mais n'a pas régné ; une fois monté sur le trône, son sceau le présente comme le fils de Yahdun-Lim, l'ancien roi de Mari, qui est en fait plutôt son oncle ou son grand-père. Il s'agit d'une mesure politique visant à renforcer sa légitimité. Une autre manière de renforcer son ancrage dynastique a consisté à donner à ses fils le nom de ses ancêtres (Yahdun-Lim, Yaggid-Lim et Hadni-Addu),.

### Le roi de Mari et des Bédouins
La royauté de Zimri-Lim est double, suivant un principe repris de son prédécesseur Yahdun-Lim : il se dit à la fois « roi de Mari » et « roi du pays des Bédouins » (hanû). Cela revient à dire qu'il est roi de Mari et de son territoire, et aussi roi des groupes nomades Bensim'alites dont il fait partie (alors qu'il n'est que suzerain des rois de l'autre grande tribu nomade, les Benjaminites). C'est donc une autorité d'un type particulier, qui se retrouve du reste dans l'organisation administrative du royaume (voir plus bas). Le premier élément correspondant à une vision classique d'un territoire défini par sa ville principale et comprenant sa population sédentaire. Le second point fait référence à des populations nomades qui ne sont pas attachées à un territoire, peuvent franchir les limites du royaume mais n'en restent pas moins des sujets de leur roi Zimri-Lim et le fondement de sa puissance militaire. L'allégeance des Bensim'alites est en effet ce qui avait permis à sa dynastie de survivre après son éviction de Mari par Samsi-Addu et qu'il s'était réfugié avec une partie de la tribu quelque part dans le territoire sous l'autorité d'Alep, et ce qui lui avait permis de (re)prendre le pouvoir à Mari.

### Apparitions et images du roi
Les apparitions en public du souverain étaient savamment étudiées afin de parfaire la mise en scène de la royauté. Cette lettre, datée du tout début du règne de Zimri-Lim, indique qu'il a été conseillé pour sa première entrée à Mari : en montant sur un cheval, il serait apparu comme un roi étranger, car ce n'est pas l'usage local, qui veut que le roi se déplace en palanquin (nūbalum) ou sur une mûle :

« Dis à mon Seigneur : ainsi parle Bahdi-Lim, ton serviteur.

C’est un fait avéré que, lorsque (nous étions) au droit de Kulhitum, avant le lever du soleil, mon Seigneur descendit et que, sur son invite, je lui ai servi de garde du corps. Mon Seigneur parla avec Yaggih-Addu.

Et c’est un fait avéré aussi que, lorsque (nous arrivâmes) au camp d’Appan, j’ai dit ceci à mon Seigneur : « Aujourd’hui, le pays benjaminite t’est livré. Or, ce pays-ci est revêtu de l’habit akkadien. Il faut que mon Seigneur honore la capitale de la royauté. De même que tu es roi de Bédouins, tu es aussi, en second lieu, roi d’un territoire akkadien.

Mon Seigneur ne doit (donc) pas monter sur des chevaux. C’est sur un nûbalum et sur des mules que mon Seigneur doit monter afin d’honorer sa capitale. » Voilà le discours que j’ai tenu à mon Seigneur. »

Une autre lettre indique que Zimri-Lim s'interroge sur le choix de son couvre chef avant de rencontrer des chefs Benjaminites. Dans une autre c'est son apparition en tant que de chef de guerre qui est préconisée avant un départ en campagne, la revue des troupes étant jugée essentielle pour leur moral :

« Quand mon seigneur se tiendra dans l’assemblée de ses serviteurs, et que ses serviteurs le verront, le cœur des fantassins vivra. Et de même que mon seigneur se tiendra avec sa troupe "à la tête du champ", de même le cœur de la troupe sera-t-il illumine comme le soleil. »

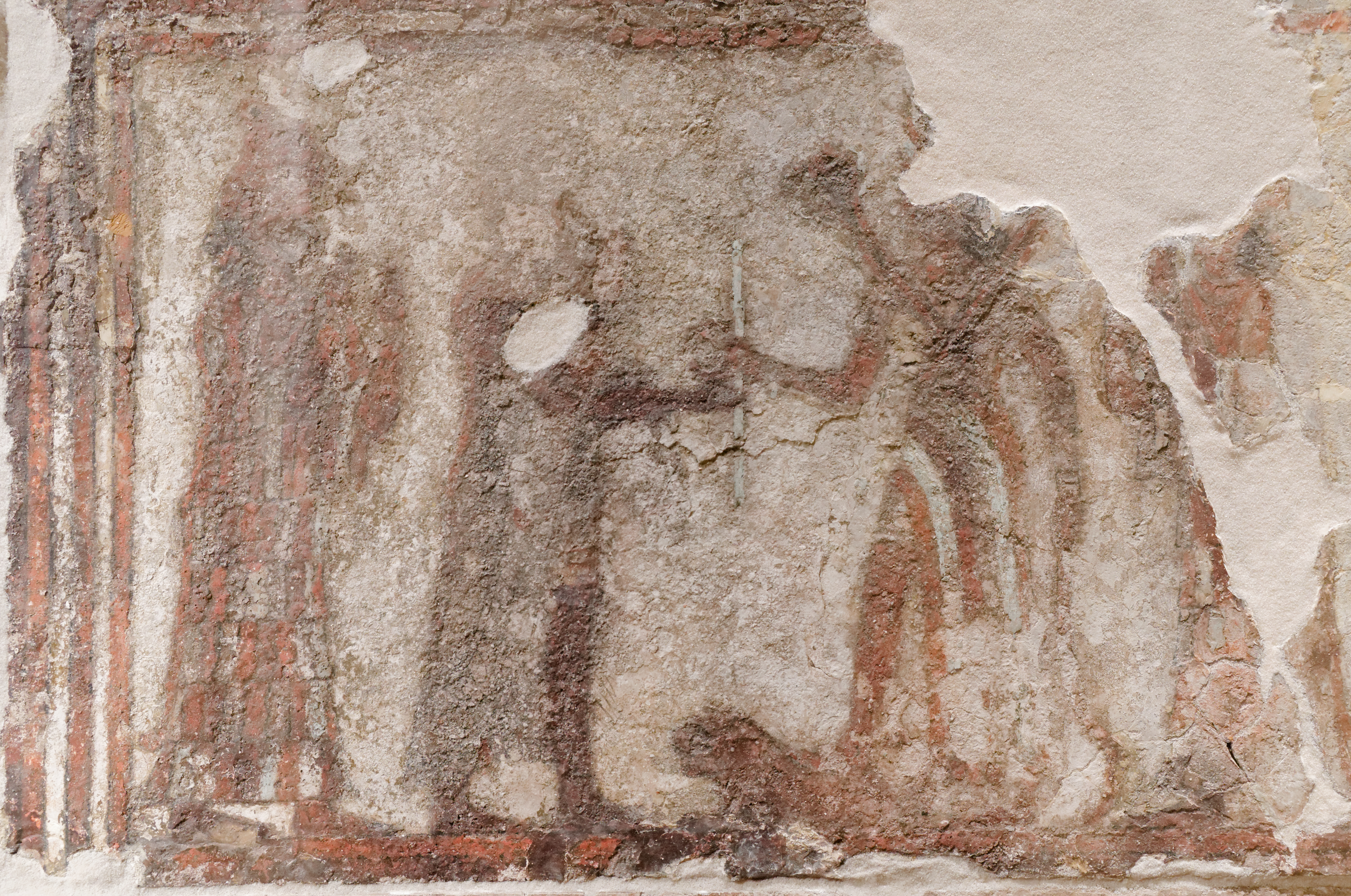
Détail de la Peinture de l'Investiture du Palais royal de Mari : la déesse Eshtar remet au roi l'anneau et le bâton, symboles de la royauté. Musée du Louvre.

La représentation du souverain par le biais des images était également très réfléchie. Plusieurs représentations royales ont été identifiées sur les fragments de peintures provenant du palais royal, provenant plus spécifiquement de zones où la royauté est plus spécifiquement mise en scène, à savoir celle de la cour du palmier/papahum/salle du trône, avec en particulier la scène de l'investiture, et des scènes identifiées sur des fragments provenant des appartements royaux (chasse, guerre, réception de tribut). On les date plutôt d'avant le règne de Zimri-Lim (sous Yahdun-Lim ?), mais elles restent en place à son époque et renvoient aux aspects caractéristiques de la figure royale de l'époque, notamment son rapport avec les dieux. Le panneau central de la peinture de l'investiture représente la déesse Eshtar délivrant au roi le bâton et l'anneau, insignes de la royauté, peut-être une évocation d'un rite d'intronisation.
Le sceau employé par Zimri-Lim pour sa documentation administrative, connu par des empreintes sur des tablettes, reprend une iconographie guerrière, celle du roi à la massue face à une divinité protectrice. Le sceau de son intendant Mukannisum, connu par une empreinte, fait de même : le souverain, debout sur un monticule formé par les cadavres ses ennemis, s'apprête à en abattre un de plus avec une masse, sous le regard de deux déesses. Il est donc figuré dans sa fonction de roi-guerrier.
Une lettre très lacunaire décrit une stèle représentant le roi en compagnie du dieu Amurrum, cette fois-ci dans son rôle de roi pieux :

« Autre chose : les métallurgistes, dès leur arrivée, ont entrepris la stèle du monument commémoratif. Le devant et le derrière, sont tout à fait incisés.

Sur une haute estrade, à gauche, une représentation d’Amurrum lève l’arme courbe. Face à lui, (il y a) une représentation de mon Seigneur faisant la prière. Au-dessus de la représentation, (il y a) un disque solaire et un croissant lunaire. Derrière la stèle et sur ses côtés... »

### L'épopée de Zimri-Lim
Le texte que les historiens ont nommée « Épopée de Zimri-Lim » est un exemple remarquable de la mise en récit des qualités attribuées à la figure royale. C'est un texte d'environ 170 lignes, dont 113 sont conservées, rédigé en akkadien poétique. Il raconte la conquête de l'Ida-maraṣ par Zimri-Lim au début du règne, après plusieurs combats. C'est une exaltation de la figure royale, du chef de guerre bédouin. Il agit à la demande des dieux (Dagan, Addu et Annunikim), et son triomphe final se marque par un sacrifice dans le temple de Dagan à Terqa.
Extraits de l'épopée de Zimri-Lim :

« Je veux glorifier Zimri-Lîm, le taureau sauvage du combat, je veux répéter partout la renommée du héros pour l'éternité. Zimri-Lîm, héritier de Yahdun-Lîrn, champion des Bédouins, celui qui a démoli le rempart de l'ennemi. Je veux exalter le héros... du dieu Mêr ! Écoutez ! Soyez attentifs à mes paroles sur celui qui a poursuivi jusqu'au bout l'adversaire celui qui a soumis ses ennemis ! (...) Dans le précieux ventre maternel, les dieux lui donnèrent son nom. Qu'il soit sanctifié le dessein d'Anum, taureau de son pays !

Entre Habur et Euphrate, là où Addu rendit son verdict à l'ennemi, il poussa son cri et anéantit son clan et éparpilla sa volonté aux quatre coins du monde. Le pays pilla les biens qu'il (l'ennemi) possédait, dans la ville de Bisan, tout l'or rutilant ! Il trancha l'ennemi tel un nœud de corde. La terre s'abreuva du sang des guerriers. Annunitum marchait à sa droite, Addu le tonnant poussa son cri. Il poussa son cri et brisa du coup la lance des ennemis. Il déversa son poison sur les pays. Zimri-Lîm qui brise les lances de l'ennemi, déversa son poison sur ses ennemis. Dès lors qu'Addu se fut ainsi manifesté de manière irrévocable, Zimri-Lîm, léopard des combats, puissant qui capture les méchants, qui réduit à néant les ennemis, prit la parole, il fit une déclaration. Il s'adressa à ses jeunes guerriers :

« Si une matrice vous a créés, tout comme vous, une mère m'a enfanté. La lutte étant tramée contre moi, mon plan est changé. Les quatre coins du monde sont en guerre contre vous. (...) le pays (...), libérez-le pour moi ! » (...)

Jusqu'à ce que le roi eût atteint son but et qu'il eût plié l'Ida-Maras à ses pieds, il ne buvait jamais que l'eau des outres. Assigné avec les soldats, il endurait vraiment tout. Grandioses étaient aussi les chasseurs en campagne avec lui : tel l'onagre de paille dans la steppe, ses guerriers se nourrirent de viande ; ils n'en acquirent que plus de courage et accrurent leurs forces. (...)

Une fois que le roi eut atteint son but, il entra devant Nunamnir. Dans l'Ekisiqqa il accomplit son sacrifice. Dans Terqa, la bien-aimée de Dagan, vie, prospérité et force, Zimri-Lîm réclama auprès de Dagan. »

## Rapports avec le monde divin

### Les principaux dieux de la royauté
Dans le royaume de Mari, trois dieux en particulier sont associés à la royauté et à la notion d'élection divine. Dagan était la principale divinité régionale, dont le temple était à Terqa. C'est dans son temple que Zimri-Lim se fait introniser au début de son règne. Eshtar de Der, ou Deritum, est la déesse protectrice de la dynastie. Zimri-Lim participe à sa grande fête annuelle, au début de l'hiver, et ses vassaux doivent en principe l'y rejoindre. Sur la Peinture de l'investiture du palais royal, c'est Eshtar qui remet au roi de Mari les insignes de la royauté. Itur-Mer, le dieu tutélaire de Mari, est aussi tenu pour attribuer la royauté. Zimri-Lim lui consacre un court hymne, honorant le dieu et la protection qu'il accorde au roi, comme l'illustre de passage : « Itur-Mer le valeureux, n’ayant en vue que Zimri-Lim, lui donne maintes bénédictions pour sa vie entière. » C'est un dieu plus spécifiquement lié à la justice, au nom duquel et devant lequel on prête serment, en présence de son emblème lors des moments les plus importants, notamment des serments de vassaux,.
Zimri-Lim entretient également un lien privilégié avec une autre divinité souveraine, cette fois-ci étrangère à son royaume, le grand dieu Addu d'Alep. Dans la prophétie suivante énoncée par un prophète de ce dieu se trouve une des expressions les plus claires de l'idéologie des rapports entre le roi et les dieux dans la documentation épistolaire de Mari :

« Dis à mon Seigneur : ainsi (parle) Nur-Sin, ton serviteur.

Abiya, le répondant d’Addu d’Alep, est venu me tenir ce discours : « Ainsi parle Addu : « J’avais donné tout le pays à Yahdun-Lim et, grâce à mes armes, il n’a pas eu de rival au combat. Il a abandonné mon parti et le pays que je lui avais donné, je l’ai donné à Samsi-Addu. Puis..., Samsi-Addu...

(Lacune.)

... en sorte que je te ramène [sur le trône de ton père]. Je t’ai ramené sur le trône de ton père et les armes avec lesquelles je m’étais battu contre la Mer je te les ai données. Je t’ai oint de l’huile de mon invincibilité et nul ne s’est tenu face à toi. Écoute cette seule parole de moi : Lorsque quelqu’un qui aura un procès en appellera à toi en te disant : ”On m’a fait du tort”, tiens-toi debout et rends-lui jugement ; réponds-lui droitement. Voilà ce que je désire de toi.

Lorsque tu partiras en campagne, ne sors point sans avoir pris d’oracle. Lorsque moi, dans un oracle de moi, j’aurai été favorable, tu sortiras en campagne. S’il n’en est pas ainsi, ne franchis pas la porte. ». »

Lors de son intronisation dans le temple de Terqa, Zimri-Lim reçoit du dieu Addu de l'huile pour son onction, ainsi que les armes du dieu évoquées dans la lettre précédente, qui lui auraient servi pour son combat contre la Mer (référence à un mythe de combat divin et de souveraineté semblable au Cycle de Baal d'Ugarit et à l’Épopée de la Création babylonienne). Durant son règne plusieurs lettres relatant la fabrication d'une statue de Zimri-Lim, pour être offerte au dieu d'Alep, le roi souhaitant qu'elle soit placée sur les genoux de la statue du dieu.
Plusieurs tablettes des premiers mois du règne de Zimri-Lim, scellées par le devin Asqudum, vont des listes des divinités de certaines localités du royaume : Mari, Terqa et Suprum. Il semble que ce soit lié au fait que le roi rende visite à ces différentes divinités, en lien avec sa prise de pouvoir.

### La communication avec le divin

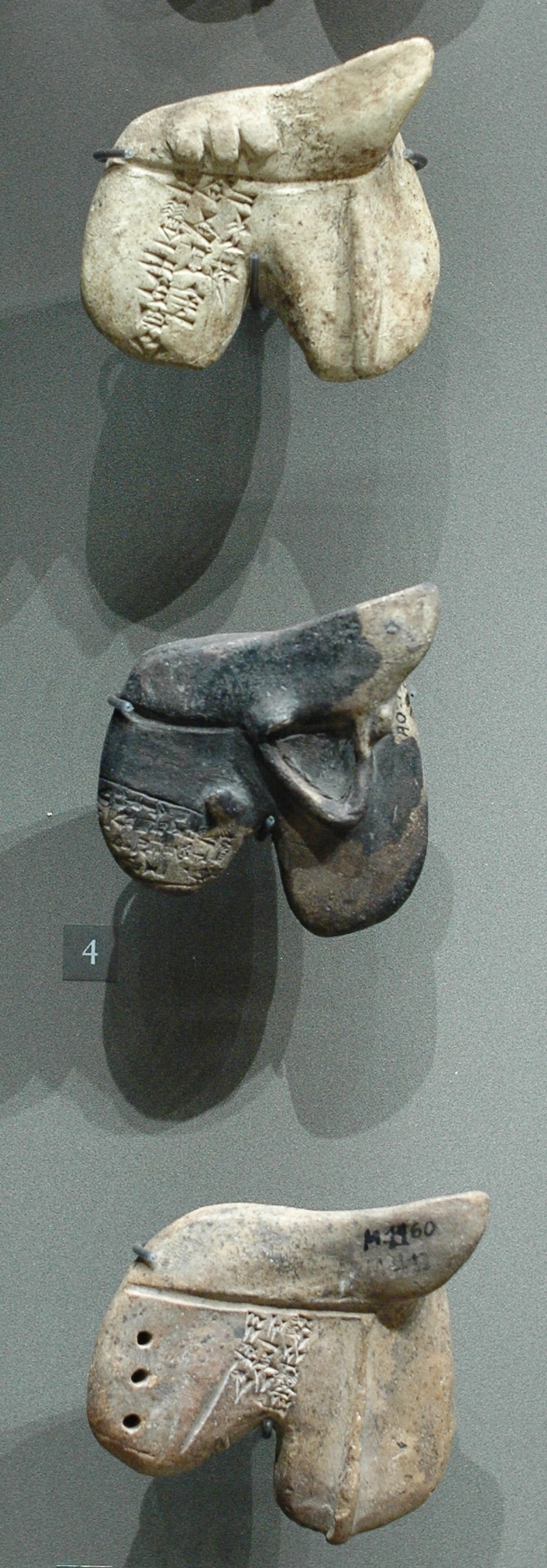
Maquettes en argile de foies divinatoires, en lien avec l'hépatoscopie, provenant du palais royal de Mari, musée du Louvre.

Choisis par les dieux, les souverains de la Mésopotamie antique se devaient de rester en permanence à l'écoute du monde divin, avant tout par le biais de la divination, qui leur permettait de prendre connaissance des directives divines auxquelles il devait se conformer, que ce soit pour la nomination d'un fonctionnaire, l'opportunité d'une alliance, ou, assez souvent, d'affaires militaires, et plus généralement de tout ce qui concernait le royaume et le roi. La procédure divinatoire la plus pratiquée dans les cours royales de cette période est l'hépatoscopie, divination dans le foie d'un agneau,,. Ces procédures sont documentées par de nombreuses lettres, les serviteurs du roi étant notamment tenus de faire des présages et de s'y conformer, et d'en informer le roi. Dans une lettre un serviteur du roi de Mari a reçu l'ordre de ne pas laisser partir des messages de Qatna tant qu'il ne recevait pas de présage favorable, or ils ont tous été défavorables et il ne lui reste plus d'agneaux à sacrifier alors qu'une caravane s'apprête à partir pour leur destination :

« Dis à mon Seigneur : ainsi parle Iddin-Numušda, ton serviteur.

Naguère, mon Seigneur m’a parlé de retenir l’expédition de Qaṭna. J’empêche ces gens de partir depuis 5 jours et, à force d’interrogations oraculaires, ils viennent d’épuiser leurs agneaux. Si cela agrée à mon Seigneur, qu’il m’écrive afin que ces gens ne soient pas empêchés de partir. Ils sont dans le plus complet désarroi. Une caravane est partie il y a 3 jours. Il faut qu’ils partent avec la prochaine caravane. »

Les devins ont dès lors une place très importante dans l'entourage du roi, leurs interprétations pouvant peser dans des décisions politiques cruciales, et ils sont soumis comme les autres serviteurs du roi au devoir de loyauté et de secret. Les résultats des consultations oraculaires ne doivent en effet pas tomber dans les mauvaises oreilles, et tout présage en lien avec le roi est un secret d’État. Comme d'autres serviteurs du roi, les devins sont soumis à un serment par les dieux dans lequel ils s'engagent à être fidèles à Zimri-Lim en toutes circonstances (notamment quand il s'agit de dénoncer un collègue), dont le protocole est connu par une tablette :

« Lors de la prise de présages pour Zimri-Lim, mon Seigneur, lors d’une extispicine, tout ce qui se produira et que je verrai, ou bien lors d’une prise de présages pour un simple particulier, lors d’une extispicine, tout ce qui se produira et que je verrai, le mauvais omen défavorable, tout ce que je verrai, je ne manquerai pas de le dire à Zimri-Lim, mon Seigneur, et je ne le cacherai pas. (...)

D’autre part, le fauteur de mauvaise rébellion contre la vie de Zimri-Lim, mon Seigneur, ce qu’il dirait en vue d’une consultation oraculaire à moi-même ou bien à un devin, mon collègue, que j’entendrais ou bien verrais lors d’une consultation oraculaire dans la « donne » d’un devin, mon collègue, je jure que je ne le cacherai pas mais que, le jour même, je le dirai à Zimri-Lim, mon Seigneur, ou le lui écrirai. Je jure de ne pas le lui cacher ni d’excuser (un tel homme). »

D'autres fois le roi reçoit des injonctions divines qu'il n'a pas forcément désirées, en tout cas qu'il n'a pas sollicitées. Les dieux s'expriment à travers des personnes, en général rattachées à leur sanctuaire, par le biais de rêves ou par le prophétisme, phénomène bien connu par la Bible, pour lequel la documentation de Mari fournit les plus anciennes possibilités d'études de cas,. Les serviteurs du roi qui se trouvaient à proximité de ces sanctuaires, souvent situés à l'étranger, se devaient de rapporter chacun des messages divins prononcé à son intention, car cela relevait du devoir d'information qu'ils devaient à leur seigneur, ainsi que l'exprime le passage suivant d'une lettre adressée à Zimri-Lim par Nur-Sin, en poste à Alep, à propos de prophéties que le dieu Addu de Kalassu adresse au roi de Mari :

« Auparavant, lorsque je résidais à Mari, le répondant et la répondante, quelque parole qu’ils me disent, je (la) répétais à mon Seigneur. Maintenant que j’habite dans un autre pays, ce que j’entends et ce que l’on me dit je ne (l’)écrirais pas à mon Seigneur ? Si, tôt ou tard, quelque catastrophe venait à se produire, mon Seigneur ne dirait-il pas ceci : « La parole que t’a dite le répondant, prétendant à ton territoire, pourquoi ne me (l’)as-tu pas écrite ? » En conséquence, j’ai écrit à mon Seigneur. Mon Seigneur est informé ! »

### Offrandes et organisation du culte

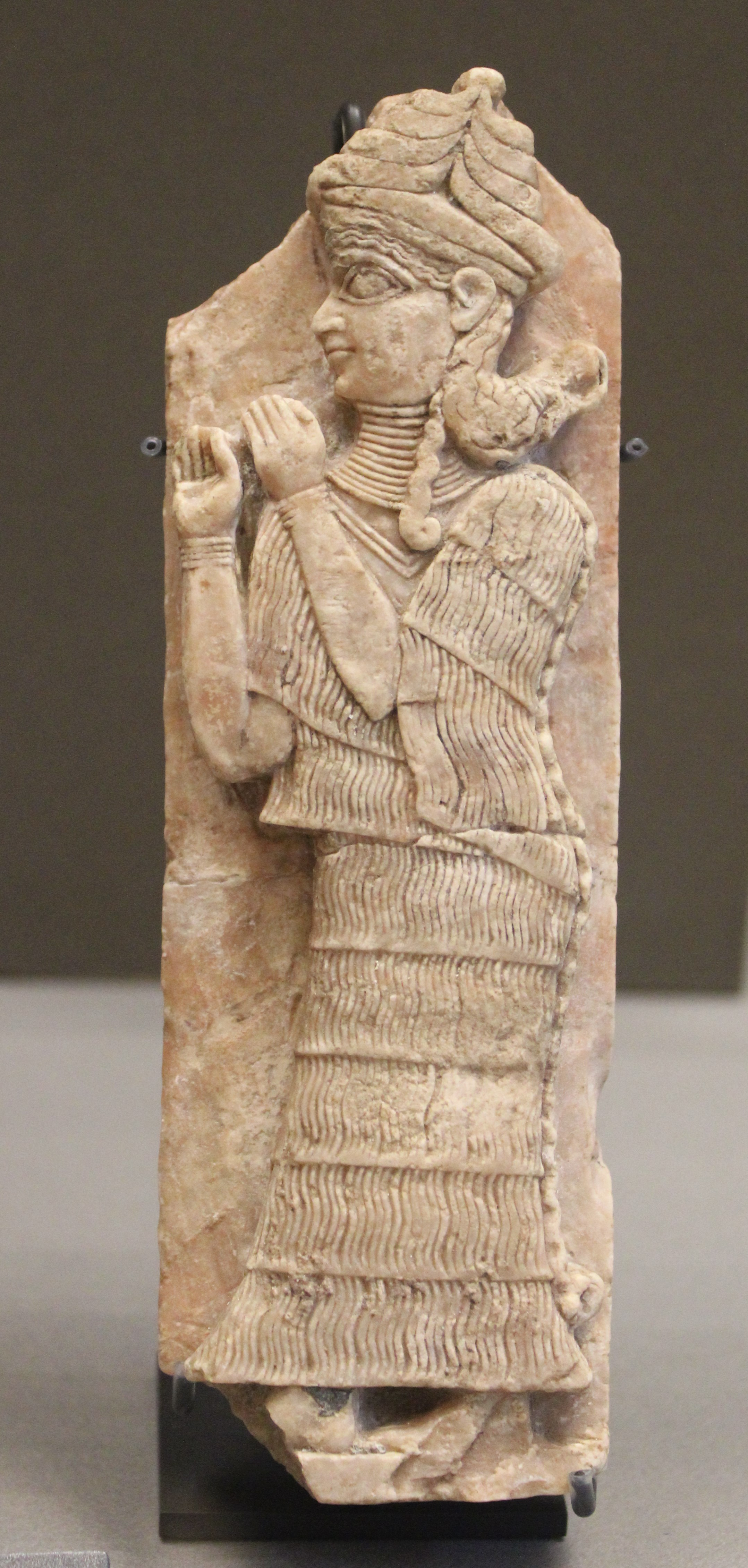
Relief d'une déesse protectrice, mis au jour dans la cour 131 du palais royal. Musée du Louvre.

L'entretien du culte occupe une grande place dans la fonction royale. Des offrandes sont faites aux grands dieux du royaume, et certaines donnent leur nom à des années : « Année où Zimri-Lim a fait une statue de la déesse Annunitum de Sehrum » (1re année) et « Année où Zimri-Lim a offert un grand trône au dieu Dagan de Terqa » (12e année),. Zimri-Lim offre également aux divinités des pierres sacrées, bétyles, qui symbolisent la divinité, et sont une des caractéristiques des religions du Levant qui les distinguent de celles de Mésopotamie.
L'organisation des sanctuaires reste mal connue. Ils sont supervisés par des administrateurs, et les biens sacrés appartenant aux dieux sont contrôlés par le roi, qui peut autoriser ses serviteurs à y faire des ponctions en cas de besoin.
Des princesses sont également consacrées comme prêtresses à des divinités, habitude courante dans les monarchies du Proche-Orient ancien. Inib-shina, fille de Yahdun-Lim, consacrée au dieu Addu, a eu une grande importance au début du règne de Zimri-Lim. Erishti-Aya, une fille de Zimri-Lim, a été vouée en tant que religieuse-naditum au dieu Shamash de Sippar, l'une des principales divinités de la Mésopotamie, et a expédié plusieurs lettres à Mari dans lesquelles elle reproche souvent son isolement et sa détresse matérielle, qu'elle met en contraste avec son rôle qui consiste à prier pour le bien de sa famille.
Les préoccupations du palais liées culte apparaissent dans des documents administratifs mentionnant des offrandes divines, et dans des lettres (réalisation d’ex-voto, questions rituelles, consultations oraculaires, offrandes de prisonniers de guerre, etc.), comme celles datées du début du règne faisant partie de la correspondance de la reine-mère Addu-duri, qui se consacre particulièrement aux questions religieuses quand le roi est en déplacement :

« Dis à Addu-duri : ainsi parle ton Seigneur.

J’ai pris connaissance de ta tablette que tu m’as fait porter. À propos de ce que tu me dis : « Il ne faut pas que mon Seigneur soit négligent à se protéger  !  », je ne montre nulle négligence à me protéger, exactement selon ta lettre que tu m’as envoyée : je me trouve faire très attention.

En outre, voilà que tu dois offrir les sacrifices pour la protection du palais ; tiens-toi devant les dieux  !

En attendant mon arrivée, montre-toi très vigilante ! En outre, une nouvelle qui t’arrivera(it) de n’importe où ou dont tu aurais ouï-dire, doit en urgence m’être ponctuellement transmise.

Autre chose : je t’ai fait porter cette tablette le 8 courant de kiskissum (xi). Le 12, je me transporterai de la Forteresse de Yahdun-Lim à Mari. Il faut qu’à l’écoute de cette tablette toutes dispositions soient prises concernant les sacrifices de Deritum, sans faute. »

Parmi les préoccupations liées au culte, l'organisation du calendrier occupe une place importante. En effet le pouvoir détermine quand s'achève et quand débute un mois (dont la durée est en principe fixée selon le cycle de la lune), et décide du moment où ajouter des mois intercalaires pour éviter que l'année de douze mois lunaires ne soit trop décalée par rapport à l'année solaire. Ces questions sont très importantes puisqu'elles déterminent le moment des actes rituels. La lettre suivante, adressée par un grand-prêtre à Zimri-Lim, est relatif à des problématiques de calendrier cultuel, et demande au roi son avis afin que les rites puissent être accomplis de façon correcte ; on sait par une autre lettre que le roi dispose d'un catalogue sacré listant les fêtes du mois, :

« Dis à mon seigneur : ainsi (parle) Iddin-Sîn, ton serviteur.

Lorsque mon seigneur s'est mis en route, voici ce que j’ai dit à mon seigneur : « Quel est ce mois-ci ? » Mon seigneur m’a répondu ceci : « Ce mois-ci est ebûrum (xii) ». Donc celui-ci est le mois d'urahhum (i).

Ce 18, le pays se trouve(ra) purifié. Le 22, … entrera.

Le (date), au petit matin, les… sortiront. (18) Le 26 ? à cet endroit, la déesse sortira vers le marché. Le 28, le chariot de Dagan ira au haddatum.

Mon seigneur doit me faire savoir ce qu'il en est. »

La fête annuelle de la déesse Eshtar de Der, ou Diritum, déesse protectrice de la famille de Zimri-Lim, qui a lieu lors du mois xi (en principe en hiver) et occupe une place importante sous son règne. Le roi s'y déplace en personne, avec une partie de sa cour, et ses vassaux doivent également l'y rejoindre. Le fait que le palais abrite un sanctuaire, le temple de la « Dame du Palais » (Belet-ekallim), implique que des rituels liés à la royauté s'y déroulent. Le plus important prend place durant la grande fête dédiée à la déesse Eshtar à Mari, qui se déroule le mois ix, et débute par l'entrée de la statue de culte de la déesse dans le sanctuaire ; elle y est rejointe quelques jours plus tard par le dieu Nergal, qui arrive sur un char.
Le culte des ancêtres est également pratiqué à cette période, par toutes les familles, et le roi doit l'accomplir aussi bien pour ses ancêtres dynastiques que pour les anciens rois de Mari. Il prend la forme d'un rite bimensuel (le 1er et le 16 du mois) d'offrandes et banquets funéraires (kispum). Il se déroule dans le palais et les offrandes apparaissent dans les documents comptables des « repas du roi ».

## La «maison» du roi
Le roi est servi et entretenu par un ensemble de personnes et de biens qui forme sa « maison », ce qui est le sens du terme rendu dans les textes cunéiformes par l'idéogramme É, lu en akkadien bītum. Plus exactement, le roi est le chef de la « Grande Maison », É.GAL/ekallum, ce que l'on traduit en général par « Palais ». Il ne faut pas l'entendre seulement comme un édifice, mais aussi comme « une réalité économique définie par des moyens de production immeubles (terres arables, bois ou roselières) ou meubles (troupeaux) qui lui sont propres, distinctes de ceux des autres catégories sociales (nobles et muškênum pour les terres, auxquels s'ajoutent les nomades pour les troupeaux), à quoi il faut ajouter la main d'œuvre humaine, servile ou non, destinée soit à la production (tisserandes, cultivateurs [âlik eqlim], bergers), soit aux tâches domestiques (barbiers, cuisiniers, etc.) ou récréatives (musiciens et musiciennes), l'ensemble étant voué à l'entretien du maître de maison (ici le roi) et de ses proches (en l'occurrence, le harem et les enfants royaux) » (H. Reculeau).
Pour reprendre une terminologie moderne, il s'agit de ce qui relève de la sphère « privée » du roi, même si les études modernes présentent souvent le Palais comme une institution « publique » car elle dépend de l'autorité politique suprême et constitue le socle de son exercice du pouvoir, ses ressources étant mobilisées pour l'exercice de ses fonctions, notamment la guerre et la diplomatie (les catégories de public/privé et leurs imbrications dans le Proche-Orient ancien étant de toute manière l'objet de nombreuses discussions). En ce sens, il peut être considéré que la notion antique de « Palais » en tant qu'entité est ce qui s'approche le plus du concept moderne d’« État ». Quoi qu'il en soit, en pratique le royaume de Mari est constitué d'autres « maisons », qui dépendent de notables, de dieux (les temples), et de gens du commun (les foyers humbles), la maison du roi étant la plus importante et la plus puissante. Le pouvoir royal a donc un aspect patrimonial très prononcé, qui se repère notamment par le fait que les hauts dignitaires du roi se conçoivent comme ses domestiques ou serviteurs,. L'aspect personnalisé de l'exercice du pouvoir se voit aussi dans le fait que le roi exige à plusieurs reprises des prestations de serments de la part de ses fonctionnaires et du personnel du palais, comme il le fait du reste avec tous ses subordonnés, sujets et vassaux.
Les archives royales de Mari documentent abondamment les activités de la maison du roi et de son personnel.

### Le palais royal de Mari

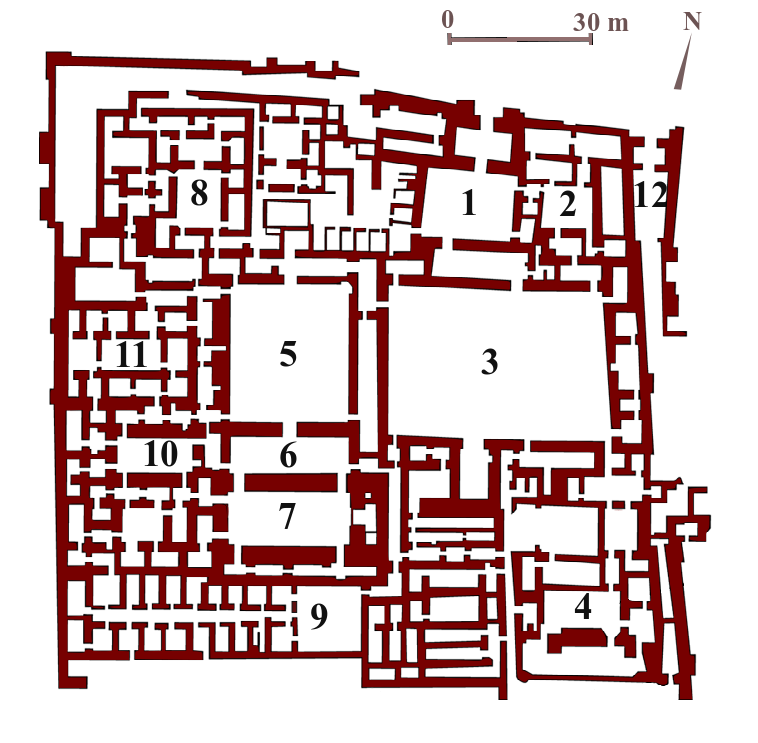
Plan du palais royal sous le règne de Zimri-Lim. 1. cour d'entrée 2. intendance (bīt tertim) 3. cour du bâtiment aux peintures 4. temple de la Dame du palais (Bēlet ekallim) 5. cour du palmier 6. vestibule (papahum) 7. salle du trône 8. harem, maison des femmes 9. logements des serviteurs 10. cuisines 11. secteur administratif de la maison des femmes 12. porte de Nergal.

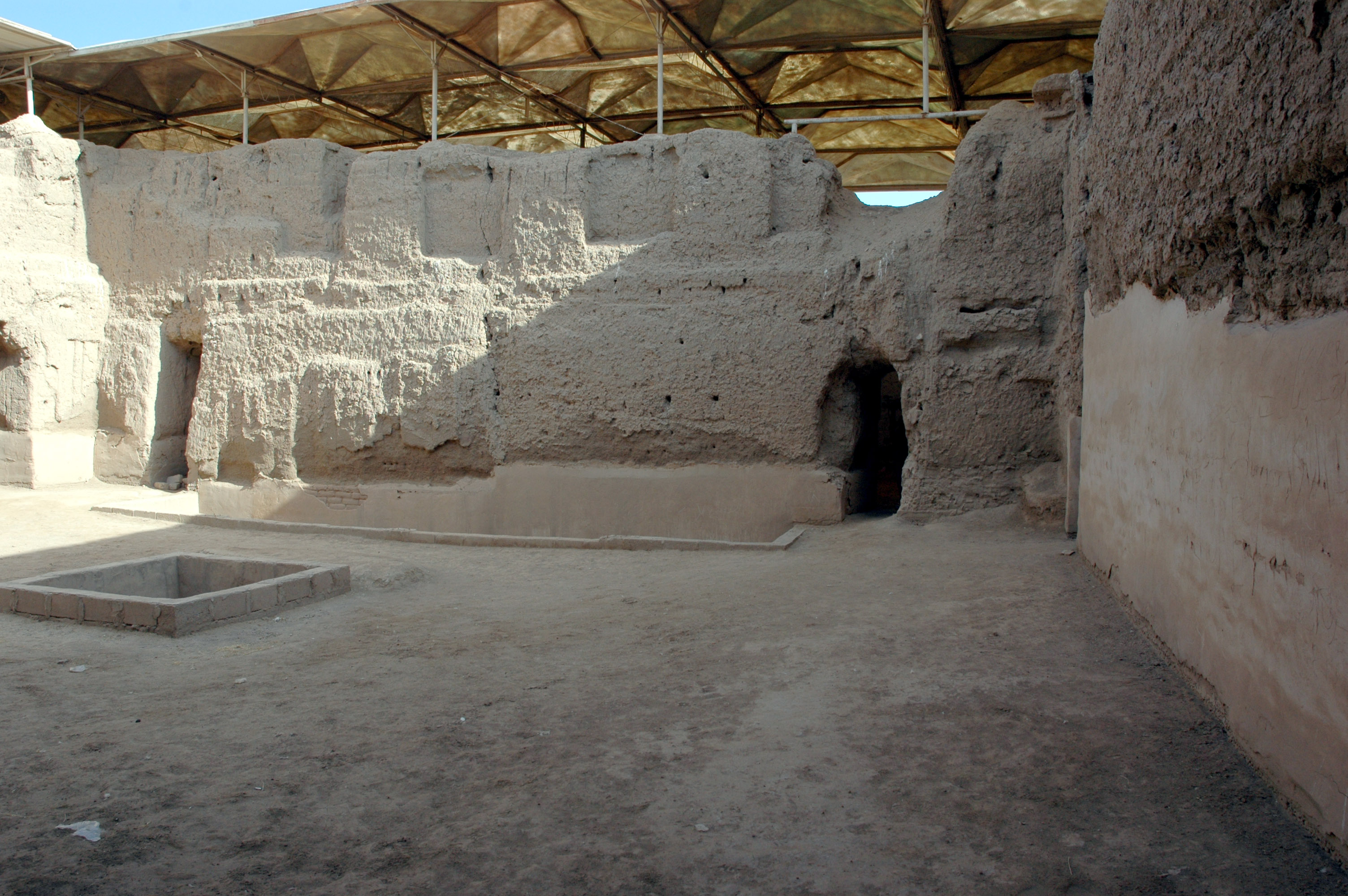
Les ruines de la cour du palmier du palais royal (en 2004).

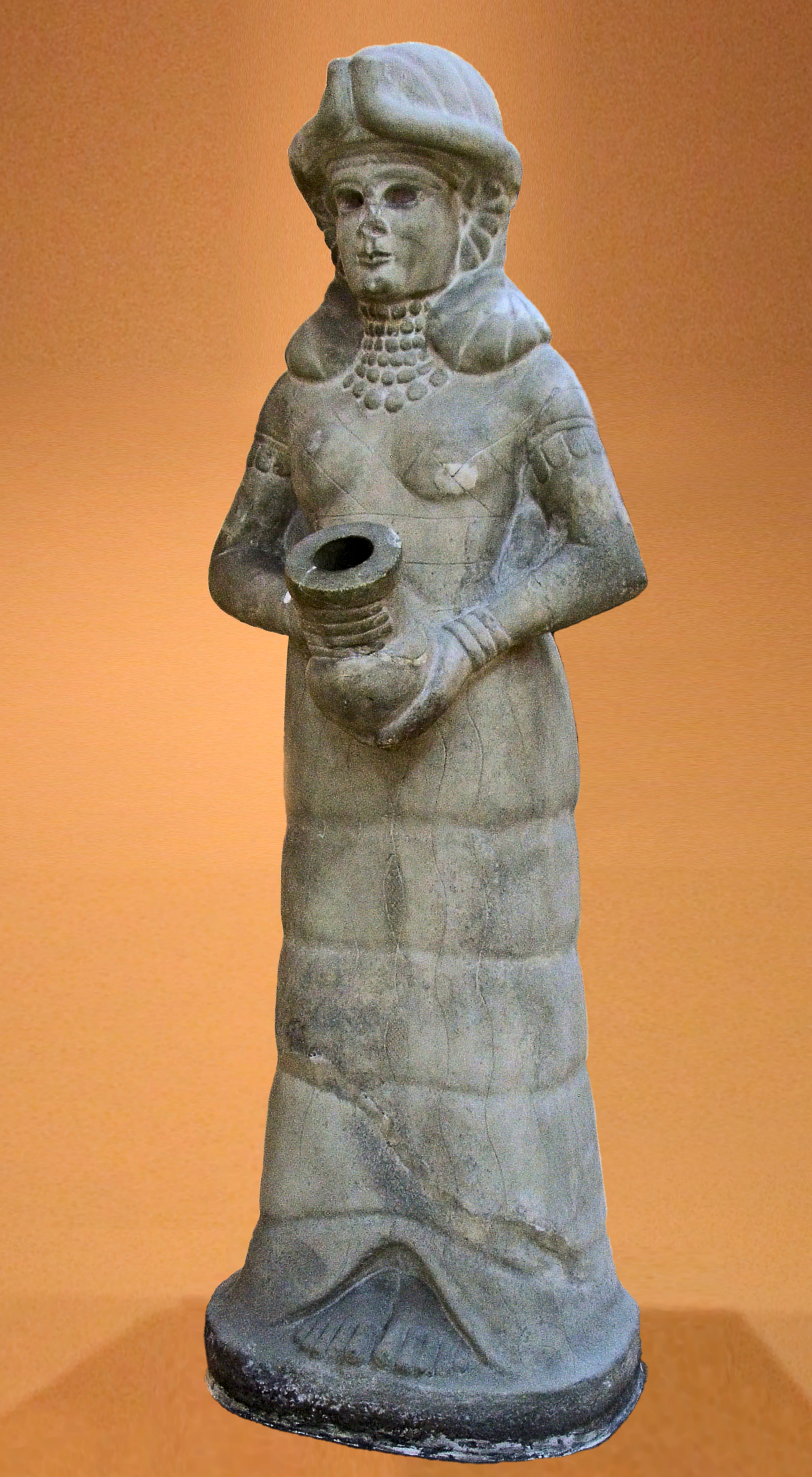
La statue de la déesse au vase jaillissant, qui se trouvait dans le papahum. Musée national de Damas.

La résidence principale et le siège de la royauté de Mari est le grand palais royal (au total, sans doute un peu moins de 3 hectares) situé au centre la ville. Cet édifice, mis au jour dès les premières fouilles du site dans les années 1930, qui a livré la majeure partie de la documentation cunéiforme concernant ce site, est bien connu et a fait la célébrité du site archéologique par sa stature exceptionnelle. Il a été créé vers 2000 av. J.-C., à partir d'un palais antérieur, et a perduré pendant plusieurs siècles. Quand il prend le pouvoir, Zimri-Lim s'installe logiquement dans cet écrin de la royauté mariote, sans en modifier son organisation. C'est le dernier état de l'édifice, aussi le mieux connu.
L'organisation générale du palais a été identifiée à partir de l'analyse conjointe des vestiges matériels et des textes, qui ont permis d'identifier et souvent de retrouver les noms de ses principaux secteurs, même si des divergences d'interprétations subsistent :
- l'entrée principale (la « Porte du palais ») se situait au nord-est, et donnait sur des pièces consacrées à l'intendance (bīt tertim) ; une autre pièce située plus à l'est, la « porte de Nergal », semble plutôt servir de passage pour les véhicules et les denrées entreposées dans les magasins du palais, aussi pour l'accès au temple de la Dame du palais (elle doit manifestement son nom au rituel du char de Nergal évoqué plus haut) ;
- la cour principale de la partie orientale est la « cour du bâtiment aux peintures » (ou « maison peinte », la cour 131 des archéologues), nommée ainsi parce qu'elle donne sur son côté sud sur une petite chapelle peinte (le « bâtiment aux peintures », bīt birmī), consacrée à la déesse Eshtar (la pièce 131) ;
- à l'ouest se fait l'accès à la « cour du palmier » (cour 106), ainsi nommée parce qu'un palmier se trouvait en son centre, qui est au cœur du secteur « officiel » (des archives royales ont été mises au jour dans plusieurs pièces la bordant, notamment 108, 110 et 115) ;
- sur son côté sud se trouve un vestibule (papahum, pièce 64), où se trouvait la statue de la déesse au vase jaillissant (probablement Eshtar), puis la salle du trône (pièce 65), avec à l'ouest un podium destiné à porter le trône, et à l'est une tribune comprenant les statues d'anciens rois de Mari (pour le culte dynastique ?) ;
- à l'ouest de la cour du palmier on accède au bīt mayyālim (« maison/bâtiment du lit »), qui pourrait correspondre aux anciens appartements royaux, convertis sous le règne de Zimri-Lim en pièces de stockage et de réceptions ;
- les appartements royaux de Zimri-Lim se trouvent sans doute au premier étage (détruit lors de la destruction du palais, mais des restes de belles peintures tombées au rez-de-chaussée indiquent la présence de pièces luxueuses), dans la partie au sud de la cour du bâtiment aux peintures, les pièces voisines de la partie sud/sud-ouest du rez-de-chaussée devant être destinées au service quotidien du roi (cuisines, magasins, logements des domestiques) ;
- le « harem » ou « Maison des femmes », où résident les femmes du palais se trouve dans la partie nord-ouest de l'édifice, comprenant également des espaces utilitaires, administratifs et les zones pour les domestiques ;
- au sud-est est érigé un temple, consacré à la « Dame du palais » (Bēlet ekallim), sur une très ancienne zone sacrée, qui comprenait une entrée spécifique sur le côté occidental de l'édifice ; cette association d'un temple et d'un palais étant une particularité de l'édifice ;
- la partie située complètement au sud-est de l'édifice est une autre zone administrative comprenant des magasins.

Les textes fournissent diverses informations sur l'organisation du palais. Une lettre adressée par Zimri-Lim, alors en déplacement, à sa mère Adda-duri indique ainsi que ce grand amateur de chevaux souhaite qu'une partie de la cour aux peintures soit convertie en étable (voire en sorte de « zoo » puisqu'on y trouvait d'autres animaux), qu'il pouvait contempler depuis les appartements royaux :

« Dis à Addu-duri : ainsi parle ton Seigneur.

Je ne cesse d’entendre parler des chevaux blancs qui proviennent de Qaṭna  ; ils sont de bonne qualité. Hé bien ! le jour où tu prendras connaissance de cette tablette de moi, dans la cour du bâtiment aux peintures, à la porte des gardes, afin qu’il y ait de l’ombre pour protéger contre la chaleur du jour, que l’on fasse une écurie ; que l’on jonche de roseaux ; que ces chevaux y gîtent ; qu’on leur apporte du grain.

En outre, ne montre pas de négligence envers ces directives de moi. L’étable pour ces chevaux doit être faite devant mes appartements …

[Que des nouvelles de toi, de Mar]i [et des te]mples soient con[tinues] ! »

En revanche rien n'indique que le palais de Mari ait joui d'une renommée particulière en son temps. Pendant longtemps la première lettre de Mari publiée par G. Dossin a été comprise comme témoignant de cela : adressée par le roi d'Alep pour le compte d'un roi d'Ugarit (sur la côte syrienne), selon la première traduction elle évoquait le désir de ce dernier de visiter le palais royal, afin de l'admirer. Des relectures postérieures ont indiqué que ce n'était probablement pas le sens du texte.

### Autres résidences royales et voyages

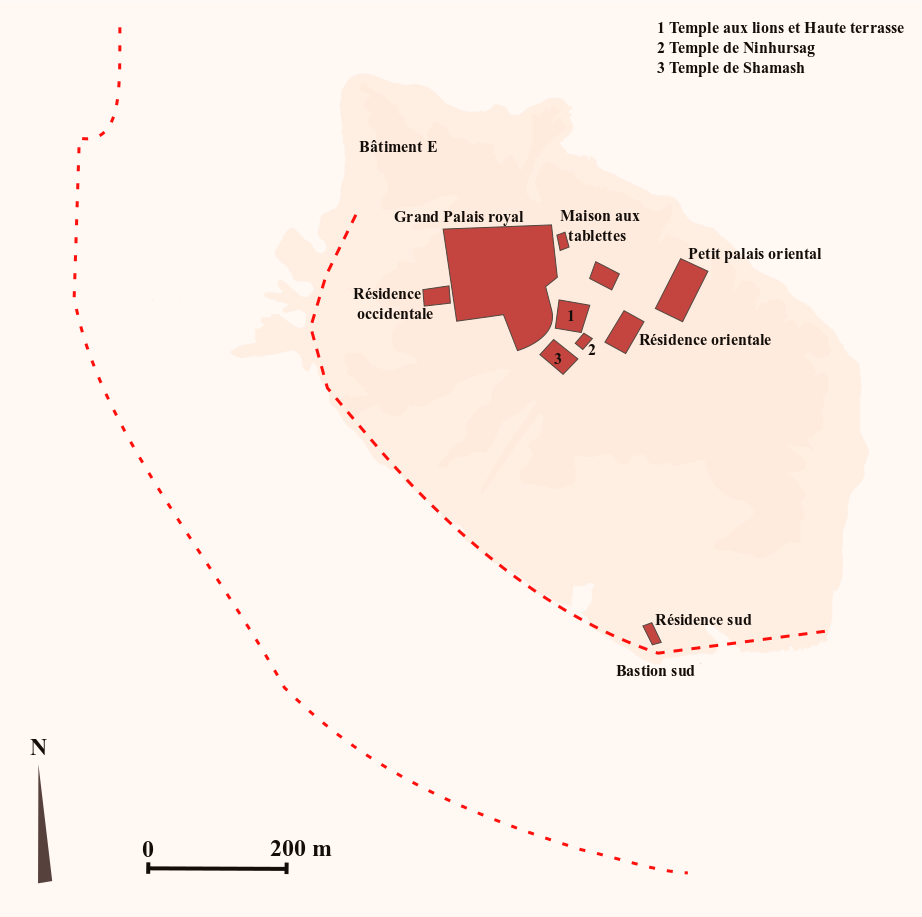
Localisations des principaux bâtiments fouillés à Mari existant à l'époque de Zimri-Lim.

D'autres palais pouvaient être occupés par le roi ou des membres de la famille royale. Le « petit palais oriental » mis au jour à Mari, construit vers 2100-2000 av. J.-C., et réaménagé du temps de Yasmah-Addu, est confié au début du règne de Zimri-Lim au devin Asqudum, époux de la princesse Yamama. Vers la fin du règne, il semble que la reine Shibtum y ait résidé,,.
En dehors de la capitale, des palais royaux ont été identifiés par les textes dans les capitales provinciales (Terqa, Saggaratum, Qattunan). On en trouve ailleurs, sur des domaines royaux : un palais est par exemple documenté dans la localité de Hishamta, mais il est alors en déshérence puisqu'il n'est plus occupé que par une vieille femme,.
Mais Zimri-Lim ne réside pas forcément en permanence dans des palais. Selon J.-M. Durand, il pourrait avoir habité lors de périodes prolongées sous la tente, dans un « village de tentes » implanté dans les faubourgs des villes ou dans la steppe, pas forcément moins confortable que le palais royal qui devait être dans un état délabré au début de son règne.
En tout cas, après avoir probablement mené une vie marquée par des périodes d'itinérance avant sa prise de pouvoir, Zimri-Lim effectue plusieurs voyages hors de son royaume durant son règne, notamment pour des campagnes militaires, et s'absente donc longuement de ses palais royaux. La reine Shibtum semble alors jouer le rôle de régente. Certains voyages ont des motivations religieuses et s'apparentent à des pèlerinages : celui qu'il effectue à Terqa pour se rendre dans le temple du dieu Dagan au début de son règne, et ceux qu'il effectue chaque année à Der dans le temple de la déesse Deritum.
Le voyage le mieux documenté est celui qu'il accomplit durant sa 9e année de règne dans le royaume du Yamhad et qui le conduit jusqu'à Ugarit, sur le littoral de la Méditerranée,. Zimri-Lim est notamment accompagné par son épouse Yataraya, son secrétaire Shu-nuhra-Halu, et Darish-libur qui gère l'intendance. Le voyage est connu par divers documents administratifs enregistrant les mouvements de biens pendant le voyage, dont des récapitulatifs, ses diverses étapes étant l'occasion d'échanges de présents avec d'autres cours, dont celle du Yamhad (le roi Yarim-Lim, la reine Gashera, des musiciennes du roi), et de dons à des divinités. Les documents administratifs produits à ces occasions sont datés et localisés, ce qui permet de suivre le trajet de Zimri-Lim. Il s'absente en tout durant un peu moins de 6 mois, dont un mois passé à Ugarit. En plus de ces aspects diplomatiques et religieux, le voyage est aussi l'occasion de commercer puisque sont faits divers achats de matières premières ; Zimri-Lim rencontre des marchands crétois à Ugarit. Mais les motivations principales du voyage sont inconnues : au départ Zimri-Lim vient assister le roi du Yamhad qui fait face à une révolte d'un vassal (qui se rend finalement avant le combat), mais on ne sait pas pourquoi il ne retourne pas directement dans son royaume. Selon D. Charpin il se pourrait que le roi d'Ugarit se soit également révolté contre Alep et que Zimri-Lim participe donc à sa répression.

### Les reines, le harem et la domesticité du palais
Une grande unité du nord-ouest du palais royal a été identifiée comme la zone principale consacrée à la résidence des femmes de la maisonnée du roi, avant tout parce que des lettres de la correspondance des femmes du palais y ont été trouvées, mais la maison des femmes semble avoir été plus étendue. Des secteurs similaires se trouvaient dans les autres palais royaux. Les historiens parlent à ce propos de « harem », même si l'emploi du terme dans le contexte du Proche-Orient ancien est débattu. Son accès est sans doute contrôlé, et même interdit à certaines heures, mais ce n'est pas un lieu complètement fermé, puisqu'au moins une partie des femmes peut en sortir pour des déplacements, et également recevoir des gens venus de l'extérieur. Elles sont connues par les lettres de la correspondance féminine, et surtout par des textes administratifs, des listes qui enregistrent les livraisons de rations à ces femmes, en les classant dans un ordre qui semble refléter leur hiérarchie.
Cet ensemble est avant tout la résidence des épouses du roi, de ses filles et ses sœurs non mariées ou consacrées à une divinité, et de ses fils. La mère du roi, Addu-duri, y réside au moins au début du règne et semble avoir joué un rôle important, au moins pour le culte. Mais elle semble être partie vivre ailleurs à un moment,. La dignité de reine (šarratūtum) est un statut réservé dans les cours amorrite à l'épouse royale de plus au rang, qui est en principe celle qui a la plus haute naissance, la reine étant désignée par le terme bēltum, « Dame » (féminin de bēlum « Seigneur »). Dam-hurasim et Shibtum, toutes deux filles de roi de premier rang (respectivement Qatna et Alep), jouissent donc du statut le plus important. Pour la majeure partie du règne, la correspondance indique que le rôle dominant est joué par Shibtum, qui prend une place importante dans l'administration de la maison des femmes, dans l'économie palatiale et aussi le culte, obtient le plus de servantes. En principe Dam-hurasim aurait plutôt dû avoir la primauté en raison de son ancienneté, mais sa position semble plutôt avoir reculé, bien qu'elle reste la mère de l'héritier présomptif. Cette situation se traduit par le fait que les deux peuvent être désignées par le titre bēltum,. Le statut élevé d'Addu-duri, de Dam-hurasi et Shibtu de se voit également par le fait qu'elles disposent d'un patrimoine propre, une « maison », indépendante de celle du roi. Il est d'ailleurs expressément prévu lors de la venue de Shibtu à Mari qu'elle doit se voir octroyer une maison à elle.
La population féminine de la maison du roi comprend également des femmes qui ont potentiellement un statut de concubine du roi (les sources ne sont pas claires sur leur relation avec le roi), notamment celles qui font partie du groupe des « musiciennes » (nārtum), subdivisées en plusieurs groupes, notamment ceux des grandes et des petites musiciennes, auxquelles il faut peut-être ajouter la catégorie des kezertum. D'autres catégories de femmes du palais semblent être des « recluses » (sekertum), peut-être parce qu'elles se chargent de l'administration du palais et doivent y rester en permanence. Cette population évolue au cours du règne, notamment en fonction des arrivées d'épouses (avec des servantes), concubines et autres servantes, des départs des filles pour un mariage. La pratique qui veut qu'un vainqueur s'empare du harem d'un roi qu'il défait entraîne des évolutions parfois importantes. Cela a été le cas au début du règne de Zimri-Lim, quand il a intégré le harem de Yasmah-Addu, qui lui-même avait déjà repris celui de Yahdun-Lim (qui devait donc comprendre des parentes de Zimri-Lim). Plus tard dans le règne, la déportation du harem d'Ashlakka est documentée par plusieurs lettres et textes d'inventaires,. Une lettre dans laquelle Zimri-Lim demande à Shibtum de sélectionner quelles prises de guerre vont intégrer son harem pour y devenir tisseuses ou musiciennes indique clairement qu'il prêtait une grande attention à leur apparence physique :

« Dis à Šibtu : ainsi parle Zimri-Lim, ton Seigneur.

Voilà que je t’envoie des (femmes qui doivent devenir) tisseuses. Parmi elles, il y a des prêtresses-ugbabtum. Identifie les prêtresses et remets-les au quartier des tisseuses.

Parmi ces tisseuses-ci et ces tisseuses-là, choisis-en 30 ou plus, si possible, excellentes, qui n’aient pas le moindre défaut depuis l’ongle du pied jusqu’aux cheveux de la tête, et remets-les à Warad-ilišu pour qu’il leur apprenne l’orchestre soubaréen.

En outre, il faudra que leurs appartements soient installés en un lieu différent. Veille bien à leurs rations alimentaires que leur beauté ne s’altère pas.

En outre, lorsque tu feras un choix parmi les tisseuses, il faudra que ce soit en présence de Warad-ilišu.

En outre, donne des instructions à Mukannišum afin que la beauté du reste des tisseuses que tu lui confieras ne s’altère pas. »

Le personnel féminin du palais exerce comme métiers. La domesticité des femmes du palais, également féminine, comprend des chambrières, sans doute chargées du nettoyage, et des femmes scribes (pour la rédaction des lettres voire de documents administratifs). D'autres servantes sont rattachées directement à une des reines, Shibtum en ayant dix-huit à la fin du règne. Le personnel féminin des cuisines, placé sous la direction de l'administrateur Ilu-kan, comprend une cinquantaine d'« intendantes » (abarrakkatum) au sens large, mais dans le détail il y avait des « économes » chargées de la gestion des réserves (notamment Aba-duga qui avait déjà un rôle important sous le règne précédent), des cuisinières et autres spécialistes de la préparation de certains aliments (boulangères, brasseuses de bière) et des auxiliaires (meunières, puiseuses). Les nourrices (mušeniqtum) comprennent les nourrices à proprement parler, allaitant les enfants en bas âge, et celles qui sont chargées de s'occuper des enfants après leur sevrage. L'étude de leurs noms est intéressante : elle est construite autour de Abī « Mon père » (Abi-liter « Que mon père s'accroisse », Abi-bashti « Mon père est mon orgueil », Abi-nid « Mon père est ma lumière »), de manière que lorsque les enfants royaux appelaient leurs nourrices ils prononçaient par la même occasion une louange ou une prière pour leur père.
La population du palais est ensuite constituée d'autres serviteurs qui sont cette fois-ci des hommes. C'est notamment la garde du palais. Les textes administratifs évoquent aussi une catégorie de domestiques appelés ša ṭemmennî (« (en charge) des logements »), les porteurs du palanquin royal (nūbalum) et ceux chargés de la tente et des affaires du roi lors de ses déplacements. Tout ce personnel ne réside probablement pas au palais. Plus près du roi, on trouve des échansons, responsables de la vaisselle du roi (voire de ses autres biens), et des barbiers, le barbier du roi étant une personne de confiance (parce qu'on lui confie le rasoir qui coupe la barbe du roi ?), ainsi que des valets de chambre. Les domestiques les plus importants sont désignés par le terme kirisakkum, sont proches du roi au quotidien, et leurs attributions concernent plus largement l'administration des biens du palais. Ces domestiques masculins se trouvent aussi dans l'entourage des femmes du palais, proximité étonnante pour l'époque, qui pourrait indiquer qu'il s'agit de membres de la famille royale (dont des fils que le roi a eu avec des concubines et qui n'ont aucun droit au trône ?) voire des eunuques.
Une liste récapitulant les distributions d'huile pour un mois fournit ainsi dans une section un aperçu de la diversité de la population rattachée au palais :

« (pour) le palais : pour 2 femmes à 2 qa chaque, pour 3 femmes à 1 1/2 qa chaque, pour 3 femmes à 1 qa chaque, pour 182 femmes à 1/2 qa chaque, pour 8 femmes à 1/3 qa chaque, pour 117 femmes à 15 sicles chaque, pour 35 femmes à 8 1/2 sicles chaque et pour 15 portiers à 15 sicles chaque ; 3 qa de ration d’huile pour 3 nourrices-mušêniqtum ; 69 qa de ration d’huile (pour) les Bédouins du service de Kalalum (la garde rapprochée du roi) : pour 1 homme à 1 qa, pour 6 hommes à 2/3 qa, pour 10 hommes à 1/2 qa, pour 237 hommes à 1/3 qa chaque ; 13 1/3 qa 5 sicles de ration d’huile (pour le service) du ṭemmennum : pour 1 homme à 2/3 qa, pour 1 homme à 1/2 qa, pour 49 hommes à 15 sicles chaque ; 5 qa 10 sicles de ration d’huile (pour le service) du nûbalum : pour 1 homme à 2/3 qa, pour 18 hommes à 15 sicles chaque  ; 4 2/3 qa de ration d’huile (pour) les Nurrugéens (des soldats) : pour 1 homme à 2/3 qa, pour 15 hommes à 15 sicles chacun. »

La question de savoir qui résidait effectivement dans le palais royal est débattue : cela ne pose pas de question pour le roi et ses femmes et enfants, au moins une partie de la domesticité et de la garde devant être présentes en permanence pour leur service et leur sécurité, mais qui de plus ? L'espace disponible était vaste, mais pas forcément suffisant pour héberger tout le personnel évoqué dans les tablettes, et c'est peut-être en raison d'une surpopulation du palais que d'autres lieux de la capitale, comme le petit palais oriental, ont été réaménagés durant le règne de Zimri-Lim. La majeure partie de la population féminine semble avoir résidé au palais, en revanche ce n'est pas forcément le cas pour la majeure partie de la population masculine,. Quoi qu'il en soit, plusieurs secteurs servant de résidences aux serviteurs du palais ont été identifiés sur place, les plus nombreuses au sud-ouest dans la partie qui semble liée à la domesticité du roi, et les autres dans le secteur féminin au nord-ouest. Il s'agit de petites pièces voisines les unes des autres, dont les plus petites, dans la Maison des femmes, font 10-11 m2, et dans la Maison du roi autour de 12-15 m2 et 18-20 m2, les deux plus vastes faisant 25 et 36 m2.

### Les principaux serviteurs
Les personnages qui constituaient l'entourage royal, y compris ses épouses, sont désignés par le terme wēdūtum, les « uniques ». Les inscriptions des sceaux-cylindres (connus par des impressions) des fonctionnaires et des épouses secondaires de Zimri-Lim les présentent comme les « serviteurs » et « servantes » du roi, en précisant rarement leur fonction, et parfois en ajoutant une formule glorifiant le roi (« roi puissant », « aimé de Dagan », « préposé de Dagan », « préposé d'Addu »). Les hauts fonctionnaires sont plus précisément désignés dans des textes comme les « grands serviteurs » (wardū rabūtum) du roi, qui les nomme et peut les démettre selon sa volonté, et décide également ou non de les admettre dans son Conseil (pirištum, « secret ») où étaient divulguées les informations les plus importantes et sensibles qui ne devaient surtout pas s'ébruiter. Les missions que leur confie le souverain peuvent être variées, et dépendent de leurs liens personnels avec lui et de la confiance qu'il leur accorde. Les plus importants serviteurs peuvent être considérés comme des sortes de « ministres ». Zimri-Lim a notamment pour proches conseillers : le personnage désigné par le titre šukkallum, titre détenu un temps par Sammetar et aussi par Habdu-malik, qui est traduit par « premier ministre », « vizir » ou simplement « ministre » ; Shu-nuhra-Halu, son « secrétaire » (ṭupšar sakkakkim), celui qui ouvre sa correspondance, lui lit et écrit ses propres lettres ; ou encore Darish-libur, dont le titre n'est pas connu (le chef barbier), une sorte de valet du roi, plus largement un homme de confiance, qui se voit confier aussi des missions diplomatiques,. Les titres portés par les grands serviteurs du roi ne renseignent que rarement sur leur rôle précis : ils renvoient souvent à cette période à une fonction aulique (par exemple « barbier », « cuisinier ») mais cela ne veut pas dire qu'ils agissent comme tels. Ils sont du reste rarement mentionnés sur leurs sceaux, qui évoquent leur position de « serviteur » du roi, ce qui souligne là encore l'importance cardinale du lien personnel qui les unit au souverain, qui leur confère leur autorité. Ces liens peuvent être renforcés par des mariages : Zimri-Lim donne ainsi sa fille Duhshatum comme épouse à Yasim-Sumu, un des administrateurs les plus importants du palais (šandabakkum).
Ces relations ressortent de l'exemple d'un des personnages de la cour les mieux documentés, Asqudum, qui occupe une position parmi les premiers rangs des serviteurs proches du roi. Plusieurs éléments le concernant dessinent les caractéristiques des relations entre le roi et ses proches serviteurs. C'est un ancien serviteur de Yasmah-Addu, repris par Zimri-Lim malgré le mécontentement que cela à pu générer dans son entourage, peut-être parce qu'il avait pour épouse une fille de Yahdun-Lim, Yamama, et était donc lié à la famille royale. C'est un devin, spécialisé dans un art crucial pour l'exercice du pouvoir, même si on le voit rarement à l’œuvre dans cette tâche dans les textes datés du règne de Zimri-Lim (à la différence de ceux remontant au règne précédant). C'est un personnage de confiance du roi, qui le charge de missions importantes, notamment la négociation de son mariage avec Shibtum à Alep et la direction du convoi qui doit la conduire à Mari, ou des négociations diplomatiques et des affaires commerciales. Il tire profit de ses relations avec le roi, puisqu'il occupe le prestigieux « petit palais oriental », un poste de « maire » d'une localité, et se trouve à la tête d'un domaine foncier, d'autres textes indiquant qu'il dispose de vaisselle en métal.
Des disgrâces sont également survenues : cela pourrait être le cas de la famille de Sammetar, un personnage éminent du début de règne de Zimri-Lim, lui aussi déjà en place sous Yahdun-Lim, šukkallum, gouverneur de Terqa et bénéficiaire de nombreuses terres royales, dont la famille semble avoir été écartée après sa mort.
L'archéologie a mis au jour plusieurs résidences cossues de la période, situées à proximité du centre monumental. Outre le petit palais oriental déjà évoqué, qui est occupé au début du règne par Asqudum, des grandes résidences ont été mises au jour, le bâtiment E (au nord-ouest du palais) dont le premier état remonte à l'époque des Šakkanakku (vers 2000 av. J.-C. ou avant) mais qui est réaménagé à cette période, les grandes résidences orientale et occidentale. On ne connaît pas l'identité de leurs occupants, mais elles peuvent avoir été habitées par de hauts dignitaires du royaume.

### Les gestionnaires du palais
Les tablettes administratives et épistolaires permettent de reconstituer la manière dont le palais contrôlait ses ressources économiques.
Les lettres donnent des informations sur les attributions et les activités des différents administrateurs. La suivante montre même que les renvois de responsabilités pouvaient se produire :

« Dis à mon Seigneur : ainsi parle Bahdi-Lim, ton serviteur.

La ville de Mari, le palais et le district, ça va.

Autre chose : j’ai mené mon enquête à propos de la domesticité du palais. Sur les 400 personnes qui forment la domesticité du palais, une centaine a reçu son habillement et 300, pas du tout. À propos de ceux qui n’étaient point vêtus, j’en ai fait remontrance à Mukannišum et à Bali-Erah. Mukannišum m’a fait la réponse suivante : « Ce n’est point dans mes attributions ! C’est à Bali-Erah de les vêtir. » Or Bali-Erah m’a fait la réponse suivante : « J’ai habillé une centaine de personnes dépendant des artisans spécialisés, or ce n’est qu’une centaine qui représente mes attributions. Le reste, c’est à Mukannišum de les vêtir. »

Voilà ce qu’ils m’ont répondu. Maintenant, puisque Ṣidqi-epuh se trouve chez mon Seigneur, mon Seigneur doit lui parler pour qu’il écrive à qui de droit et que l’on vête les domestiques du palais ! »

Il a été relevé  Yasim-Sumu avait la fonction majeure d'archiviste-comptable en chef (šandabakkum), qui comprenait le contrôle des stocks du palais, la récupération des domaines concédés à des fonctionnaires retournant sous la gestion du palais, la gestion de la main d’œuvre du palais. Il devait également se tenir au courant de l'état des récoltes, y compris en se déplaçant lui-même dans les domaines, et en tirer les conséquences quant à la gestion des greniers royaux disséminés dans tout le royaume. Il est par la suite remplacé par Ṣidqi-epuh évoqué dans la lettre précédente,. Mukannishum, qui apparaît également dans la lettre précédente, et qui occupe la fonction d'intendant (šatammum), est un autre homme-clé de la gestion du palais, responsable des réserves palatiales, qui a laissé un nombre important d'archives au palais,.
Les femmes du palais ont un rôle économique non négligeable,. La reine-mère puis la reine Shibtu dirigent la population féminine du palais et secondent le roi dans la gestion de sa maison, en particulier quand il est en déplacement. Les lettres montrent que Shibtu s'occupe de l'affectation du personnel féminin déporté au palais (musiciennes et ouvrières textiles), a un accès privilégié aux pièces et contenants scellés, d'autant plus qu'elle applique elle-même son sceau par endroits, et elle dispose de sa propre maison et d'une large marge de manœuvre puisqu'elle est impliquée dans des transactions, reçoit et envoie des présents, effectue des prêts. Comme vu précédemment le personnel féminin du palais comprend des intendantes et économes, qui sont notamment chargées de la gestion des cuisines, et des scribes qui produisent des documents comptables.

### Les ressources du palais
La richesse de la maison du roi est essentiellement à base foncière : le roi dispose de nombreuses terres dans son royaume, et également en dehors (à Alahtum), sous la forme de domaines gérés par des administrateurs. Suivant les habitudes syro-mésopotamiennes, trois modes de gestion existent, mais ils sont inégalement utilisés. La majeure partie des terres semble exploitée en régie directe (la « réserve »), par des équipes de paysans dépendant du palais, sans doute issus des couches basses de la société, sans forcément être des esclaves. Cela permet au roi d'avoir un accès direct à des denrées alimentaires en grande quantité. Une autre partie des terres, apparemment minoritaire, est exploitée de façon indirecte, mise en location (les « tenures »). Enfin un troisième groupe de terres, les « champs alimentaires » (eqlum šukūsum), est concédé à des serviteurs du palais, souvent des personnages ayant une position d'encadrement, ou bien des soldats, et les revenus qu'elles génèrent ont valeur de rémunération pour le service (ilkum) qu'ils accomplissent pour le compte du roi. En principe ces terres restent la propriété du palais, qui les récupère lorsque le service du détenteur du champ se termine (ce qui peut survenir à sa mort), ce qui est documenté par divers textes d'inventaires rédigés pour l'occasion (piqittum). Mais il semble que dans le cas des plus importants dignitaires ces terres soient souvent transmises à leurs successeurs, donc un phénomène de patrimonialisation du domaine royal.
Plusieurs lettres montrent les problématiques liées à la concession de ces terres et les litiges qu'elles génèrent, que le roi doit suivre et régler. Celle-ci fait suite à une première demande du roi à son serviteur Ṣidqi-epuh de vérifier des champs pris en tenure, et de les partager suivant les termes d'un protocole afin de les attribuer à diverses catégories de soldats et de dignitaires d'origine nomade. Cela entraîne des confiscations et des plaintes dont le serviteur du roi doit répondre :

« À présent, comme à celui qui n’a pas obéi aux instructions de son seigneur, mon seigneur m'a fait à porter moi-même, pour les rivières de larme, mon arrêt de mort ! J’ai commencé à partager les champs, bon dans bon et mauvais dans mauvais, et il y a eu plainte auprès de mon seigneur ! Depuis que, il y a un mois jour pour jour, mon seigneur m’a fait porter une tablette, j’ai obéi aux instructions de mon seigneur. Je n’ai pris le champ ni la ferme de personne ! Je n’ai déplacé le champ de personne ! Je n’ai pas altéré leurs tenures et ne (les) ai pas données à quelqu’un d’autre (lit. « ailleurs ») ! De la même façon que l’an passé, celui qui détenait un bon (champ) détient un bon (champ), celui qui détenait un mauvais (champ) détient un mauvais (champ). Si quelqu’un détient plus de champ que ce qui (est fixé par) le protocole de mon seigneur, je soustrais bien le surplus de champ.

Que d'aventure — comme si (je n’étais) pas un homme du palais, que je n’avais pas depuis tout petit reçu mes rations au palais et que je ne savais pas ces choses —, je retire, soustraie ou n’aie de cesse de déplacer des champs, celui à qui j’aurais retiré son champ ou sa ferme, parmi les notables, les domestiques et les serviteurs de mon seigneur, un homme (au moins) se lèverait et m’en convaincrait, m'exposerait comme quelqu’un qui a « mangé » le serment sacro-saint de son seigneur et a passé les bornes ! Mon seigneur doit porter secours à tous (s)es serviteurs ! (...) »

Il est à noter que la mobilisation de particuliers corvéables semble rare : les travaux collectifs (entretien des canaux, travaux agricoles) sont accomplis par des personnes employées par le palais, à titre ponctuel ou permanent, contre rémunération (rations d'entretien, voire concession de terres), au titre du service dû au souverain (ilkum).
Les troupeaux du palais étaient un autre aspect important de son patrimoine économique. Ils servent notamment à obtenir de la laine, qui est ensuite tissée dans les ateliers royaux et permet de dégager des revenus importants.
Quant aux terres et troupeaux des particuliers indépendantes palais, elles sont redevables d'un impôt sur leur production appelé šibšum. Les hauts fonctionnaires doivent en plus une contribution appelée igisûm, en argent et en nature (du bétail et des étoffes), dont le produit semble plus spécifiquement destiné aux offrandes pour la grande fête d'Eshtar,.
Les artisans (mārū ummēnī) sont employés par le palais pour des travaux spécifiques. Leurs statuts semblent divers, certains sont assurément des dépendants du palais. Certains ateliers dépendant du palais, appelés nēpārātum (« ergastule » ?), semblent destinés à une population servile, internée dans ces lieux, où on trouve notamment des femmes tissant des étoffes et d'autres préparant des aliments. Parmi les métiers spécialisés, les métallurgistes employés par le palais font l'objet d'une surveillance poussée : un accord (isiktum) décrit les besoins de l'administration et la qualité du travail attendue, la matière première est fournie à l'artisan, et l'accomplissement de la tâche est suivi de près, par le biais de contrôles réguliers. La rareté du métal impose un suivi scrupuleux de celui-ci, par le biais de pesées vérifiant que rien n'ait disparu, sous la supervision de l'intendant Mukannishum. Les lettres documentent ainsi des fabrications ou réfections de statues et figurines divines, d'ex-voto, de palanquins, d'armes, de bijoux. Une autre activité artisanale importante est l'industrie textile. Dans plusieurs lettres le roi donne par exemple des instructions pour la confection de vêtements de luxe, qui servent à vêtir la famille royale mais sont aussi souvent offerts à ses serviteurs ou à d'autres rois.
L'économie palatiale est marquée par la pénurie : plusieurs textes renvoient à la notion de hišitum, c'est-à-dire ce qui manque, ce qui ne peut être produit par le palais. Cela concerne notamment des matières premières et produits finis de luxe (métaux, vin, huile d'olive) et on peut distinguer entre les biens qui font l'objet d'une consommation régulière et sont donc les plus souvent demandés (huile, vin, bois) et ceux demandés ponctuellement, en cas de manque imprévu (étain, céréales en période de disette). Le palais peut se les procurer de différentes manières, mêlant cadeaux diplomatiques, commerce et connexions personnelles entre serviteurs royaux : par le biais des présents envoyés par une autre cour (parfois sur demande expresse du roi de Mari) ou de dons faits à des représentants du roi à l'étranger qui les reversent au palais à leur retour ; en se fournissant directement auprès de marchands ; à mi-chemin entre les deux, par le biais des connexions à l'étranger des principaux personnages de la cour, qui sont chargés de trouver des biens pour le palais et font appel à des intermédiaires souvent liés à d'autres cours royales, tels que Sidqum-Lanasi, homme de Karkemish qui semble proche du pouvoir local mais apparaît surtout dans la documentation comme un homme d'affaires fournissant le palais de Mari en divers produits ; ou encore en acquérant des domaines hors du royaume (Alahtum, servant à obtenir de l'huile d'olive et du vin),,,.
Dans ce cadre, les marchands ne sont pas des agents du palais, dont ils restent indépendants, juste des intermédiaires auxquels il peut faire appel pour son approvisionnement, et aussi à l'occasion des agents de renseignement pour le pouvoir, leurs déplacements leur permettant de glaner de précieuses informations,. Le roi perçoit par ailleurs un droit de douane sur les marchandises transitant par le royaume (miksum), qui n'ont pas forcément une grande importance financière. Les rapports entre le palais et les marchands sont avant tout la responsabilité du « chef des marchands », fonction exercée sous Zimri-Lim par Iddin-Numushda, souvent nommé sous la forme abrégée Iddiyatum. Il exerce des activités dans le commerce, et est plus spécifiquement chargé de procurer du vin et des métaux au palais. Il reçoit à cette fin de l'argent ou de l'or qu'il confie à des intermédiaires qui partent chercher ces produits à l'étranger. Il supervise également les comptoirs (karum, « quai ») du royaume où sont établis les marchands étrangers, à Mari et à Saggaratum, ainsi que le bureau des douanes de Terqa.
Les activités militaires sont une donnée essentielle de l'économie palatiale. Elles mobilisent d'importantes ressources, pour la levée et l'entretien des troupes, leur rémunération et leurs gratifications, et génèrent aussi d'importants revenus puisque le roi dispose d'une part préférentielle du butin. Plusieurs inventaires enregistrent le butin effectué à la suite de conflits.

### Les stocks et leur contrôle
La gestion des stocks est cruciale pour l'économie palatiale. Les milliers de tablettes comptables datées du règne de Zimri-Lim documentent la distribution de rations aux serviteurs du palais, les distributions de matières premières aux artisans, et inventorient les biens emmagasinés dans le palais, notamment les biens de luxe. Les biens stockés dans les magasins du palais sont placés dans des contenants et des pièces qui sont scellés. Le sceau royal est le plus important. Zimri-Lim disposait de deux sceaux à son nom, un employé par sa chancellerie afin de sceller ses lettres, et un autre employé par l'intendance du palais afin de sceller les documents administratifs, qui se présente sous deux formes. Il peut être utilisé par les plus hauts personnages de l'administration, notamment pour sceller les pièces de stockage de la vaisselle de luxe, et il faut un ordre du roi pour lever ses scellés. Les différents administrateurs sont peuvent sceller les biens dont ils ont la charge avec leur propre sceau, et là encore il semble qu'il faille un ordre royal pour que les scellements soient brisés par une autre personne que celui qui les a apposés. Des lettres attestent de cela, comme ici où il demande à la reine de préparer du vin pour Hammurabi de Babylone, avec l'aide de l'échanson Sidqum-masi, spécialisé dans le coupage du vin :

« Dis à Šibtu : ainsi parle ton Seigneur.

Hammu-rabi, roi de Babylone, m’a écrit pour avoir du vin. Voilà que je viens de te faire porter le sceau à monture. Ouvre l'entrepôt à vin, et que Ṣidqum-maṣi soit présent ! Qu’il purifie les jarres qui sont dans son service. Il faut qu'il établisse que les 11 jarres de vin sâmum sont de catégorie ṭâbum, de la sorte que je bois, et opère (pour en être sûre) une décantation dans un récipient. Fais emplir 10 jarres de vin sâmum et scelle-les avec ce sceau. Puis, donne-les à Bahdi-Lim et une que vous aurez fait décanter, envoie-la-moi et fais-la-moi porter jusqu’en amont. (R)envoie-moi le sceau à monture. Kutkutum m’a apporté 60 jarres de vin de 2e catégorie.

Autre chose : fais porter aux messagers de Babylone du vin de première qualité. »

La gestion des réserves du palais repose également sur l'emploi de différents jeux de poids officiels, servant à contrôler les quantités de biens emmagasinées ou déplacées. Ils sont gérés par Mukannishum.
Différentes études ont pu être menées à partir de ces documents administratifs, conjugués aux lettres, organisées par type de bien, fournissant au passage des informations importantes sur différents aspects de la vie matérielle de l'époque qui ont fait l'objet d'études spécifiques : grain, huile, vin, bronze, vaisselle de luxe, notamment les vases désignés par l'idéogramme GAL qui sont présents dans les principales cours de l'époque, parfums, etc. Des inventaires de différentes catégories de biens à la disposition du palais sont effectués à plusieurs reprises durant le règne du souverain, notamment pour sa vaisselle de luxe. Cela se produit en particulier au début de son règne, le changement de régime ayant été un moment propice pour des vols dans son magasin. Des serviteurs du roi doivent alors prêter un serment dans lequel ils jurent de ne rien avoir dérobé, au risque de subir une malédiction divine :

« Depuis l’intronisation de mon Seigneur Zimri-Lim, argent, or, pierre fine, bœuf, âne, esclave mâle ou femelle, étoffe, couverture, fourniture de luxe de qualité qui peut exister et qu’il est loisible qu’un humain quelconque prenne, je jure que je ne l’ai pas pris ni n’ai dit à quelqu’un de le prendre, peu ou prou, ni ne l’ai vendu, ni ne l’ai mis en dépôt pour ma succession, ni ne l’ai donné à quelque humain que ce soit en contre-don ou en cadeau.

Argent, or, pierre fine, bœuf, âne, esclave mâle ou femelle, habit, couverture, fourniture de luxe de qualité qui peut exister, qu’il est loisible qu’un humain quelconque prenne, je jure que je ne me suis pas dépéché d’en spolier de force un particulier sans défense, ni ne l’ai vendu, ni ne l’ai mis en dépôt pour ma succession, ni ne l’ai donné à quelque humain que ce soit, en contre-don ou en cadeau. (...) »

### Les repas du roi
La documentation de Mari fournit une quantité d'informations importante sur l'alimentation et les banquets dans le palais royal,,. Le plus important groupe de textes administratifs, constitué d'environ 1 300 tablettes, sont ceux appelés « repas du roi » (naptan šarrim), des petits billets qui comportent une liste des denrées végétales sorties des réserves du palais pour les repas du roi (il ne s'agit pas des « menus » complets), avec l'indication de leur quantité, le total, et la date,,,. Par exemple :
580 litres de pain grossier,

255 litres de pain levé,

10 litre de gruau-mersum,

125 litres de bière-alappânû,

52 litres de farine-šipkû,

3 litres de pois chiches,

2 litres de lentilles,

1 litre d'huile,

1/4 litre de miel.

Total : 910 litres de pain, 125 litres de bière-alappânû.
— Repas du roi à Mari. 2-ix-Zimri-Lim année 6.
Ceux qui ont été retrouvés concernent les jours durant lequel le roi est présent à Mari ou dans son voisinage, pas quand il est en voyage, ce qui en fait une source appréciable pour documenter ses déplacements,.
Les tablettes administratives et les lettres fournissent diverses informations sur les aliments, bien que leur identification ne soit pas toujours certaine. Elles documentent principalement des végétaux, base du régime alimentaire : avant tout des produits à base de céréales (surtout orge, aussi du blé, du froment), également des légumineuses (pois-chiches, lentilles, fèves) et autres légumes et condiments (poireaux, oignon, ail), des dattes, de l'huile, du miel ; des textes de distributions alimentaires aux femmes du palais attestent aussi de la consommation de fruits (figues, prunes, poires, pommes). Les céréales servent à fabriquer diverses sortes de pains ou galettes, des gruaux ou bouillies, auxquels peuvent aussi être ajoutés des légumes et des fruits à coque. Le mersum, une sorte de gruau ou de bouillie, est particulièrement prisé. Des épices semblent relever les mets (cumin, coriandre). Des boissons fermentées sont confectionnées, surtout des sortes de bières, aussi du vin, qui peuvent être aromatisés avec des épices et des essences (comme la myrte). La viande (fraiche ou plutôt séchée et fumée ?) n'est pas un produit de consommation courante, sont également consommés divers types de poissons, des crevettes, des sauterelles. L'approvisionnement en sel est également important dans la documentation textuelle. La table du roi devait se distinguer par la présence de mets en abondance, mais aussi de mets de choix, rares ou exotiques. Des textes documentent la recherche de champignons poussant dans le désert (kam'ātum, parfois appelés des « truffes »). D'autres textes documentent la construction de glacières (bīt šurīpim, « maison de la glace »), dont Zimri-Lim équipe ses palais royaux (à Mari, non identifié dans le palais royal, et à Terqa et Saggaratum) car c'est un élément de distinction, ainsi que la collecte de glace pour les maintenir au frais.

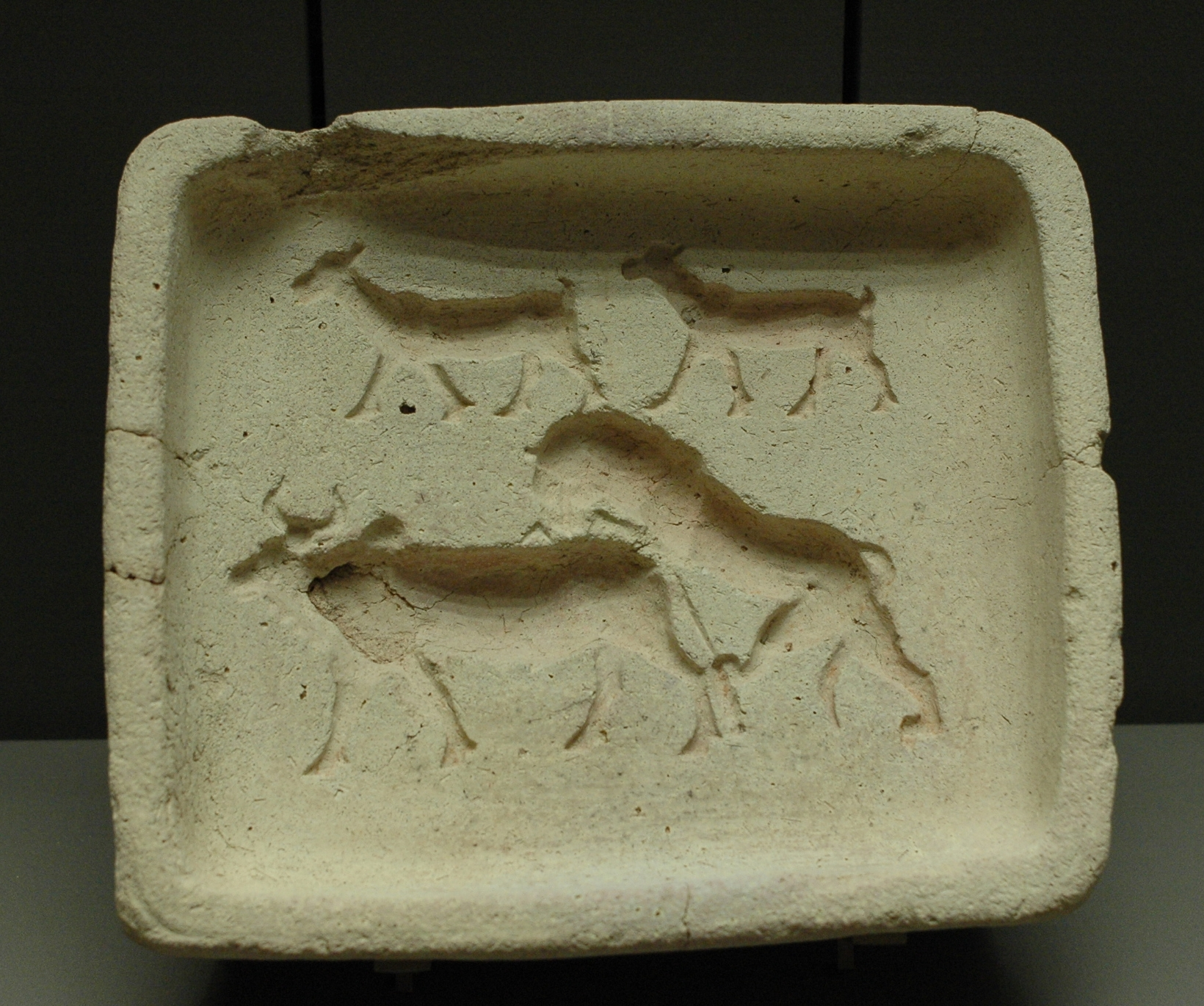
Moule à pâtisserie décorés d'animaux provenant des cuisines du palais de Mari. Musée du Louvre.

Plusieurs installations de stockage alimentaire et de cuisine ont été identifiées dans le palais. Les entrepôts alimentaires semblent organisés suivant un principe hiérarchique : dans le secteur occidental ont été dégagées des pièces allongées où sont stockées des jarres maintenues à la verticale dans des banquettes aménagées à cet effet, avec des restes de scellés de jarres et des portes indiquant un contrôle de l'accès, peut-être les réserves destinées aux grandes occasions (banquets), d'autres magasins plus petit ayant été identifiés ailleurs, dans la maison des femmes, et enfin certains sont spécialisés dans le stockage de l'huile et du vin. Deux secteurs de cuisine ont été identifiés : une unité dans la partie occidentale, proche de la salle du trône, dispose en son centre d'un grand four voûté et de salles de services autour, sans doute un secteur destiné à la cuisson des gâteaux et des pains, comme l'indique la présence de moules à gâteaux décorés de motifs d'animaux et de femmes nues ; une autre cuisine a été identifiée dans l'unité nord-est consacrée à l'intendance, avec une banquette comprenant quatre petits foyers et un plus grand. Les textes concernant la population féminine indiquent que c'est parmi celles-ci que se trouvent les personnes travaillant aux cuisines du palais, sous la supervision des économes, certaines étant spécialisées dans la fabrication d'un type d'aliment précis (pains, mersum, des types de bière), d'autres dans la transformation des produits céréaliers (« glaneuses » chargées de décortiquer les céréales, meunières chargées de les réduire en farine), et peut-être des porteuses de repas, placés dans des dispositifs visant à les tenir au chaud. Les textes indiquent également que deux scribes, Belti-lamassi et Eshtar-shamshi, sont attachées au service des cuisines, ce qui se retrouve dans une analyse paléographique des tablettes de « repas du roi » qui a indiqué que deux personnes les ont rédigées.
Le roi mangeait au moins deux fois par jour, le matin et le soir. Il était toujours accompagné, par des hauts dignitaires, sa garde, des représentants de cours étrangères. On ne sait pas si les épouses du roi l'accompagnaient lors de ses repas ; quelques textes documentent les « repas de la reine », pris par Shibtum avec un entourage restreint (sans doute ses enfants et suivantes) lorsque le roi était absent de la cour. Lors d'un repas normal (« intime ») du roi, au moins une vingtaine de personnes devait l'accompagner. Les banquets en revanche regroupent un plus grand nombre de personnes, peut-être jusqu'à un millier. Ils se tiennent en divers endroits du palais, notamment le papahum et les deux cours, et aussi dans des jardins,,.
Le banquet royal fait l'objet de grandes attentions en raison des nombreux enjeux politiques qui l'entourent. Cela concerne en particulier les réceptions de diplomates étrangers. Lorsqu'ils résident au palais, le roi doit pourvoir à leurs besoins, dont leur alimentation, et il arrive qu'ils se plaignent d'être mal reçus. Des discussions politiques importantes peuvent avoir lieu lors de ces réceptions. C'est dans ce contexte que transparaissent les questions d'étiquette et de protocole entourant les banquets royaux : le placement des convives est lourd de symboles, la proximité du roi étant une marque d'honneur (et une possibilité de discuter directement avec lui), de même que le fait de partager ses plats, et les pratiques de politesse et d'hommage à un personnage de rang élevé sont précisément étudiées,,. Une lettre fragmentaire fait allusion à un incident lié à la question du nombre de fois qu'il fallait s'incliner :

« … Ils s’inclineront 3 fois ; lorsqu’ils entreront pour le repas, ils s’inclineront de la même façon 3 fois. » J’avais (alors) dit : « Il suffira de s’incliner 2 fois ; (mais) lorsqu’ils seront assis face à moi pendant le repas, ils devront s’incliner en fonction du nombre des plats que je leur présenterai. »

Tes serviteurs siégeaient donc en ma présence pour le repas (quand), sur le gruau dont je m’étais régalé, j’en ai laissé et l’ai présenté à l’un de tes serviteurs. Il s’est incliné. Je me suis dit : « Le gruau lui plaît. » J’en ai donc rajouté et du gruau, une seconde fois, [je lui en ai présenté]. Il l’a pris sans s’incliner…. »

Le roi affirmait son statut non seulement par la qualité des mets présentés à sa table, mais aussi par celle de la vaisselle de luxe dont il disposait (qui est aussi un des principaux produits que les rois s'offrent entre eux). Les objets précieux en métal ayant été refondus dans l'Antiquité, il faut se tourner vers les textes d'inventaire les concernant (environ 300 documents) pour les connaître. Les vases sont en or et en argent, également en bronze, parfois en faïence et en pierres semi-précieuses ou en fer. Ils sont rangés dans des réserves disposant de banquettes aménagées à cet effet, où ils étaient enfermés sous scellés, et séparés en plusieurs stocks ayant des responsables différents, sans doute sous la supervision de l'échanson. Au moment de son expédition en Syrie dans sa neuvième année, Zimri-Lim dispose d'environ 300 vases d'argent et 50 d'or, soit respectivement 90 et 30 kilogrammes. La fréquence des inventaires s'explique par le fait que la rotation de ces stocks semble rapide, notamment en raison des entrées et sorties liées à leur usage en tant que présents. Des orfèvres sont employés pour produire ce type d'objets, parfois en refondant des plus anciens. Les listes ordonnent les objets suivant leur matière, leur poids, leur volume, leur fonction. Les formes courantes sont des chaudrons, des grosses jarres, des bassins, des aiguières, des vases à boire, ces derniers représentant une forte proportion des vases en or et en argent. Ils semblent richement ornés, décorés par des gravures ou reliefs légers, ou encore des protomés, empruntant parfois leurs formes à des fruits ou des animaux. Les textes ne précisent cependant pas les usages de ces vases, et il est possible qu'une partie soit seulement exposée lors des banquets. La gestion de la vaisselle de luxe lors des banquets, ainsi que la charge de couper et de servir le vin sont confiées à des échansons (zamardabbum, šāqûm).

### Musiciennes, musiciens et saltimbanques à la cour
La population féminine du palais était composée de nombreuses « musiciennes ». Un texte de la sixième année de règne indique qu'elles sont plus de 200, dont des apprenties et aussi trois enseignantes plus âgées. Les plus importantes sont les grandes musiciennes, au nombre de 90, dont l'ancienne favorite de Yasmah-Addu. D'autres catégories comme les kezertum sont sans doute aussi des musiciennes. Le statut de ces musiciennes est ambigu : un bon nombre d'entre elles sont en fait des concubines du roi, comme l'atteste le fait qu'elles lui donnent des enfants ; d'autres en revanche ne le sont assurément pas, puisque cette catégorie comprend des membres de la famille du roi. Mais elles sont quoi qu'il en soit toutes effectivement des spécialistes de l'art musical, très prisé dans les cours de l'époque, pour les divertissements mais aussi et surtout pour les rites religieux. Pour toutes ces raisons, les musiciennes font l'objet de présents entre les cours, et c'est probablement pour cette raison qu'on trouve autant d'apprenties au palais. De plus lorsqu'il remporte une victoire militaire Zimri-Lim intègre à son palais des musiciennes capturées. Une lettre comprenant un ordre du roi à la reine afin qu'elle organise le déplacement de musiciennes dans vers son palais de Saggaratum, précise qu'elles doivent venir avec des instruments de luxe, qui vont élever encore plus la somptuosité de leurs performances,.
Les musiciens hommes ont également un statut élevé et s'échangent entre les cours. Ceux qui sont attachés au palais de Mari n'y résident apparemment pas. Les listes indiquent la présence de musiciens, et aussi de lamentateurs (kālum, spécialisés dans les rites religieux) et saltimbanques, en nombre moins élevé que les musiciennes. Le roi dispose d'un « chef de musique » (nargallum), d'abord Rishiya qui avait cette fonction sous Yasmah-Addu, puis Warad-ilishu qui met apparemment du temps avant de gagner sa confiance. Si on ne le voit pas pratiquer lui-même la musique dans les textes, c'est assurément un spécialiste de cet art. Sa fonction consiste à superviser les musiciens et musiciennes du palais, en particulier leur formation, ainsi que la gestion des instruments, à organiser les performances et à diriger chœurs et orchestres. Son lieu de travail à Mari est le « conservatoire » (mummum). Il se voit en plus confier des missions diplomatiques dans lesquelles la musique ne semble pas jouer un rôle, mais plutôt lié au fait que sa fonction le met en contact avec le monde féminin puisqu'il s'agit d'affaires matrimoniales. Il reçoit des présents de la part du roi, et dispose d'un domaine apparemment important, où il emploie des musiciens comme instructeurs,,. Une lettre de Warad-ilishu indique par exemple comment il organise la formation de jeunes captives de guerre destinées à devenir musiciennes, en prévoyant qu'elles y soient confinées :

« Dis à mon seigneur : ainsi (parle) Warad-ilišu, ton serviteur.

À propos des apprenties musiciennes de Mišlan dont mon seigneur m’a dit : « [Qu]’on les conduise à Ṣuprum ! », [à pré]sent, que mon seigneur envoie des ordres stricts à Yasim-Sumu. Mon seigneur doit lui attribuer là-bas une barque et un domestique-gerseqqûm de confiance afin qu’on les (y) conduise.

Si ce n’est pas possible, j’ai vu dans la demeure d’Išar-Lim une installation-wartum : elle offre la sécurité (est forte) comme un ergastule. Qu’elles y habitent ! Les enseignants (en) sont tout proches ; mes lyres-šebîtum sont (aussi) toutes proches à leur disposition. »

Si la musique est en général plus une activité liée au culte religieux ou à l'éducation culturelle, Zimri-Lim employait aussi des saltimbanques ou histrions (aluzinnum, huppūm) pour son amusement, en tout cas pour des performances moins sacrées. L'un d'entre eux, Piradi, apparaît dans plusieurs textes. Il accomplit des performances (« danses »), avec sa troupe, lors de repas, et accompagne le roi lors de déplacements. Il ne semble pas avoir été en permanence au service du roi, mais plutôt embauché occasionnellement,.

## Contrôle des territoires et des populations
Il est assez difficile de résumer (et de cartographier) le royaume de Zimri-Lim à la manière d'un État moderne. En particulier, comme l'indique sa double titulature de roi de Mari et des Bédouins, le domaine sur lequel s'exerce l'autorité de Zimri-Lim, il domine à la fois des populations sédentaires et des populations nomades, or ces dernières franchissent souvent les limites frontalières. Une terminologie de l'époque, établie en fonction de la population, distingue le royaume de Zimri-Lim proprement dit, zone de peuplement sédentaire le long des rives du fleuve (namlakātum ; aussi le « pays » mātum), et les zones steppiques de parcours des nomades sujets de Zimri-Lim (nawūm),.
Mais, au-delà de cette dichotomie, il est également le détenteur de plusieurs autres types d'autorités qui varient en nature aussi bien qu'en intensité, et rencontrent beaucoup de limites. Selon le tableau dressé par J.-M. Durand : « Dans la région de Mari, on voit le bensim'alite Zimrî-Lîm (a) s'établir dans une ville du IIIe millénaire, qui n'était plus ce qu'elle fut jadis, en s'accommodant d'un palais dont il n'avait pas décidé de la disposition; (b) tolérer - dans un premier temps - des puissances au moins autonomes à quelques kilomètres de sa capitale à qui il concédera dans un deuxième temps un certain droit de tenure ; (c) régir de façon directe des territoires manifestement hors du royaume comme toute la vallée de l'Euphrate à l'aval d'Abu-Kémal jusqu'aux portes de Babylone ou à l'amont de Dêr ez-Zôr jusqu'à la passe de Halébiyé, comme le Habur de l'amont de Saggarâtum jusqu'aux environs de Hasséké ; (d) regrouper autour de lui une confédération brouillonne de princes de la Djéziré, eux-mêmes regroupés en plusieurs ligues (très mouvantes) ; (e) installer dans certains centres majeurs comme Tuttul un hazzannum (traduit burlesquement par « maire » aujourd'hui, mais qui, en fait, représentait une sorte de ministre plénipotentiaire dont la présence assurait la primauté de son maître au sein de la communauté soumise) ; (e) conclure des alliances de parenté avec des États plus importants qui se sentaient au moins ses égaux comme les royaumes de Razamâ ou de Kurdâ, peut-être d'Andarig dont le roi lui concédait le titre de « frère aîné » ; enfin, (f) acquérir à l'étranger d'importants territoires, peut-être à des fins d'approvisionnement en matières de première nécessité, opération à l'occasion de laquelle on se rend compte qu'il possédait déjà des terres loin de chez lui sur la région côtière du royaume d'Alep. Mais la véritable force de ce roi de Mari venait (g) de la fidélité que lui avaient jurée d'importantes ethnies bédouines, fer de lance de son armée et grâce auxquelles il pouvait intervenir sur tous les fronts du Proche-Orient. »

### Le «pays de Mari» et les provinces
Le territoire sur lequel s'exerce l'autorité directe de Zimri-Lim est désigné comme le « pays de Mari » (māt Mari) ou les « Bords-de-l'Euphrate » (Aḫ Purattim). En tout, il est estimé qu'il comprend entre 35 000 et 60 000 habitants (population sédentaire),.
Il est divisé en provinces, dont les chefs-lieux sont situés à Mari, Terqa, Saggaratum et Qattunan. Une autre province est constituée dans le courant du règne autour de Nahur, dans le Khabur, sans continuité territoriale avec les autres. Elles sont dirigées par des gouverneurs (šapitum), dont certains sont bien connus grâce aux lettres qu'ils ont adressé : Kibri-Dagan de Terqa, Bahdi-Lim de Mari et Yaqqim-Addu de Saggaratum. D'après ce qui ressort de leur correspondance avec le roi, les gouverneurs se chargent de la gestion du domaine royal, et de divers rapports avec la population de leur district, notamment de questions de sécurité et de police (ils avaient des garnisons provinciales dont des corps de « gendarmes » appelés bazahātum, « commandos d'intervention »), de justice et des efforts collectifs que sont la conscription et l'entretien des canaux. Ils sont assistés par deux auxiliaires, qui s'occupent exclusivement du domaine royal : le « père de la maison » (abu bītim), une sorte d'intendant, et un « arpenteur » (ša sikkatim) responsable des terres,.
Dans cette lettre Kibri-Dagan informe le roi que de l'or, autrefois pillé sur un roi ennemi vaincu et offert à un temple de son district, a été volé et qu'il a entrepris de le rechercher en promulguant un édit, puis dit être parvenu à le retrouver avec un coupable potentiel qu'il envoie au roi :

« Dis à mon Seigneur : ainsi parle Yaqqim-Addu, ton serviteur.

Naguère, j’ai promulgué un édit pour le district en ces termes : « De l’argent et de l’or, bien des dieux, a été volé. Qui que tu sois, chaque fois que vous verrez quelqu’un être porteur de quelque argent et or et (le) faire circuler, pour du grain ou un achat quelconque, saisissez-le et amenez-le moi ! »

Or on a aperçu un morceau d’or en possession de serviteurs de Pi-kama-El et on me les a amenés. Ils m’ont dit : « C’est Zakira-Hammu le voleur ; prends l’or, prends-le ! » 
Moi, je leur ai fait cette réponse : « Il n’y a pas d’or dans le district de Qaṭṭunan. (Or) dans ce district on a pillé les biens de Qarni-Lim. Cet or est (donc) celui de Qarni-Lim. »

Zakira-Hammu apprit que je leur avais fait cette réponse et il envoya chez moi Pi-kama-El, disant : « Cet or n’est pas à moi ! Voilà que je t’ai fait conduire Pi-kama-El, le propriétaire de l’or. »

À l’heure actuelle, voilà que j’ai mis sous scellés le morceau d’or et que je l’ai envoyé chez mon Seigneur. Je viens de faire conduire Pi-kama-El, propriétaire de l’or, chez mon Seigneur.
{Je m’occupe de ramener cet or.} »

Dans la lettre suivante le même relate ses efforts pour remettre en état un canal, malgré le peu d'hommes à sa disposition, et les critiques auxquelles il fait face :

« Dis à mon Seigneur : ainsi parle Kibri-Dagan, ton serviteur.

Depuis 5 jours, je me trouve avoir entrepris à Bit-Yaptaharna le travail qui concerne le canal Išim-Yahdun-Lim. Or ce travail que j’exécute n’est pas mince. C’en est même un de considérable ! Considérables sont (aussi) les plaintes à son propos. En effet les équipes de travailleurs sont en petit nombre ; ils n’ont pas les nerfs que réclame la tâche que j’ai entreprise. Le travail est considérable ; le terrain où j’agis pose des problèmes d’accès. Si les eaux sont interrompues, le pays de mon Seigneur aura faim ; or la troupe des travailleurs n’est pas considérable.

Autre chose : il ne faudrait pas que mon Seigneur se dise en lui-même : « Depuis le moment où je suis parti pour Mari, Kibri-Dagan s’est contenté de rester dans son district et il n’est pas allé à l’ouvrage. » Que mon Seigneur écrive afin que l’on enquête sur le travail que je me trouve assumer ! »

L'échelon local est confié au « maire » ou « scheikh » (sûgagum), assisté d'un lieutenant (laputtûm). Ils ne semblent pas impliqués dans la gestion du domaine royal, mais semblent plutôt être des chefs coutumiers jouant le rôle d'intermédiaires entre l'administration palatiale et les particuliers qui n'en dépendent pas, notamment l'organisation des recensements, et des mobilisations pour l'armée ou les corvées,. On trouve également au niveau local des conseils d'Anciens (šībūtum).
Ces fonctionnaires sont nommés par le roi, et ne doivent en principe leur autorité qu'au fait qu'elle est déléguée par le souverain. En pratique, il est probable que le roi les choisisse parmi les grandes familles ou tribus locales. Ils doivent verser un présent au roi en guise d'hommage, et en contrepartie ils se voient confier des domaines royaux afin d'en tirer des revenus, qui sont restitués à la couronne à leur mort.

### Les territoires périphériques
D'autres territoires dominés par Zimri-Lim ne sont pas constitués en province. C'est le cas de la ville de Tuttul et de sa région, en amont sur l'Euphrate, séparée du reste du royaume, dirigée par Yakbar-Lîm et une assemblée (taḫtamum) de notables locaux, placés sous le contrôle d'un représentant (ḫaṣṣanum) de Zimri-Lim, un certain Lanasum. La ville de Der sur le Balikh semble également avoir un statut spécifique, avec un représentant du roi de Mari. En aval sur l'Euphrate, le pays de Suhum est traditionnellement disputé entre Mari et Eshnunna, puis Babylone. C'est une zone d'implantation importante des Bensim'alites (voir plus bas). Un certain Meptûm y exerce un pouvoir important sous le règne de Zimri-Lim, mais son statut exact est mal compris. Il semble qu'on y trouve aussi des cités aux mains de rois vassaux de Mari.
Hit, ville frontalière entre les royaumes de Mari et de Babylone, constitue un autre cas particulier, puisqu'elle est disputée entre les deux, qui y ont chacun placé des fonctionnaires. La situation de cette ville empoisonne les relations entre les deux au moment où ils doivent nouer leur alliance contre l'Élam. Pour Hammurabi, ainsi que le rapportent les émissaires mariotes à Babylone, sa possession revêt une grande importance puisqu'elle dispose de sources de bitume qui sert à calfater les bateaux, or le transport fluvial est très important en Basse-Mésopotamie :

« (Hammurabi :) « ... la ville de Hit [...] et c’est au sujet de cette ville que les plus grandes difficultés ont [été faites.] Depuis quatre ans cette affaire n’est pas réglée entre Zimri-Lim et moi : il n’y a pas […] ; que l’affaire de la frontière (soit remise à) plus tard. Enlevez Hit de la tablette d’engagement sur la vie, que je puisse m’engager par serment, puis prenez la tête de(s) troupes et faites route. Lorsque le but sera atteint, qu’alors les rois nos frères siègent et nous rendent un jugement : je me soumettrai au jugement qu’ils prononceront. » Voilà ce qu’il m’a déclaré et je lui ai répondu ainsi : « Mon seigneur a réuni pour toi les secours du pays tout entier et mon seigneur a marché contre l’adversaire et l’ennemi qui te cernaient, pour l’abattre et pour arracher du pays d’Akkad la griffe de l’ennemi. Pour (tout) le bien (que t’a fait) mon seigneur, renonce à ces villes qui sont le lot de mon seigneur et, par les eaux courantes du fleuve, fais-lui une faveur et quand tout va pour le mieux, ne suscite pas un sujet de mécontentement que l’affaire ne tourne pas à l’a[ffrontement] ». Voilà ce que je [lui ai ré]pondu. (Il a dit) : « C’est ce qui me préoccupe que je vous dis ; s[i(?) ...]... pourquoi aurais-je désiré Hit ? La force de votre pays, (ce sont) les ânes et les chariots mais la force de ce pays ce sont les bateaux. C’est justement pour le bitume et la naphte que je désire vraiment cette ville ; pour quelle autre raison ai-je désiré cette ville de lui ? En échange de Hit, je prêterai l’oreille à tout ce que Zimri-Lim m’écrira ». Hammurabi a affirmé ses prétentions sur Hit en disant : « quand... […] à Hit [je] ne [renoncer]ai pas ». »

Zimri-Lim a procédé à diverses consultations oraculaires pour savoir s'il devait ou non laisser la ville à Hammurabi, mais il renonce à tout compromis. Il tient peut-être à sa possession pour des raisons religieuses, car c'est là que se déroulent les ordalies fluviales (voir plus bas), ce qui indique qu'elle a un statut religieux important. L'affaire est finalement laissée de côté afin de conclure l'alliance militaire devant l'urgence provoquée par l'offensive élamite :

« À notre seigneur dis ceci : ainsi (parlent) Abumekin et La’um, tes serviteurs.

Je suis arrivé à Babylone et j’ai exposé toute l’affaire devant Hammurabi.

Je l’ai entrepris au sujet de l’engagement sur la vie, mais au sujet de Hit il a fait complètement obstacle. Il a cherché à me faire quitter le sujet mais je n’y ai pas consenti, j’ai conduit l’affaire comme il convenait, j’ai pu faire face et j’ai fait jeu égal avec lui. (Le cas de) Hit reste à juger. »

La question n'est réglée que par la conquête de Mari par Babylone.

### Les groupes «bédouins»
Zimri-Lim est également le chef de groupes nomades, par le biais de son autorité sur des groupes de « Bédouins », hanû dans les textes, c'est-à-dire « ceux qui vivent sous la tente ». Il convient cependant de préciser qu'il ne faut pas confondre appartenance tribale et mode de vie nomade : en effet une partie de ces groupes vit de manière sédentaire dans des villages, alors que l'autre nomadise, se déplaçant avec ses troupeaux dans les espaces de steppe. Dans la documentation textuelle, apparaissent aussi bien des parcours de transhumance que des villages qui sont explicitement associés à un groupe tribal,.
L'autorité détenue par Zimri-Lim dans ce cadre est indiquée par le terme nawûm, « pâturages » ou « steppe » (et, par extension, ceux qui y nomadisent avec leurs troupeaux), position déjà détenue par Yahdun-Lim et héritée par son lignage. Il s'agit des membres de sa tribu, les Bensim'alites, les « Fils de la gauche » (c'est-à-dire le Sud). Elle est divisée en deux groupes, les Yabasa et les Ašuragayûm (auxquels appartient peut-être Zimri-Lim), eux-mêmes subdivisés en divers clans (gayûm) et sous-clans. Les Bensim'alites avaient été chassés du territoire mariote lors de la conquête de Samsi-Addu, puis ils reviennent en masse lors de la prise du pouvoir par Zimri-Lim. Les Ašuragayûm s'installent dans les principales villes, et surtout au pays de Suhum, en aval de Mari, tandis que les Yabasa se trouvent plutôt au nord, notamment autour de la ville de Der, leurs zones de parcours se trouvant entre le Balikh et le Tigre, et ils poussent parfois encore plus à l'est, causant des frictions avec les Turukkéens qui s'y trouvent. Pour ce qui concerne les institutions, les personnages les plus importants de ce système sont les chefs de pâture (merhûm), qui jouent un rôle important (Bannum, Ibal-pi-El), notamment en matière militaire. Le pouvoir de Zimri-Lim s'exerce sur eux y compris quand une partie de ces groupes nomadise hors du territoire de Mari à proprement parler,.
Les membres de l'autre grande tribu « bédouine » présents dans le royaume de Mari, les Benjaminites (les « Fils de la droite », donc du Nord), sont divisés en cinq clans. Une partie au moins avait également été chassée du territoire mariote par Samsi-Addu, avant de revenir s'y installer avec Zimri-Lim. Ils sont dirigés par leurs propres rois,, chacun associé à au moins un chef de pâture. Ils semblent surtout implantés dans la vallée du Balikh, mais ils disposent de territoires importants ailleurs, dont le port de Mari, Mislân, et son riche terroir. Ils entrent à plusieurs reprises en conflit avec le roi de Mari au début de son règne, de concert avec Eshnunna, et organisent des razzias, ce qui explique la vigilance des responsables mariotes :

« Dis à mon Seigneur : ainsi parle Yaqqim-Addu, ton serviteur.

J’avais envoyé deux hommes de Mishul à l’assemblée des Benjaminites afin de recueillir des informations à leur propos. C’était avant le moment que mon Seigneur remporte la victoire sur les troupes d’Eshnunna ; l’un des deux hommes que j’avais envoyés était revenu me dire ceci :
« Ils se préparent à aller aux Bords-de-l’Euphrate pour razzier, se disant : ”Tandis que le roi est dans son camp, allons razzier les Bords-de-l’Euphrate et donnons-lui du tracas !” Voilà ce que les Benjaminites avaient décidé ; après l’annonce que mon Seigneur avait remporté la victoire sur le prince d’Eshnunna, ils se dirent : ”Maintenant que le roi a remporté la victoire sur le prince d’Eshnunna, et qu’ils se relâchent, allons razzier et rendons service au prince d’Eshnunna !” Ils se préparaient à agir de la sorte, lorsqu’un homme se leva dans leur assemblée, qui leur dit : ”Toute la population ainsi que le grain des villages des Bensim’alites ça a été rassemblé dans les places fortes ; si vous faites une razzia, que prendrez-vous ? Si vous faites une razzia, vous (ne) prendrez (que) des moutons et des bœufs ; par contre, le roi Zimri-Lim viendra et ses soldats…” Voilà ce qu’il leur a dit.

Eux qui se préparaient à faire un raid se sont arrêtés et afin de s’informer sur le fond de l’affaire, ils ont envoyé des espions en disant : ”Pas question ! allez donc voir (d’abord) si toute la population, ainsi que le grain des villages, est (réellement) rassemblée dans les places fortes.” »

Le bruit m’étant parvenu qu’ils avaient envoyé des espions à eux, je fis aussitôt des signaux de feu et j’écrivis à Sammetar à Mari, afin que le pays soit mis en état d’alerte. Les espions, l’ayant vu, repartirent et leur firent le rapport suivant : « Les Bords-de-l’Euphrate sont en état d’alerte : toute la population, ainsi que le grain, ça se trouve rassemblé. » Comme ils leur avaient fait ce rapport, (les Benjaminites) ont entrepris de fortifier la ville d’Abattum.

Aussi, afin de pouvoir prendre une décision en ce qui les concerne, j’ai envoyé deux voyageurs (?) ; je les ai envoyés après les avoir fait embarquer. Dès que ces hommes me rejoindront, j’écrirai à mon Seigneur les nouvelles qu’ils me rapporteront. »

Ils sont soumis après leur défaite, et considérés comme locataires des terres concédées par le roi mariote sur son territoire, et contraints bon gré mal gré à une mobilisation dans son armée. Leurs raids constituent une menace, comme l'indique cette lettre :

### Les rois vassaux
Zimri-Lim est également un des principaux rois qui dominent le Proche-Orient amorrite, et à ce titre il dispose de vassaux qui reconnaissent sa suzeraineté : dans la terminologie de l'époque, il est leur « père », ce sont ses « fils ». Par le biais des liens de vassalité, il exerce également une autorité sur les vassaux de ses propres vassaux.
La correspondance entre Zimri-Lim et ses vassaux constituent la majeure partie de la correspondance diplomatique retrouvée dans le palais royal, car elles n'intéressaient pas les conquérants babyloniens qui l'ont donc laissé sur place. Elle concerne un cadre géographique limité, en Haute Djézireh, donc dans les territoires au nord des Bords-de-l'Euphrate. De nombreux conflits agitaient ces régions très morcelées politiquement. Lorsque Samsi-Addu les avait soumises, il avait chassé les rois qui y régnaient, et sa mort avait donné le signal du retour à leurs descendants, qui cherchaient prioritairement à reprendre la ville qu'un de leurs ancêtres dominait, mais en fait peu de dynasties semblent avoir tenu longtemps un royaume, ce qui explique qu'à défaut beaucoup jetaient leur dévolu sur une ville d'une certaine importance qu'ils pourraient prendre en profitant d'une des nombreuses opportunités de conflit qui ne manquaient pas de se présenter dans ce contexte agité. Bien des rois ne restaient en place que quelques années avant de connaître un sort funeste, notamment durant les périodes de troubles plus aigus (invasions d'Eshnunna et de l'Élam). La documentation concerne en particulier le triangle du Khabur, le pays alors appelé Ida-maraṣ qui est divisé entre une douzaine de cités (Ilan-ṣura, Ashnakkum, Ashlakka, Urkish, Kahat, etc.), ce qui en fait un « point chaud » à cette période. Une autre région bien documentée en raison des troubles qu'elle connaît, située plus à l'est, est le Shubartum, notamment le Sinjar et ses alentours, où les principales puissances (et les conflits qui les impliquent) se trouvent au piémont sud, Andarig, Karana, Kurda, Razama du sud, avec en sus une division des groupes entre deux tribus rivales, Yamutbal et Numha, et le voisinage d'Ishme-Dagan d'Ekallatum qui a également des vues sur la région. Les autres régions où Zimri-Lim étend son influence et qui sont documentées par les lettres sont le pays de Zalmaqum au nord-ouest (autour de Harran), et son voisin occidental le Yapturum dont la principale cité est Talhayum,.
Ainsi dans la lettre suivante les Anciens (institution importante dans les pays au nord de Mari) de la ville de Talhayum rapportent à Zimri-Lim les circonstances de l'assassinat de leur roi, et demandent au grand roi d'intervenir en tant que suzerain et protecteur, en invoquant les serments par les dieux qu'il a prêté en ce sens :

« Dis à notre Seigneur : ainsi parlent les Anciens de Talhayum.

Ta ville Talhayum  ! Ils ont fait une brèche dans la ville et, de nuit, la ville, alors qu’il y avait pacte de non-agression, une ville tienne, on s’est révolté contre elle, on(!) l’a prise et on a tué notre Seigneur !

Maintenant, il ne faut pas que notre Seigneur se taise ! Il doit faire entrer à l’intérieur de Talhayum 100 hommes d’élite, afin que la ville ne soit pas prise de peur et que, jusqu’à ce que notre Seigneur vienne dans le Haut-Pays, ils gardent la ville. La ville de Mari(!) est tienne ; cette ville-ci est ville tienne ! De même que tu as fait entrer une troupe à Nahur, maintenant, fais(-en) rentrer (une) à l’intérieur de Talhayum. (...)

Autre chose : ils sont entrés par le moyen d’une brèche et ils se sont emparés du palais. Afin de leur faire évacuer le palais, au lever du soleil, les hommes des collines se sont levés et nous avons fait chevaucher notre Seigneur sur une troupe de 500 hommes. Maintenant, notre Seigneur est certainement content !
Autre chose : lors du serment par le dieu du pays, (celui du) Zalmaqum et (celui de) l’Ida-Maraṣ, notre Seigneur a tenu ces propos : « C’est ma ville ! La ville qui entreprendra des hostilités (à son encontre), (sera) mon ennemie ! » Maintenant, notre Seigneur doit envoyer le message suivant aux gens de Luhaya : « Vous saviez bien que Talhayum est ma ville ! Pourquoi donc alors qu’il y avait pacte de non-agression, vous êtes-vous révoltés ? »

Notre Seigneur ne doit pas se taire concernant cette affaire ! »

Zimri-Lim tente de consolider son emprise sur ces régions par l'implantation de garnisons, et de représentants permanents, ou en mission. Il conclut également des accords diplomatiques et alliances matrimoniales avec plusieurs de ses vassaux (voir plus bas). Le lien entre Zimri-Lim et ses vassaux se manifeste aussi par leurs visites à Mari, notamment au début de leur règne : ils viennent pour faire reconnaître leur légitimité par le grand roi local, afin de consolider leur position face aux autres petits rois voisins. Ces voyages sont aussi motivés par la volonté de venir rendre hommage au grand dieu Dagan à Terqa. Le roi de Mari peut également les sommer à paraître à la cour. Les vassaux doivent en particulier venir assister à la grande fête de la déesse Eshtar de Der.
Néanmoins le roi de Mari est loin d'avoir la partie facile. Au début de son règne, quand son pouvoir est encore récent, il est plus un primus inter pares qu'un suzerain à proprement parler. Par la suite, au sortir de ses premiers succès militaires, sa position dominante plus nette, il intronise régulièrement des rois, et dans le pays d'Ida-maraṣ, il fait d'un roi local, Haya-sumu d'Ilan-sura, son relais, créant un système hiérarchique à trois niveaux, de courte durée. Cela ne suffit pas à stabiliser la région qui est marqué par des nombreux conflits entre la myriade de roitelets qui se la partagent, réveillés par les conflits de plus grande ampleur contre Eshnunna puis contre l'Elam, qui créent des secousses généralisées. Certains des « petits rois » de la Djézireh n'hésitent pas à défier son autorité si elle va à l'encontre de leurs intérêts, quitte à chercher l'appui d'un autre grand roi. Cela explique pourquoi il doit régulièrement prendre la route du nord durant son règne pour réaffirmer militairement son pouvoir.
L'instabilité et l'atmosphère de suspicion envers les vassaux ressort par exemple de cette lettre d'Aqba-Hammu de Karana, dans la région troublée du Sud-Sinjar où Ishme-Dagan d'Ekallatum est actif, le poussant à proclamer avec beaucoup d'emphase sa loyauté envers Zimri-Lim :

« Lorsqu’Ishme-Dagan n’avait de cesse d’envahir le cœur du pays, il y eut quelqu’un dont le grenier avait été pillé, un autre dont le bien avait été pillé, un troisième dont (la réserve) d’huile précieuse avait été touchée. Dans sa colère, la population avait l’habitude de tenir des propos désobligeants comme bon lui semblait. Si la population prend l’habitude de tenir des propos désobligeants à sa guise, nous, allons-nous marcher sur l’ordre de la population ? Ne fermerons-nous pas (plutôt) la bouche de la population comme un sac de cuir ?

La tablette que mon seigneur m’a fait porter, c’est mon arrêt de mort que mon seigneur m’a écrit ! À l’exception de mon seigneur Zi[mri-Lim], je n’ai pas d’autre seigneur ! Si jamais mon seigneur l’ordon[nait], je déplacerais ma maison et partirais chez mon seigneur.

(...)

Et puisque le pays a ce désir, je veux faire un co[up] à l’encontre d’Ekallatum ! Que mon seigneur fasse rapidement tout (le nécessaire) pour détruire Ekallatum. Que l’affaire soit réglée dans les pays ! À présent, en ce qui me concerne, si jamais [on peut] appor[ter] une quelconque preuve contre moi à mon seigneur, qu’on me scie par le milieu avec une scie ! Où (et) de qui est-ce que mon seigneur pourra me réclamer ? Auparavant, lorsqu’on m’avait diffamé devant mon seigneur, est-ce que mon seigneur ne les a pas vus par la suite ? À présent, un jour il finira par voir mes calomniateur(s) et diffamateur(s). (Et) ce jour-là, qui pourra être mon adversaire devant mon seigneur ? Je suis un [véritable] serviteur de mon seigneur. Puissé-je ne pas perdre l’estime de mon seigneur ! »

### Des domaines hors du royaume

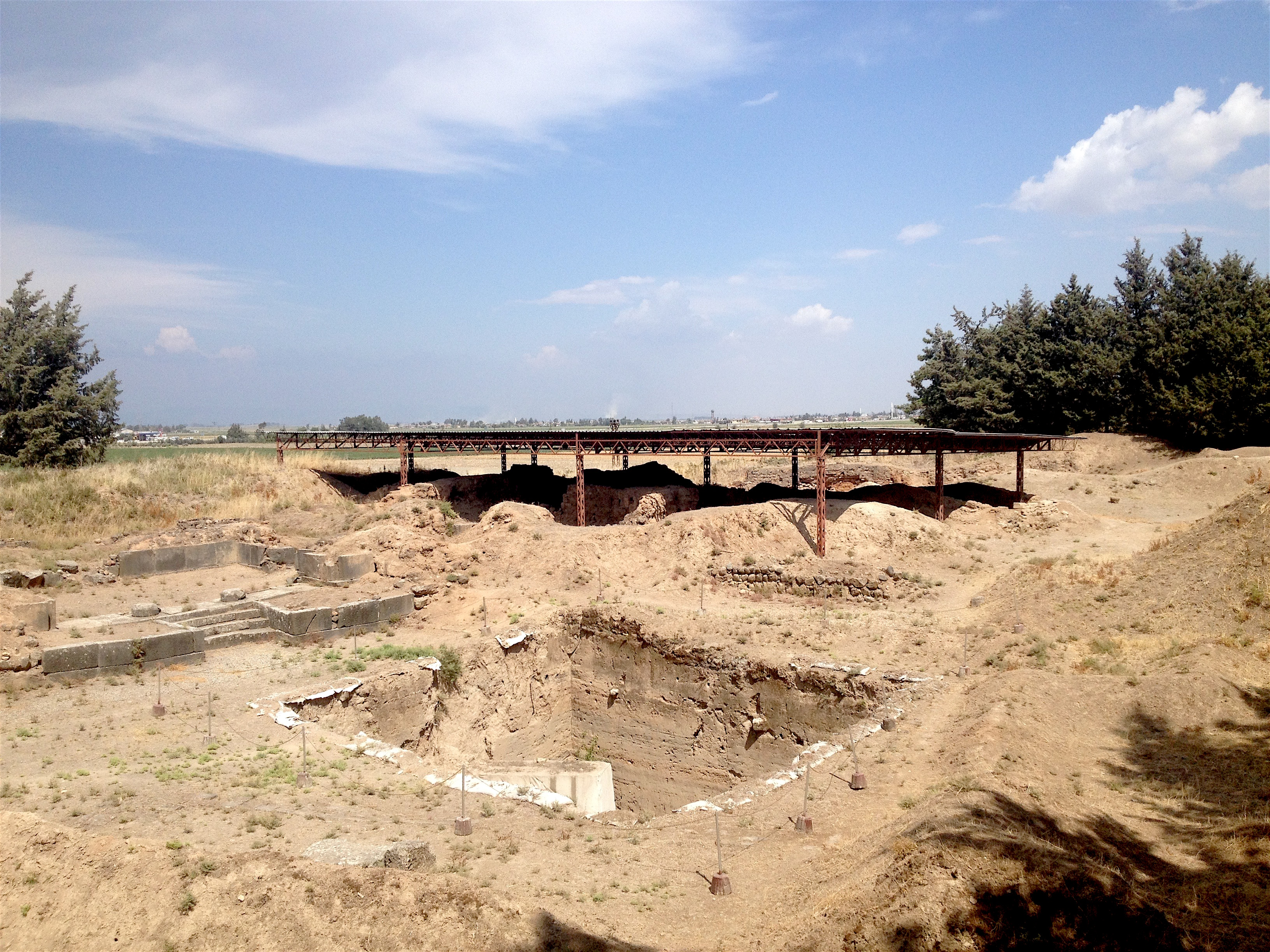
Le site archéologique de Tell Açana (Turquie), l'antique Alahtum/Alalah.

La documentation de Mari fournit également un cas atypique dans l'autorité d'un roi de la Syrie antique : la possession par Zimri-Lim de domaines situés en dehors de son royaume, à savoir dans la mouvance du royaume d'Alep/Yamhad. Cela est peut-être la conséquence de ses années d'exil dans ces régions, où il a constitué un premier domaine à titre privé, dans le lieu appelé Narrazik, dont il aurait gardé la propriété après sa prise de pouvoir à Mari. Il possède également la ville de Tawarambi. Mais le seul exemple bien documenté est celui d'Alahtum (connue par la suite sous le nom d'Alalah, site actuel Tell Açana), dans la vallée de l'Oronte. Zimri-Lim en fait l'acquisition durant la onzième année de son règne, avec ses dépendants, avec l'accord du roi local. L'intérêt d'une telle possession pour Zimri-Lim est au moins économique : ce domaine, potentiellement riche mais apparemment en ruines au moment de l'acquisition, peut lui fournir diverses productions, notamment celles issues de cultures méditerranéennes, l'olivier et la vigne, qui ne poussent pas ou pas bien à Mari et ont une grande valeur à cette époque. Ce domaine est surtout documenté parce qu'il provoque un litige avec la reine-mère du Yamhad, Gashera, qui y avait des possessions et qui se déclare lésée, impliquant le roi Hammurabi d'Alep, nouvellement intronisé, dans l'affaire. Une longue lettre de Nur-Sin, serviteur de Zimri-Lim présent à Alep, évoque le litige :

« Dis à mon Seigneur : ainsi (parle) Nur-Sin, ton serviteur.

Hammu-rabi avait donné à mon Seigneur la ville d’Alahtum. Lorsqu’il avait donné cette ville à mon Seigneur, Yasmah-Addu, serviteur de Hammu-rabi qui a plusieurs fois servi de messager vers mon Seigneur, mon seigneur Hammu-rabi l’a envoyé avec le chef de musique à Alahtum. Il a rassemblé les natifs d’Alahtum et Yasmah-Addu a répété les instructions de son seigneur. Voici ce qu’il leur a dit :
« Mon seigneur Hammu-rabi a donné à mon Seigneur Zimri-Lim la ville d’Alahtum, ses champs, ses vignobles, l’oliveraie, depuis les limites (municipales) d’Alahtum. D’Alahtum sortiront hauts dignitaires, habitants, supplétifs et quoi que ce soit qui détienne un champ à Alahtum et le mette en culture. Quant à vous, envoyez à(!) vos frères qui s’en sont allés vers une autre ville ! Ramenez à Alahtum vos frères qui se sont expatriés ! »

Voilà ce que Yasmah-Addu a dit aux natifs de la ville en présence du chef de musique. Dix jours, le chef de musique et Yasmah-Addu ont séjourné à Alahtum. Ils ont fait l’arpentage des champs ; ils ont reconnu la limite du terroir ; ils ont compté (les pieds d’)oliviers ; ils ont décrit le vignoble ; en outre ils ont passé en revue (chaque) patrimoine.

Lorsque Yasmah-Addu, par l’intermédiaire du chef de musique, eut passé en revue ville, patrimoines, champs à grain, champs à vigne et olivette, qu’il eut dit en outre : « De ce jour, nul ne s’approchera du terroir d’Alahtum », à ce moment-là, Gašera n’a pas écrit au chef de musique à propos des champs de ses serfs, de son vignoble à elle ou de son miel à elle. (...)

Une fois que le chef de musique s’en fut allé, Gašera s’est plaint de moi à propos du champ que j’avais couvert de semence. Gašera est entrée chez le roi et le roi a « laissé aller » pour elle son champ. Dès lors, on lui a (re)donné le champ que j’avais ensemencé. Depuis qu’on a (re)pris le champ, on m’a en outre accusé en ces termes : « Tu as rassemblé les natifs de la ville et tu as dit ceci : ”Mon Seigneur a pesé l’argent et a acheté la ville d’Alahtum !” Voilà ce que tu as dit aux citoyens de la ville. »

On m’a tenu ce discours-là et j’ai répandu de la poussière sur ma tête, disant : « Que les citoyens de la ville à qui j’a(ura)i(s) tenu ce discours, m’(en) convainquent par devant Addu et que mon seigneur Hammu-rabi, sans (même) l’aveu de mon Seigneur, m’en confisque le double ! Que quelqu’un d’autre inspecte ce que je détiens. Prenez donc (ces) champs ! Pourquoi me dénigrez-vous ? » Voilà le discours que j’ai tenu au roi.
Ils ont laissé passer une journée et le lendemain, Ṭab-balaṭi s’est approché. J’ai dit : « C’est une grande affaire qui m’est arrivée ! Il faut qu’on m’en convainque ! » Il m’a répondu : « Le roi n’a fait que rire ! Pourquoi as-tu pris cette affaire au sérieux ? Il est vraisemblable qu’on va donner la moitié de la ville à mon seigneur (Zimri-Lim). Écris-(le) à ton Seigneur ! »

Voilà le discours que m’a tenu Ṭab-balaṭi. Derechef, le surlendemain, je me suis mis en quête de témoins pour l’affaire et les amène à Ṭab-balaṭi. Il en revint à son discours et me parla de même. Je me suis mis en quête de témoins pour l’affaire.

Que mon Seigneur se motive et fasse en sorte que tout le monde soit éloigné du sein de cette ville. En ce jour, la ville que mon Seigneur a achetée, on me la conteste. »

L'affaire est finalement réglée, Zimri-Lim conserve le domaine, mais il ne parvient pas à le faire exempter de ses obligations fiscales et militaires envers le souverain du Yamhad. Il a donc un statut de propriétaire privé « normal » dans ce royaume et le roi d'Alep préserve son pouvoir de mobilisation sur les terres et les hommes d'Alahtum.

### Les modalités de contrôle et leurs limites
Pour exercer ces différentes formes d'autorité, Zimri-Lim s'appuie en premier lieu sur la circulation des informations : il attend de ses divers subordonnés qu'ils le tiennent au courant de ce qui se produit dans ses multiples domaines d'intérêt. Leurs lettres documentent donc cette remontée de l'information. Les textes parlent notamment de « rapport complet » (ṭêmum gamrum), quand la fiabilité de l'information a été contrôlée. D'autres fois ce sont des informations moins complètes, voire des rumeurs, qui sont rapportées,.

« Dis à mon Seigneur : ainsi parle Yasim-El, ton serviteur.

Tarhiya a exposé ses griefs devant moi en ces termes : « Moi, est-ce de mon plein gré que je suis retenu à Andarig ? N’est-ce pas mon Seigneur qui m’a offert à Atamrum (roi d'Andarig) ? Or, lorsque mon Seigneur m’a donné à Atamrum, j’ai parlé ainsi à mon Seigneur : « Mon Seigneur doit installer un hazzannum (représentant du roi de Mari) » ; et mon Seigneur m’a répondu : « Quelle sorte de hazzannum ai-je à installer ? C’est toi qui es le hazzannum ». 
Maintenant, autour de moi, j’entends dire que Yamama, c’est à un autre qu’on va la donner. Quelle faute ai-je donc commise contre mon Seigneur pour que la servante que mon Seigneur m’avait donnée, ce soit à un autre que mon Seigneur s’apprête à la donner ? »

Voilà les griefs que cet homme a exposés devant moi. Maintenant, j’ai peur que tôt ou tard cet homme ne déclare : « J’ai exposé mes griefs devant Yasim-El, mais l’affaire dont je lui avais parlé, il ne l’a pas transmise à son Seigneur ».

Maintenant que j’ai écrit à mon Seigneur l’affaire des griefs de cet homme qu’il a exposés devant moi, que mon Seigneur agisse selon sa royauté et sa grandeur. »

Les lettres s'achèvent souvent de la sorte : « Moi, j'ai écrit à mon seigneur en fonction de mon état de serviteur. Que mon seigneur agisse en fonction de son état de roi ». Il est donc attendu qu'une fois informé le roi délibère, après avoir réfléchi (šītulum), en sa qualité de souverain. Il est assisté dans la prise de décision, notamment par son « Conseil », auquel il admettait qui il voulait selon son bon vouloir, servant à discuter des décisions les plus importantes, et à recevoir les résultats des consultations oraculaires. Cet organe était appelé pirištum, « secret », ce qui indique que les informations qui y sont données et les décisions qui y sont prises ne doivent pas s'éventer. Mais cela arrivait, comme l'illustre la missive suivante, entre deux grands serviteurs du roi, qui montre que Zimri-Lim s'était emporté en raison de telles « fuites » :

« Dis à Šu-nuhra-Halu : ainsi parle Ibal-pi-El, ton ami.

Toi, tu sais bien qu’à deux reprises notre Seigneur nous a fait des reproches, au cours d’un conseil où nous étions, disant : « Pourquoi donc s’ébruite un propos confidentiel que je vous tiens ? » Voilà les reproches que nous a faits notre Seigneur. Aujourd’hui, ces paroles me font peur. Je ne porte à la connaissance d’aucun de ses serviteurs les tablettes de mon Seigneur qui m’arrivent.

Or, naguère déjà, j’ai envoyé un message à ce sujet, à mon Seigneur, lui disant : « Il faudrait que mon Seigneur me fasse recopier sur une tablette (les noms de) tous les individus à la connaissance de qui porter les tablettes de mon Seigneur et qu’il me la fasse tenir afin que je puisse exécuter les messages de mon Seigneur. »

Voilà le message que j’avais envoyé à mon Seigneur. Or il ne m’y a nullement répondu. Aujourd’hui, il ne faudrait pas que, si je porte à la connaissance de quelqu’un une tablette de mon Seigneur et que les propos (en) soient divulgués, je ne m’en trouve mal ! Ou bien, qu’à ne pas (les) porter à la connaissance des serviteurs de mon Seigneur, il n’en survienne un problème et que mon Seigneur ne me dise : « Pourquoi donc n’as-tu pas informé mes serviteurs et ne vous êtes-vous pas entretenus de l’affaire que je t’ai écrite ? »

Je redoute pour moi les deux possibilités. À l’heure actuelle, si tu es vraiment mon ami, attire l’attention du roi (sur mes propos) ; fais-moi recopier sur un document (les noms de) tous les individus que je dois mettre au courant des tablettes de mon Seigneur et fais-la-moi porter.

Puissé-je constater en l’occurrence ta confraternité et ton amitié ! »

Cela explique les précautions prises pour la lecture des lettres royales : les porteurs de messages n'ont en général pas accès au roi (sauf dans le cas de la correspondance diplomatique), le secrétaire du roi Shu-nuhra-Halu se charge de les réceptionner et de les lire au roi (on ne sait pas si Zimri-Lim savait lire ou non), puis de les archiver. Cette position-clé dans la transmission de l'information lui confère un rôle très important, et fait aussi peser des suspicions sur lui puis qu'il lui arrive d'être accusé d'occulter des informations au monarque. Il était du reste courant qu'une lettre à l'attention du secrétaire double celle adressée au roi, de façon à résumer son contenu pour qu'il sache sur quel point attirer l'attention du roi.
Une fois que le roi a tranché, il donne des instructions plus ou moins détaillées, parfois sous forme solennelle, des sortes de décrets ou édits (šipṭum). Ces décisions sont souvent contraignantes, et vont jusqu'à de véritables sommations accompagnées de menaces quand un premier ordre n'a pas été respecté. Ces décrets peuvent aussi être des engagements qu'il prend envers certains de ces sujets,. Ils sont parfois cités dans des lettres, comme celui-ci :

« Lorsque mon Seigneur s’est mis en route, voici l’édit qu’il délivra aux particuliers : « L’expédition que je dois faire ne va pas durer longtemps. Celle que vous ferez sera une opération de renfort, représentant dix jours dans le mois. Jusqu’à votre retour, ni administrateur ni huissier ne pratiqueront d’assignations à l’encontre de vos maisonnées. » Voilà l’édit que mon Seigneur avait rendu. »

Il est courant qu'il y ait des oppositions ou du moins des résistances à des ordres royaux. D'ailleurs les subordonnés du roi ne lui cachent pas forcément, puisqu'ils l'informent parfois qu'une de ses décisions risquerait de ne pas être bien reçue, notamment quand il s'agit de réquisition de ressources, de corvées ou de mobilisations militaires.
Les mobilisations de travailleurs et soldats posent en particulier des difficultés en pays Benjaminite, traditionnellement résistant à l'autorité de Zimri-Lim, qui ne fournissent souvent que la moitié de ce qui leur est demandé :

« Dis à mon Seigneur : ainsi parle Kibri-Dagan, ton serviteur.

J’ai rassemblé la troupe des travailleurs du district et les habitants de Terqa pour travailler sur le canal de Mari. Sur la troupe des différentes villes benjaminites, la moitié n’en est pas venue : la ville à qui on avait fixé environ 50 travailleurs n’en a donné que 25 et celle à qui on en avait fixé 30 n’en a donné que 15.

Alors, j’ai crié au scandale et fait mon rapport à mon Seigneur. Il faut qu’il se fâche et que l’on écrive aux scheichs pour qu’ils rassemblent leurs troupes. »

Les relations intertribales complexes, les stratégies d'évitement de certains groupes (qui impliquent également la fuite individuelle) semblent expliquer des attitudes prudentes vis-à-vis de certains district, comme celui de Terqa, peuplé par de nombreux Benjaminites, où la mobilisation paraît moins exigeante qu'ailleurs.
Assurément, quand on sort du territoire du royaume mariote à proprement parler, l'autorité de Zimri-Lim s'amoindrit. Tuttul est un premier cas particulier, puisqu'étant donné qu'elle est placée sous administration indirecte, elle a une marge d'autonomie assez large, qui lui permet parfois de refuser purement et simplement un ordre de Zimri-Lim. Pour traiter avec les rois vassaux, Zimri-Lim doit également user de la discussion, et ceux-ci ont d'autres relations à gérer dans leur environnement immédiat, ce qui est susceptible de faire passer le roi de Mari au second plan.
Zimri-Lim recours au serment afin de raffermir son autorité politique, sur ses serviteurs, ses vassaux et plus généralement ses sujets,. Cela est surtout documenté pour les serviteurs palatins et dans lors des accords diplomatiques, mais cela peut concerner des pans plus importants de la population du royaume. Des listes enregistrent les personnes qui prêtent serment, et des textes de protocoles de serment sont connus pour certains serviteurs du roi (notamment les devins, la population du palais, un gouverneur). Deux grands moments de prestations de serments ont été identifiés, consécutifs à des crises politiques : dans sa deuxième année de règne, durant le mois de Hubur (vi) pour des membres de l'administration ; durant sa dixième année de règne, apparemment pour l'ensemble de la population des districts centraux du royaume. La personne jure au nom d'une divinité, devant ses symboles lors d'une cérémonie solennelle, avec la crainte d'une punition divine en cas de rupture du serment, ce qui n'empêche pas de constater de nombreux parjures. Ces serments portent avant tout sur une fidélité personnelle au roi, avec là encore une insistance sur le devoir d'information et de délation de la part des serviteurs, avec pour revers le secret sur les sujets sensibles.
D'une manière générale la période du règne de Zimri-Lim porte le poids des troubles passés : les changements dynastiques à Mari, les rivalités, vendettas et guerres tribales, les conflits endémiques à l'échelle locale sur lesquels se surimposent des guerres entre grandes puissances, les migrations de masse, en plus de disettes et d'épidémies, tout cela a entraîné une grande instabilité. Le pouvoir semble avoir cherché à y répondre par une forme de raidissement autoritaire, visant à une remise en ordre du royaume et des régions situées dans sa mouvance, quitte à employer des méthodes brutales et expéditives.

## Le roi et la justice

### L'déal du roi juste
Dans l'idéologie traditionnelle syro-mésopotamienne antique, le roi est le garant de la justice, et plus largement du maintien de l'ordre et de l'équité dans son royaume. Elle surtout attestée à cette période par le Code de Hammurabi, qui n'a pas d'équivalent connu à Mari, mais les prophéties rapportées dans les textes de ce royaume rappellent au roi qu'il est tenu de s'y conformer, notamment une lettre déjà citée dans laquelle sont rapportés les propos suivants du dieu Addu d'Alep : « Lorsque quelqu’un qui aura un procès en appellera à toi en te disant : ”On m’a fait du tort”, tiens-toi debout et rends-lui jugement ; réponds-lui droitement. Voilà ce que je désire de toi. » Cela ne veut pas dire qu'il est à proprement parler un juge, puisqu'il n'intervient directement que dans un nombre limité de situations, à savoir les affaires où il faut prononcer la peine de mort, et quand la situation économique est tellement dégradée que la stabilité du royaume est en péril et que le roi se doit de procéder à un « redressement » (mīšarum) pour rétablir l'équité.
Pour ce second cas, le roi proclame des mesures de « retour au statut antérieur » (andurārum) : une personne tombée en esclavage pour dettes reprend son statut d'origine, d'homme libre, les dettes non remboursées sont annulées, les biens cédés pour régler des dettes sont restitués à leur propriétaire d'origine. Zimri-Lim n'a apparemment pas eu à prononcer de telle mesure pour faire face à des difficultés économiques, en revanche il l'a fait après son avènement, suivant une pratique répandue à cette période. Cette action fut jugée suffisamment importante pour qu'elle soit digne de donner son nom à l'année suivante (ZL 2) : « année où Zimri-Lim “redressa” les Bords-de-l'Euphrate ».

### L'exercice de la justice royale
En pratique l'exercice de la justice est laissé aux autorités locales, notamment aux gouverneurs (il n'y a apparemment pas de juges professionnels comme il s'en trouve en Babylonie), mais beaucoup d'affaires semblent se régler selon la coutume. De plus les textes évoquent des pratiques de droit du sang et de la vengeance privée (loi du talion) visant à restaurer l'honneur d'un groupe lésé (niqmum), qui sont courantes à cette période dans les régions du Khabur et du Sinjar (Ida-maraṣ et Shubartum), souvent avec l'aval des autorités, même si ces vendettas rentrent en conflit avec la volonté d'affirmation de la puissance royale. En effet en principe seul le roi a le droit de vie et de mort sur ses sujets, et c'est pour cette raison qu'il ne rend lui-même la justice que dans les affaires pour lesquelles il faut prononcer la peine capitale. Une lettre montre ainsi que le roi est sollicité pour donner son aval à l'exécution d'un esclave fugitif, que son maître souhaitait exécuter lui-même et exposer en public :

« Dis à mon seigneur: ainsi (parle) Ibal-pi-El, ton serviteur.

Un serviteur de Hardûm le Bédouin accompagnait deux servantes, des “amies” à lui (Hardum) et il s'est enfui au Šubartum. Il (Hardum) l'a rejoint et l'a saisi dans le Šubartum. Dans sa colère, il a crevé les yeux de son serviteur. Il est venu me trouver et il m'a parlé ainsi: « Je veux tuer cet homme, qu'il soit placé sur un pal et que (chacun) par la suite apprenne par son exemple ». Voilà ce qu'il m'a dit et moi, je lui ai répondu ceci: « Sans (l'avis de) mon seigneur (le roi), tu ne peux rien faire. Je vais écrire à mon seigneur et je ferai tout ce que mon seigneur dira ». Voilà ce que je lui ai répondu. Que mon seigneur m'écrive ce qu'il doit en être. »

Mais dans une lettre, le représentant de Zimri-Lim à Mari, Lanasum, rapporte au roi qu'il a intercepté une bande de pillards de la tribu des Yahuréens, avec un
groupe de 30 hommes que lui a donnés l'assemblée locale. Au lieu de conduire les voleurs au roi, il les fait étrangler sur place et dédommage les marchands qu'ils ont pillés. Il s'agit donc d'un cas d'exécution sommaire, devant un flagrant délit, avec un aspect manifestement exemplaire dans une zone où ce type d'incident doit être monnaie courante.
Un autre exemple d'exercice de la justice royale, avec une coloration extrêmement cynique bien éloignée du principe d'équité, se retrouve dans deux lettres du gouverneur de Saggaratum qui permettent de suivre le déroulement d'une affaire glaçante, sans toutefois avoir son dénouement. Deux marchands de vin ou d'huile venus du pays de Zalmaqum, des Benjaminites, ont porté plainte pour un vol subi sur le territoire de la province, et donné le nom des coupables afin que justice soit faite. Or ces derniers sont des Bensim'alites qui ont des liens tribaux avec le pouvoir, qui dans ce genre de cas (non isolé dans la documentation) est partagé entre la solidarité à laquelle il est tenue envers les membres de sa tribu et la nécessité de maintien de l'ordre face aux attaques contre les gens en déplacement, très courantes dans son royaume et souvent commises par des gens de sa propre tribu. Contrairement au cas précédent, le roi et le gouverneur n'ont aucune envie de rendre justice aux marchands qui se sont fait dérober, au nom de la raison d’État, manifestement de peur de raviver les tensions ethniques et parce que des émissaires du Zalmaqum se trouvent alors à la capitale, ce qui rend l'affaire encore plus sensible. Ils sont même prêts à s'assurer à tout prix qu'ils n'iront pas raconter leur histoire, :

« Dis à mon Seigneur : ainsi parle Yaqqim-Addu, ton serviteur.

2 gens du Zalmaqum, de Nihriya, qui allaient vendre des jarres à eux à Saggaratum, se sont fait dérober. On me les a amenés, disant : « 4 bédouins, Hala-kumu, Hara… et Yaṣrahum, les avaient dérobés : ayant mis pour (les marchands) sur leurs nuques le système pour porter leurs jarres, ils étaient arrivés à Dunnum. Ils en sont (re)partis et ont fait entrer les (jarres) à Bit Akkakka. Les Zalmaquéens qui avaient été dérobés ont défait le système de portage de leurs jarres et ils ont crié à l’injustice. » Abi-napsi, les ayant pris en charge, me les a conduits ici. On les a fait entrer en ma présence. Or ils n’avaient pas obtenu ce qui leur avait été dérobé.

Aujourd’hui, vu que ces individus sont en résidence à Saggaratum, je me suis dit : « Il ne faudrait pas qu’ils instruisent (de leur infortune) chaque concitoyen à eux qui arrivera ici, et ne les troublent. » Vu qu’il y a des messagers du Zalmaqum à Mari, je n’ai pas fait aller ces gens chez mon Seigneur, mais à l’ergastule de la Forteresse de Yahdun-Lim.

Mon Seigneur doit m’écrire ce qu’il en est de ces gens. »

« Dis à mon Seigneur : ainsi parle Yaqqim-Addu, ton serviteur.

Relativement aux 2 Zalmaquéens, il y a eu une lettre de mon Seigneur, disant : « Il ne faudrait pas que leur affaire s’ébruite et que les gens du Zalmaqum prennent en otages 2 Bédouins. Ces individus, il faut qu’on les vende chez les Sutéens, loin, soit les Yahmamu, soit les Almutu, ou même à Yab (le désert au sud de l'Euphrate), là où on n’en entende plus parler, sans qu’ils puissent rejoindre leur pays. »

Voilà ce que mon Seigneur m’a écrit. Selon ce que mon Seigneur m’a écrit…

(Lacune.)

Il s’est écrié : « Quel scandale ! Leurs voleurs se sont enfuis ; qui vendra ces gens aux Sutéens ? Est-ce moi-même qui devrais le faire ? Il ne convient pas de vendre ces gens aux Sutéens. Outre les Sutéens, … »

(Texte lacunaire.)

Son affaire s’ébruitera. Voilà donc qu’il ne faut pas vendre ces gens. Il faut (plutôt) leur crever les yeux pour qu’ils fassent la moûture dans l’ergastule ou leur couper la langue à tous les deux, afin que leur affaire ne puisse s’ébruiter.

J’ai écrit à mon Seigneur en fonction de mon devoir de serviteur. Il faudrait que mon Seigneur m’écrive ce qu’il doit en être. »

Se retrouvent donc réunis là différents éléments déstabilisateurs que semble redouter le pouvoir de Mari à cette époque (tensions intertribales, risques de règlements de comptes privés). Il choisit de les régler de façon autoritaire et secrète afin de ne pas entraver sa recherche de mise en ordre du royaume.

### L'ordalie

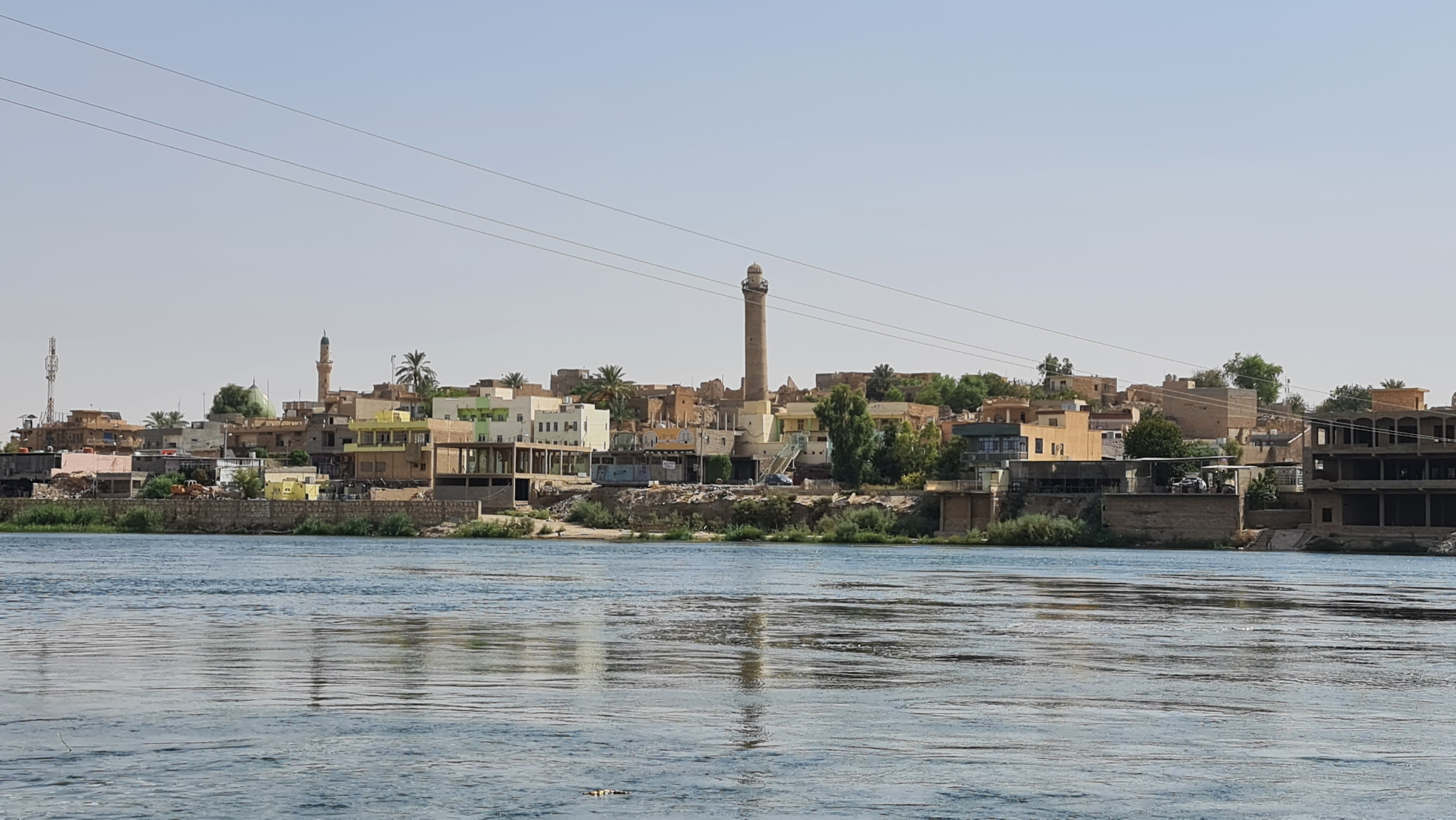
L'Euphrate à Hit de nos jours.

Zimri-Lim peut également être saisi de litiges qui doivent être tranchés par l'ordalie,. La ville de Hit, située sur l'Euphrate, qu'il domine conjointement avec Hammurabi de Babylone, est en effet un grand lieu de culte du dieu-fleuve, à qui on recourt quand les humains n'ont pas été en mesure de désigner un coupable faute de preuves. Le dieu, qui connaît la vérité inaccessible aux mortels, est donc amené à rendre justice lors d'une ordalie : des personnes représentant un camp doivent passer une épreuve, qui implique de plonger dans l'eau et peut entraîner des noyades, ceux qui la réussissent étant considérés comme ceux à qui le dieu donne raison. Plusieurs lettres documentent des cas d'ordalie, dont Zimri-Lim se tient informé. Cette procédure exceptionnelle, qui mêle l'exercice de la justice et la divination, n'intervient que dans des cas graves, comme des adultères, des accusations de trahison ou de sorcellerie, des litiges sur des territoires. Une tablette indique que Zimri-Lim a ordonné à deux rois de trancher un litige territorial par le recours à l'ordalie, et dans une autre, où l'épreuve a eu lieu et une des parties se désiste après la noyade d'une des participantes, et Zimri-Lim reçoit un rapport accompagné des gens qui se sont désistés afin qu'il les interroge. Hit est un site d'ordalie de stature « internationale », puisqu'une lettre indique que le roi de Karkemish, dans la partie nord du Moyen-Euphrate, envoie des hommes à Zimri-Lim afin qu'ils se soumettent au jugement divin. La suite de la lettre montre que le roi se chargera ensuite de faire justice selon le verdict rendu par le dieu-fleuve :

« Dis à Zimri-Lim : ainsi (parle) Yatar-Ami, ton fils.

Or donc, ces deux hommes que j’ai envoyés avec Napsuna-Addu, on les a mentionnés en ces termes à propos de cette affaire de la ville d’Irrid dont on a entendu (parler) : « Ils se sont entretenus avec Mebisa, le serviteur de Bûnuma-Addu ; ils étaient au courant de l’affaire. » Or voici que je viens de les faire conduire à Hît, et on garde ici en prison leur accusateur. Ces hommes, qu’un de tes serviteurs de confiance les conduise à Hît avec Napsuna-Addu. Si ces hommes sont saufs, je ferai brûler par le feu leur accusateur. Si les hommes meurent, ici, je donnerai leurs maisons (et) leurs gens à leur accusateur. Il faut que mon père me rapporte leur affaire. »

## Armée et guerres

### Le roi de guerre
Le roi de la tradition syro-mésopotamienne est un chef de guerre, et cela ressort de tous les types de documents informant sur l'idéologie royale de l'époque : les noms d'années (par exemple la troisième, « Année où Zimri-Lim a remporté la victoire sur les Benjaminites ») et inscriptions commémoratives évoquent ses victoires militaires, ses représentations le figurent souvent comme un roi guerrier abattant ses ennemis avec l'appui des dieux, et l’Épopée de Zimri-Lim donne une dimension épique à ses triomphes. Dans l'idéologie de l'époque, l'appui des dieux était nécessaire à la victoire, et Zimri-Lim sollicitait leur avis par des procédures divinatoires avant d'entreprendre une décision en matière militaire. Les lettres montrent plus généralement qu'il s'informe constamment sur l'évolution des conflits, et se tient proche de ses troupes afin d'entretenir leur confiance et de les galvaniser. Les plus hauts gradés de son armée figurent aussi souvent parmi les convives des banquets qu'ils organise. À plusieurs reprises il prend lui-même la direction de ses troupes, et il semble s'être passé d'un général en chef à la différence des autres souverains de la période.

### Un règne marqué par l'omniprésence des conflits
La période amorrite est marquée par une grande division politique et de nombreux conflits entre États, au point que S. Richadson y voit la « période des Royaumes combattants » de la Mésopotamie. Les causes des conflits sont diverses. D. Charpin en a isolé plusieurs : la recherche de gains territoriaux et peut-être plus encore du contrôle sur les populations qui y vivent (les hommes à contrôler étant alors bien plus rares que les terres à dominer), l'enrichissement (par le pillage, le contrôle de ressources comme le sel et le bitume, ou de voies commerciales) et la gloire attachée aux victoires militaires. De fait un état d'esprit belliqueux semble animer la plupart des dirigeants de l'époque, l'idéal guerrier est souvent mis en avant, d'autant plus que la guerre est vue comme une ordalie entre les adversaires, dans laquelle la victoire est considérée comme le signe de la bénédiction divine,.
L'engrenage dans lequel semblent prises les puissances de l'époque ressort d'une lettre d'un des généraux de Zimri-Lim, qui le met en garde sur les ambitions sans bornes d'Eshnunna, qui a pris la place de Samsi-Addu en tant que menace principale pour sa dynastie, et qu'il faut l'attaquer avant qu'elle n'attaque :

« Dis à mon seigneur : ainsi (parle) ton serviteur Ibal-pi-El.

J’ai entendu dire que Yariha-Abum avait quitté le sire d’Ešnunna. Mon seigneur sait que cette Maison est pleine de tromperies. Il est à craindre qu’elle ne soit que ruse et duperie envers mon seigneur jusqu’à ce qu’elle prenne Andarig. Une fois qu’elle aura pris Andarig, elle se tournera vers Kurda ; ensuite, elle franchira le Sindjar et tout le pays du Šubartum lui criera : « Vive mon seigneur ! »

Cette Maison s’est mise à faire en tous points comme Samsi-Addu. Elle ne cesse de fixer ses frontières : elle a pris Ekallatum, elle a installé son camp contre Qaṭṭara et Allahad et la ville qu’elle prendra, elle l’annexera. Cette Maison est pleine de tromperies.

Avant que le poids ne soit trop lourd pour le bras et que l’eau n’approche, marchons contre elle ! Les Hanéens brûlent de combattre et les rois de l’Ida-Maraṣ sont réunis avec leurs troupes et ils ont les yeux fixés sur mon seigneur. Les Scheichs se sont réunis et ils ont envoyé chez mon seigneur Annitti-El et Hanzan.

Que mon seigneur interroge ses serviteurs et qu’il fasse route. »

Dans une lettre de Zimri-Lim destinée au roi de Yamhad, il exprime son dépit devant cette série interminable de conflits : « À présent, depuis les jours nombreux où (je suis monté sur mon trône, je livre combats et batailles et jamais je n’ai fait rentrer à mon pays une récolte dans la paix. » Son règne commence dans la guerre, ne semble connaître la paix que durant la période allant de sa sixième à sa neuvième année, et prend fin par la guerre.

### Recrutement et organisation militaire
Les armées de l'époque de Zimri-Lim comportaient peu de soldats de métiers. Ceux-ci se trouvaient dans la garde personnelle des souverains. Pour mener des campagnes, il fallait donc lever des troupes. Pour cela le roi procédait à des recensements (tēbibtum) qui permettaient de disposer de rôles militaires indiquant les personnes mobilisables. Ce type d'opération est documentée par plusieurs tablettes, comme cette lettre qui montre que la tâche n'était pas toujours aisée car il y avait de nombreuses résistances et manœuvres d'évitement, notamment chez les Benjaminites (ici ceux de la tribu des Amnanéens) :

« Dis à mon Seigneur : ainsi parle Yaqqim-Addu.

Voilà que je fais porter chez mon Seigneur ma tablette nominative représentant le recensement que j’ai accompli. Je n’ai montré nulle complaisance envers les scheichs, les administrateurs et les Anciens du district et leur ai fait prêter un serment solennel afin qu’ils donnent des soldats remplaçants pour Babylone. Dans le cas où ils ne le feraient pas….

(Lacune.)
« … que j’aurai fait prendre, iront tous en renfort ! »

Je leur ai parlé de façon pressante et ils ont inscrit ces gens. Étant donné que mon Seigneur avait donné comme mission à Iddiyatum de recenser le quartier marchand, je n’ai pas procédé au recensement de celui de mon district.

J’ai écrit à 5 reprises à leurs scheichs en vue du recensement des Amnanéens de Sahru, mais ils ne sont pas venus. »

En tout l'armée de Mari pouvait compter sur au moins 4 500 hommes, plus des contingents levés parmi les nomades qui n'étaient pas soumis au recensement, qui constituaient également une troupe de plusieurs milliers d'hommes. À cela s'ajoutaient les contingents des alliés. Les troupes étaient organisées en corps de 1 000 hommes dirigés par un général, eux-mêmes subdivisés en sections de 100 hommes dirigés par des chefs assistés par deux lieutenants. Les soldats sont majoritairement des fantassins, armés d'une lance, et aussi d'arcs. Les chars semblent jouer un rôle secondaire, mais la cavalerie montée semble jouer un rôle notable à partir de cette période.
Le fonctionnement du commandement militaire du royaume est mal compris. Zimri-Lim est très impliqué dans la direction de ses troupes, il participe à plusieurs reprises aux campagnes militaires en personne, et peut être vu comme le commandant en chef de ses troupes. Il n'y a pas de général en chef attesté avec assurance à Mari du temps de Zimri-Lim, alors qu'il s'en trouve dans d'autres royaumes à la même époque. Plusieurs personnages qui sont manifestement des militaires de carrières occupent des positions importantes dans les affaires militaires, notamment Yasim-El et Ibal-pi-El (à ne pas confondre avec le roi d'Eshnunna du même nom) qui se voient confier le commandement de corps expéditionnaires. Les commandements militaires semblent octroyés en fonction des circonstances, et il se pourrait qu'il y ait eu une intention de ne pas concentrer trop de pouvoir aux mains d'un seul. Ces personnages et d'autres qui constituent l'encadrement de l'armée semblent former une sorte de caste militaire, qui est notamment marqué par l'idéal « bédouin » qui valorise le mode de vie des combattants.
Zimri-Lim détache aussi une partie de ses troupes chez ses alliés, qui conservaient un commandement séparé. Le cas le mieux connu et étudié est celui des troupes envoyées à Hammurabi de Babylone, dont la correspondance est une source essentielle pour connaître le règne de ce souverain. Le général dirigeant les troupes mariotes en Babylonie est le chef nomade Ibal-pi-El, secondé par Zimri-Addu avec lequel il finit par se fâcher, dans laquelle le premier accuse le second d'avoir fermé les yeux sur des actes de pillage non autorisés de ses troupes et de saper son autorité. Il demande son éviction, qu'il obtiendra :

« J’ai chevauché à leur poursuite et j’ai fait revenir la troupe sans son butin. Zimri-Addu était parfaitement au courant que ces hommes avaient fait plusieurs actes de pillage mais il avait très peur de ce que dirait l’armée. Mon Seigneur sait bien qu’un seul homme peut retourner le discours de la majorité !

À l’heure actuelle, mon Seigneur doit envoyer un message à Zimri-Addu. Le confirme-t-il dans ses fonctions ou l’en démet-il ? Moi-même, devrai-je laisser s’installer des intrigues palatiales comme (cela se passe) aujourd’hui ? Devrai-je en outre, lorsque je voudrais engager le combat, justifier ce qui relève de mon expérience, les plans de combat ? Sinon, cet homme va faire tenir à l’armée des propos séditieux à mon encontre et je n’aurai pas les moyens suffisants pour assurer la sécurité nécessaire.

Je viens d’écrire à mon Seigneur. Il en est informé ! Cet individu me cause de grands tracas. Pour autant que j’ai pu le voir, l’armée a déjà été amenée à tenir des discours séditieux à mon encontre. »

### Les campagnes militaires
La correspondance rapportant des opérations militaires du temps de Zimri-Lim est abondante. Elle a permis d'étudier plusieurs aspects de la conduite de la guerre à l'époque amorrite.
Un point saillant est l'importance de l'information. Les lettres indiquent que le roi se tenait au courant de l'évolution des fronts militaires, et qu'en particulier il cherchait à en savoir le plus possible sur ses ennemis. Cela était possible grâce à des informateurs, ou encore la capture d'ennemis, qui parlaient sous la torture si besoin,.
Le fait que la guerre soit placée sous les auspices divines se traduit par le recours constant à la divination dans la prise de décision, des devins accompagnant les généraux lors des campagnes,,. La lettre suivante indique ainsi que Zimri-Lim, prenant la tête de ses troupes, devra attendre le « feu vert » du dieu Dagan avant de donner l'ordre de départ :

« Dis à mon Seigneur : Ainsi (parle) Bahdi-Lim, ton serviteur.

Relativement à ce que m’a écrit mon Seigneur, moi-même avec Yasim-Sumu, Kibri-Dagan et Yaqqim-Addu, nous avons réfléchi.

Notre réflexion (portait sur le fait que) « Si mon seigneur part, c’est avec l’armée lourdement équipée, les chariots et les bagages que mon Seigneur se déplacera ; et si mon Seigneur se déplace, ce (sera) bien quand mon Seigneur aura atteint l’armée, l’aura saluée et, ayant donné des instructions, aura envoyé Ebba’um ; pour l’heure, l’armée, une journée, dort à Saggaratum ; le lendemain, quittant Saggaratum, l’armée se mettra en route et passera la nuit au pont ; mon Seigneur doit faire tous sacrifices nécessaires devant Dagan afin que le dieu donne à mon Seigneur de bons oracles ; Si le dieu répond oui à se mettre en route, mon Seigneur, lorsqu’il arrivera ici, ira avec l’armée lourdement équipée, les chariots et les bagages ».

Voilà la réflexion que nous avons eue, Yasim-Sumu, Kibri-Dagan, Yaqqim-Addu et moi-même (pour savoir) si mon Seigneur doit se mettre en route, atteindre l’armée, la saluer et, après avoir donné des instructions, envoyer Ebba’um. »

D'autre lettres documentent les questions de ravitaillement des troupes. Les problèmes de fournitures en farine et en bière reviennent notamment à plusieurs reprises. Les troupes alliées détachées à Mari doivent être bien traitées : le roi leur offre un banquet, puis il les entretient tant qu'elles restent sur place.
En revanche les informations sur les tactiques militaires sont limitées, peut-être parce que ce genre d'information ne se donnait pas par écrit de peur que le document ne tombe dans les mauvaises mains. Les textes évoquent néanmoins la pratique d'embuscades, de raids, et de batailles rangées. La poliorcétique joue également un rôle important car les principales villes sont fortifiées,.

### Déprédations et gratifications
Comme vu précédemment, la guerre doit aussi être une affaire lucrative, et la victoire s'achève par du butin. Les villes prises sont souvent mises à sac, même s'il arrivait qu'on en épargne afin de s'attacher la fidélité de sa population. Trois grands moments du règne de Zimri-Lim ont donné lieu à des pillages généralisés : la chute du Royaume de Haute-Mésopotamie et sa montée sur le trône, la fin de la révolte des Benjaminites, et la campagne dans le Nord de sa douzième année de règne qui se traduit notamment par la prise d'Ashlakka. Dans plusieurs cas des conflits semblent se solder par de véritables massacres, mais ce type d'acte reste peu documenté. Le manque d'hommes incite en revanche à la capture de prisonniers de guerre et à leur déportation. Le cas des captives de guerre est bien documenté, en particulier les harems des rois vaincus, qui sont pris par le vainqueur. Des missives indiquent que Zimri-Lim se soucie de leur répartition, en se réservant la possibilité d'intégrer les plus jolies dans son propre harem.
Le roi avait une part du butin qui lui était réservée, mais il ne devait pas non plus oublier ceux qui l'avaient aidé à remporter la victoire, et leur octroyer une part du butin. Cela concernait d'abord les dieux, qui recevaient des prises de guerre en offrandes. Une tablette administrative évoque ainsi le destin d'« une petite fille Kunzia, fille de Zazzanaya, butin de Ṣidqanum, qui a été offerte pour (exercer) la tâche de meunière de Nawar », donc l'offrande d'une jeune prisonnière de guerre à un sanctuaire de Nagar (Tell Brak) pour exercer une basse besogne. Les troupes avaient évidemment droit à leur part des prises de guerre, des lettres rapportant des disputes à ce sujet. Le partage se faisait en fonction du rang : en premier lieu les gradés, ensuite la piétaille. Les documents administratifs contiennent des listes du butin que le roi se réservait, notamment des listes de personnes qui viennent grossir les rangs des serviteurs du palais.

## Relations diplomatiques
Les textes mis au jour à Mari permettent de reconstituer les pratiques diplomatiques de l'époque, qui sont également documentées par d'autres archives proches dans le temps (notamment celles de Tell Leilan, légèrement postérieures au règne de Zimri-Lim).

### Un roi de premier rang
Les relations diplomatiques sont alors régies par une hiérarchie stricte : il existe des rois de premier rang et des rois de rang secondaire. Zimri-Lim fait partie des premiers, au même titre que les rois de Babylone, du Yamhad (Alep), de Qatna, de Larsa, d'Eshnunna, et d'Élam (ce dernier étant même apparemment encore un rang au-dessus des autres, au moins avant sa défaite). Dans le vocabulaire diplomatique de l'époque, ils se considèrent comme des « frères ». En revanche les rois de rang secondaire sont leurs « fils », et ils doivent les considérer comme leurs « pères »,.
L'autorité du roi de Mari est cependant moins établie que celle des autres grands rois, à commencer par ses voisins d'Alep, d'Eshnunna et de Babylone. Au début de son règne, Zimri-Lim lui-même se présente comme le « fils » de Yarim-Lim d'Alep (qui est également son beau-père), d'Ibal-pi-El d'Eshnunna et de Hammurabi de Babylone. À la même époque, certains rois du triangle du Khabur le considèrent comme leur « frère » plutôt que comme leur « père » ou « seigneur ». Par la suite, notamment après sa victoire contre Eshnunna, son statut de roi de premier rang est mieux établi. Le fils de Samsi-Addu et ennemi mortel de Zimri-Lim, Ishme-Dagan, rechigne cependant à reconnaître son statut supérieur : ses représentants ont une altercation à ce propos avec Hammurabi de Babylone, qui insiste pour qu'Ishme-Dagan écrive à Zimri-Lim en le désignant comme son père.

### Messagers, audiences et présents
Les relations ordinaires entre les cours de l'époque passent par la circulation de messagers représentant le souverain qui les mandate à la cour d'un autre roi (il n'y pas d'ambassadeurs permanents à cette période), qui peuvent être chargés de porter les présents que s'échangent entre eux les rois (notamment de la vaisselle et des étoffes de luxe), ou encore des négociations entre les deux cours. Les représentants du roi de Mari à la cour de Babylone tiennent ainsi leur maître informé des tractations qu'ils ont avec le roi babylonien pour son compte, mais ils servent aussi d'informateurs sur les activités diplomatiques qu'ils observent à la cour babylonienne et rapportent à leur seigneur.
De nombreux textes du palais de Mari documentent de manière très brève les arrivées de messagers étrangers avec leur escorte, qu'il s'agisse de personnes venues délivrer un message à Zimri-Lim, ou bien de passage à Mari pour délivrer un message ailleurs sans rencontrer le roi, les usages diplomatiques de l'époque voulant qu'on les héberge. Il y a bien une forme d'immunité diplomatique préservant les ambassadeurs étrangers, même en temps de guerre, quoi qu'elle ne soit pas toujours respectée. Ils circulent souvent accompagnés d'une escorte armée. Lorsqu'ils sont à Mari, ils sont logés dans des bâtiments spécifiques, qui semblent réquisitionnés pour l'occasion, et reçoivent des rations d'entretien qui comprennent de quoi les nourrir et les vêtir, et aussi des présents personnels. Le personnel diplomatique est traité de façon diverse : les messagers de royaumes importants et alliés reçoivent des rations plus importantes, et quand les ambassades sont importantes ceux qui les dirigent reçoivent plus d'égards que leur escorte. Les questions de traitement des messagers étrangers et d'étiquette génèrent régulièrement des protestations qui remontent jusqu'à Zimri-Lim, comme ici avec des émissaires élamites dont les motifs d'insatisfaction sont apparemment mal compris :

« Dis à mon Seigneur : ainsi parle Yasim-Sumu, ton serviteur.

Suivant la lettre de mon Seigneur, j’ai fait porter aux Élamites la jarre de vin, les 2 moutons mâles de bonne qualité et la glace, que l’on m’a apportés de chez mon Seigneur.

En effet mon Seigneur m’avait écrit ceci : « Les Élamites sont mécontents en ce qui concerne leurs repas. Ils sont mécontents à propos de leurs repas (et aussi) à propos des cadeaux qu’on leur a faits. Toi, ou quelqu’un de ton entourage pour toi, doit examiner ce qu’il en est ! »

J’ai envoyé Yatar-Addu au sujet du bateau et des rations alimentaires. Ils ne sont mécontents ni en ce qui concerne les cadeaux qu’on leur a faits, ni par rapport aux repas. Ils sont fâchés par rapport à l’affaire du palais. Ils ont été intarissables à ce propos auprès de Yatar-Addu.

Voilà que je viens d’expédier ce dernier ; il est porteur de tous détails. Que mon Seigneur l’interroge ! »

Les représentants de rois de premier rang ont en principe un accès direct au roi, lors d'audiences qui sont en principe publiques, ce qui peut générer des situations inconfortables et des fuites d'informations. Une mission diplomatique porte un message, accompagné de présents. Elle ne peut repartir que si elle en reçoit l'autorisation, et se voit alors délivrer un présent venant en contrepartie de celui qu'elle a apporté et des présents personnels :

« Dis à Mukannišum : ainsi parle ton Seigneur.

Voilà que j’ai donné ses instructions à Lipit-Eštar, messager babylonien, et l’ai expédié.

Donne-lui 1 habit, 1 anneau de 4 sicles d’argent et 1 plaquette estampée de 1 sicle d’argent. »

### Les accords diplomatiques
Les accords diplomatiques sont en effet monnaie courante dans le Moyen-Orient amorrite,. Il peut s'agir d'alliances établies en vue d'un conflit futur, notamment celles établies au moment du conflit contre les Élamites, ou bien d'alliances établies pour mettre fin à un conflit, comme l'accord conclu avec Eshnunna. Mais il peut aussi s'agir d'alliances conclues au moment où un souverain était intronisé, car ces accords sont considérés comme personnels, et n'engagent pas les héritiers des co-contractants.
Les tractations concernant l'accord diplomatique entre Zimri-Lim et Hammurabi de Babylone contre l'Élam et son roi Siwepalarhuhpak sont documentées par plusieurs tablettes. Pendant un temps, le litige entre les deux royaumes au sujet de la domination de la ville de Hit fait obstacle, mais il est mis de côté de façon à ne pas faire obstacle à l'alliance. Ensuite interviennent des problématiques liées aux gestes et au moment de la prestation de serment. Une lettre indique ainsi que Hammurabi refuse de s'engager le 25 du mois, apparemment un jour jugé néfaste pour invoquer le nom du dieu-lune Sin, et prête serment trois jours plus tard devant son conseil :

« À notre seigneur dis ceci : ainsi (parlent) Abumekin et La’um, tes serviteurs.

Je suis arrivé à Babylone et j’ai exposé toute l’affaire devant Hammurabi.

Je l’ai entrepris au sujet de l’engagement sur la vie, mais au sujet de Hit il a fait complètement obstacle. Il a cherché à me faire quitter le sujet mais je n’y ai pas consenti, j’ai conduit l’affaire comme il convenait, j’ai pu faire face et j’ai fait jeu égal avec lui. (Le cas de) Hit reste à juger.

Le 25, il ne s’est pas engagé par serment sur sa vie en disant « Si Sin n’était pas … dans la tablette d’engagement sur la vie, c’est le 25 que je me serais engagé sur ma vie mais étant donné que Sin … je ne m’engagerai pas sur ma vie le 25 et ton maître doit jurer de la même façon. Qui, (dans ces conditions) accepterait de faire jurer ? » Le 27, j’ai versé l’eau sur ses mains. Le 28, au cours de son conseil Hammurabi a juré par les dieux pour mon seigneur, que mon seigneur sache cela. Après (avoir envoyé) cette tablette, je prendrai la tête des divinités de mon seigneur, vers[…] je placerai devant [mon seigneur(?)]. »

Les textes de Mari ont permis de reconstituer les procédures et rituels conduisant à la conclusion d'un accord diplomatique. L'élément crucial est le rituel de prestation de serment, marqué par une gestuelle précise et un serment par les dieux, devant des symboles divins. Ses modalités diffèrent selon que les rois se rencontrent pour sceller l'alliance, auquel il est marqué par un sacrifice d'ânon suivi d'un banquet, ou bien s'ils le font à distance en s'échangeant des tablettes, auquel cas il s'accompagne d'un rituel dit du lipit napištim « toucher de gorge », au sens indéterminé. Les tablettes ne sont pas des traités de paix à proprement parler, plutôt des protocoles de serments qui contiennent les dispositions principales de l'accord et les dieux invoqués en tant que garants de l'alliance. Ils sont rédigés de façon unilatérale : chacun des partenaires envoie à l'autre les engagements qu'il souhaite le voir prendre. Quatre de ces tablettes contenant des engagements de rois envers Zimri-Lim ont été retrouvées : celle d'Ibal-pi-El d'Eshnunna à la fin du conflit l'ayant opposé à Mari ; celle de Hammurabi de Babylone au moment du conflit contre l'Élam ; celle d'Atamrum d'Andarig lorsqu'il monte sur le trône ; celle d'un roi du Sindjar (de Kurda ?), retrouvée en étant très fragmentaire.
Par exemple, celle concernant Atamrum, qui est dans une position de vassal par rapport à Zimri-Lim, concerne la loyauté du premier envers le second :

« Par Šamaš du [Ciel], Atamrum fils de Warad-Sin, roi d’Andarig, a juré :

« (Je jure qu’)à partir de ce jour, tant que je vivrai, contre Zimri-Lim fils de Yahdun-Lim, roi de Mari et du pays des Bédouins, (contre) sa [ville], son armée et son pays, je ne commettrai [pas] de méfait, [et qu’envers] Zimri-Lim fils de Yahdun-Lim, [roi de Mari et du pays des] Bédouins, [je ne pècherai en aucune manière(?)]. (…)

(Je jure que …) que j’ai écrit à Zimri-Lim fils de Yahdun-Lim, roi de Mari et du pays des Bédouins, je ne (le) lui ai absolument pas écrit par mensonge ni malveillance et que c’est vraiment sans arrière-pensée que je (le) lui ai écrit.

Les bonnes paroles qu’à Zimri-Lim fils de Yahdun-Lim, roi de Mari et du pays des Hanéens, j’ai jurées, je les lui conserverai scrupuleusement avec une complète sincérité. »

### Les alliances matrimoniales
Les mariages interdynastiques étaient un autre aspect important des pratiques diplomatiques,. Ils servaient à renforcer les alliances entre souverains. Toutes les épouses de Zimri-Lim sont manifestement de sang royal. Le cas le mieux documenté est l'union qu'il contracte au début de son règne avec Shibtum, la fille du puissant roi Yarim-Lim d'Alep, qui l'a aidé à monter sur le trône, et qui vise à consolider l'alliance entre les deux. La conclusion de ce mariage est bien documentée par un ensemble de lettres. Le devin Asqudum et le chef des musiciens Rishiya dirigent l'ambassade mariote dépêchée à Alep pour les tractations, et pour accompagner le cortège ramenant l'épouse à Mari. Il s'agit notamment de négocier la dot (nidittum) qui est donnée à Shibtum quand elle quitte sa famille, et la contre-dot (terhatum) reçue en échange par la famille. À cette occasion sont échangés des bijoux, de la vaisselle de luxe, des habits, des animaux. Un présent de mariage (biblum) est également offert par le futur époux à sa belle-famille. Le rite de mariage s'accomplit par procuration : le roi ne se déplaçant pas à Alep, ce sont ses envoyés qui mettent le voile à la mariée, scellant ainsi l'union. Les discussions concernent aussi les conditions dans lesquelles la reine doit être hébergée à Mari.
Zimri-Lim ayant eu des sœurs et beaucoup plus de filles que de garçons, il a pratiqué une politique matrimoniale très active afin de consolider ses rapports avec les rois vassaux. Cela avait notamment pour but d'aider son contrôle de la région troublée de l'Ida-maras et du sud Sinjar, et peut aussi avoir été guidé par des liens tribaux. Le roi Haya-Sumu d'Ilan-sura reçoit même le privilège d'épouser deux filles de Zimri-Lim, Shimatum et Kirum. Les reines ont potentiellement un rôle politique important dans cette région, aussi il est important que les filles du roi de Mari obtiennent le statut le plus important à la cour où elles sont mariées, afin d'appuyer la politique de leur père. Le statut éminent de ce dernier doit en principe les y aider, mais ce n'est pas une garantie, loin de là, car elles arrivent dans des cours où le roi a déjà une épouse principale qui a l'ascendant.
Le cas d'Ibni-sharri illustre les situations difficiles dans lesquelles pouvaient se retrouver les filles de Zimri-Lim envoyées dans des cours potentiellement hostiles. Elle est mariée à Zakura-abum, roi de Zalluhan, un haut personnage de la tribu bensim'alite, avec le statut de reine, mais son mari (peut-être un homme déjà âgé) meurt de maladie. Elle est alors expulsée de son palais par l'ancienne famille royale déchue, parvient tant bien que mal à sauver sa vie, mais elle n'a pas l'occasion de revenir à Mari puisque son père la donne en mariage à Ibal-Addu d'Ashlakka. Elle devient à nouveau reine et est bien traitée pendant quelques années, avant que la situation entre Ashlakka et Mari ne se détériore, ce qui se traduit par une dégradation de la position d'Ibni-sharri, finalement mise à l'écart du palais. Elle demande à son père à retourner à Mari, mais celui-ci parvient à la faire revenir à Ashlakka. Mais son mari lui témoigne encore moins d'égards qu'avant et est de plus en plus hostile à son père, comme l'indiquent ces lettres :

« Dis à mon Seigneur : ainsi parle Inib-šarri, ta servante.

J’ai écrit au moins 2 fois chez mon Seigneur à propos de mes griefs. Il m’avait répondu : « Va ! Entre à Ašlakka  ; pas de désobéissance ! Va ! » Voilà ce qu’il m’a écrit.

Maintenant, je suis entrée à Ašlakka et j’ai encore plus de sujets de mécontentement. L’épouse d’Ibal-Addu, elle seule, est reine  ; et les envois de la ville d’Ašlakka et des différentes cités, c’est toujours cette femme qui les reçoit  ! Quant à moi, il m’a placé à résidence dans le harem, et il me fait tenir les joues dans mes mains comme une simplette. C’est toujours devant la femme, son épouse, qu’il prend sa nourriture et sa boisson.

Toujours mes yeux larmoient  ; en outre, ma bouche a faim. Il vient de renforcer sa garde sur moi. (...) »

« Dis à mon Seigneur : ainsi parle Inib-šarri, ta servante.

Naguère, j’avais écrit à mon Seigneur qu’Ibal-Addu avait des visées subversives. En fait, ce que je disais de lui est désormais confirmé. Il témoigne une amitié complète au prince d’Eluhut.

Hé bien ! Mon Seigneur doit envoyer ses serviteurs pour qu’ils me remmènent chez lui et que je dise à mon Seigneur toutes les nouvelles que j’ai apprises.

Sinon, cet individu par hostilité me maltraitera autant que faire se pourra. »

Elle prend l’initiative de fuir Ashlakka et de se rendre en territoire sûr, avant que n'éclate le conflit entre les deux.

## Postérité
Après la chute de Mari, la région correspondant à l'ancien cœur du royaume reprend son indépendance sous la lignée des « rois de Hana », qui règnent peut-être depuis Terqa. Un de ces rois porte le nom de Zimri-Lim,.
Zimri-Lim apparaît dans un texte littéraire babylonien, connu de manière fragmentaire, qui évoque la prise de Mari et d'Eshnunna par Hammurabi.

### Éditions de textes
- (en) Douglas Frayne, The Royal inscriptions of Mesopotamia. Early periods, volume 4 : Old Babylonian Period (2003-1595 BC), Toronto, University of Toronto Press, 1990, p. 623-649.
- Jean-Marie Durand, Les Documents épistolaires du palais de Mari, 3 vol., Paris, Le Cerf, coll. « Littératures anciennes du Proche-Orient » (no 16, 17 et 18), 1997, 1998, 2000
- (en) Wolfgang Heimpel, Letters to the King of Mari : A New Translation, with Historical Introduction, Notes, and Commentary, Winona Lake, Eisenbrauns, coll. « Mesopotamian Civilizations » (no 12), 2003
- Michael Guichard, Florilegium Marianum XIV : L'épopée de Zimri Lim, Paris, SEPOA, 2014, 167 p.
- (en) Jack M. Sasson, From the Mari Archives : An Anthology of Old Babylonian Letters, Winona Lake, Eisenbrauns, 2015

### Mari
- Jean-Claude Margueron, Mari : métropole de l'Euphrate au IIIe et au début du IIe millénaire av. J.-C., Paris, Picard/ERC, 2004
- Dominique Charpin et Jean-Marie Durand, avec des contributions de Grégory Chambon, Antoine Jacquet, Lionel Marti et Hervé Reculeau, « Tell Hariri / Mari : Textes », dans Jacques Briend et Claude Tassin (dir.), Supplément au Dictionnaire de la Bible tome 14, Letouzey & Ané, 2008, col. 214-449

### Période paléo-babylonienne/amorrite
- Nele Ziegler et Dominique Charpin, Florilegium Marianum V : Mari et le Proche-Orient à l’époque amorrite : Essai d’histoire politique, Antony, SEPOA, coll. « Mémoires de NABU » (no 6), 2003 (lire en ligne)
- Dominique Charpin, « Histoire politique du Proche-Orient amorrite (2002-1595) », dans Dominique Charpin, Dietz-Otto Edzard et Marten Stol, Mesopotamien : die altbabylonische Zeit, Fribourg et Göttingen, Academic Press Fribourg ou Vandenhoeck & Ruprecht, 2004 (lire en ligne), p. 25-480.
- Dominique Charpin, « Histoire et vie politique de Mari à l'époque amorrite », dans Jacques Briend et Claude Tassin (dir.), Supplément au Dictionnaire de la Bible vol. 14, Letouzey & Ané, 2008, col. 248-274.
- (en) Ilya Arkhipov, « The Middle East after the Fall of Ur: From Assur to the Levant », dans Karen Radner, Nadine Moeller et Daniel T. Potts (dir.), The Oxford History of the Ancient Near East, Volume 2: From the End of the Third Millennium BC to the Fall of Babylon, New York, Oxford University Press, 2022, p. 310-407

### Règne de Zimri-Lim
- (en) Jack M. Sasson, « The King and I: a Mari King in Changing Perceptions », Journal of the American Oriental Society, vol. 118, no 4,‎ 1998, p. 453-470 (JSTOR 604782)
- Nele Ziegler, Florilegium Marianum IV : Le Harem de Zimrî-Lîm : la population féminine des palais d'après les archives royales de Mari, Antony, SEPOA, coll. « Mémoires de NABU » (no 5), 1999 (lire en ligne)
- Denis Lacambre, « Études sur le règne de Zimrî-Lîm de Mari », Revue d'assyriologie et d'archéologie orientale, vol. 95, no 1,‎ 2002, p. 1-21 (lire en ligne)
- (de) Nele Ziegler, « Zimrī-Lîm », dans Reallexikon der Assyriologie und Vorderasiatischen Archäologie, vol. 15, t. 5/6, 2017, p. 295-299